# TEC Namur-Luxembourg
La Direction territoriale Namur-Luxembourg fait partie de l'Opérateur de Transport de Wallonie (ex-SRWT), qui est la société publique de transport de la Région wallonne en Belgique.
Son réseau est composé de 314 lignes d'autobus.
Le 1er mars 2019, le gouvernement Wallon a voté la fusion des 6 sociétés actuelles (SRWT et 5 société d'exploitations) au sein d'une nouvelle structure unique, l'Opérateur de Transport de Wallonie (OTW). La marque commerciale TEC, reste cependant d'application.

## Historique
Le TEC Namur-Luxembourg a été fondée en 1991, lors de la régionalisation des transports en Belgique reprenant ainsi le réseau du Groupe Namur-Luxembourg de la SNCV.
Le 1er janvier 2019, la société a disparu en tant que telle à la suite du décret du 28 mars 2018 prévoyant la fusion-absorption par l'Opérateur de transport de Wallonie devenant ainsi sa Direction Namur-Luxembourg.
Le 1er septembre 2020  :
-la ligne 163b Libramont-Bastogne est scindée en deux lignes d'une part la ligne 6 Libramont-Bastogne ligne direct un seul arrêt par village et d'autre part ligne 601 Libramont-Bastogne qui dessert tous les villages et circule uniquement en heure et période scolaire, les tickets SNCB ne sont plus valables
-la ligne 27 est dédoublée
-la ligne 51 Namur Expo - P+R Saint-Nicolas ne circule plus entre Namur Expo et la gare de Namur

## Chiffres clés[6]
Ces données sont basées sur le rapport annuel de 2023.
- Nombre de voyageurs transportés sur l'année : 24 919 242 voyageurs ;
- Nombre d'employés : 891 personnes dont 615 conducteurs ;
- Parc : 678 véhicules, dont 404 autobus (régie) et 274 autobus (loueurs) ;
- Les autobus ont roulé 31 813 831 km ;
- Aire desservie : 8 106 km2 ;
- Nombre de communes : 82 ;
- Population desservie : 753 743 ;
- Nombre de lignes : 314 ;
- Longueur : 6 491 km ;
- Nombre d'arrêts d'autobus : 10 668.

## Lignes

### Province de Namur
A
| Ligne | Caractéristiques | Caractéristiques                                   | Caractéristiques                                   | Caractéristiques                                   | Caractéristiques | Caractéristiques                                    | Caractéristiques                                   | Caractéristiques                                   | Caractéristiques                                   |
| A     | BELGRADE Casernes ⥋ ERPENT Collège | BELGRADE Casernes ⥋ ERPENT Collège                 | BELGRADE Casernes ⥋ ERPENT Collège                 | BELGRADE Casernes ⥋ ERPENT Collège                 | BELGRADE Casernes ⥋ ERPENT Collège | BELGRADE Casernes ⥋ ERPENT Collège                  | BELGRADE Casernes ⥋ ERPENT Collège                 | BELGRADE Casernes ⥋ ERPENT Collège                 | BELGRADE Casernes ⥋ ERPENT Collège                 |
| ----- | --- | -------------------------------------------------- | -------------------------------------------------- | -------------------------------------------------- | --- | --------------------------------------------------- | -------------------------------------------------- | -------------------------------------------------- | -------------------------------------------------- |
| A     | Ouverture / Fermeture 1 JANVIER 2018 / — | Longueur 6 km                                      | Durée 31 min                                       | Nb. d’arrêts 32                                    | Matériel Volvo 7900 electric hybrid - Vdl citea clf 120 - Jonckheere transit 2000                                                              | Jours de fonctionnement lun mar mer jeu ven Sam di  | Jour / Soir / Nuit / Fêtes O / — / N / O           | Voy. / an —                                        | Dépôt MALONNE Bauce et SALZINNES                   |
| A     | Desserte : BELGRADE Casernes ST SERVAIS NAMUR Gare JAMBES ERPENT Collège |                                                    |                                                    |                                                    | |                                                     |                                                    |                                                    |                                                    |
| A     | Autre : La ligne À était la ligne 8 avant le premier janvier 2018 cette une ligne à haute fréquence et est une des 4 lignes structurantes de Namur |                                                    |                                                    |                                                    | |                                                     |                                                    |                                                    |                                                    |
| A     | Dernière actualisation : —A |                                                    |                                                    |                                                    | |                                                     |                                                    |                                                    |                                                    |
| 1     | JAMBES Velaine (Petit Ry) ⥋ ST MARC Place Communal | JAMBES Velaine (Petit Ry) ⥋ ST MARC Place Communal | JAMBES Velaine (Petit Ry) ⥋ ST MARC Place Communal | JAMBES Velaine (Petit Ry) ⥋ ST MARC Place Communal | JAMBES Velaine (Petit Ry) ⥋ ST MARC Place Communal                                                                                             | JAMBES Velaine (Petit Ry) ⥋ ST MARC Place Communal  | JAMBES Velaine (Petit Ry) ⥋ ST MARC Place Communal | JAMBES Velaine (Petit Ry) ⥋ ST MARC Place Communal | JAMBES Velaine (Petit Ry) ⥋ ST MARC Place Communal |
| 1     | Ouverture / Fermeture — / — | Longueur 6 km                                      | Durée 33 min                                       | Nb. d’arrêts 32                                    | Matériel Volvo 7900 electric hybrid Vdl citea clf 120 Jonckheere transit 2000                                                                  | Jours de fonctionnement Lun mar mer jeu ven sam dim | Jour / Soir / Nuit / Fêtes O / — / N / —           | Voy. / an —                                        | Dépôt MALONNE Bauce SALZINNES                      |
| 1     | Desserte : JAMBES Velaine NAMUR Gare ST SERVAIS ST MARC PLACE |                                                    |                                                    |                                                    | |                                                     |                                                    |                                                    |                                                    |
| 1     | Autre : La ligne 1 auparavant la ligne 11 est aussi une des 4 lignes structurantes de Namur et à une grosse fréquence en heure de pointe 3 bus roule dessus |                                                    |                                                    |                                                    | |                                                     |                                                    |                                                    |                                                    |
| 1     | Dernière actualisation : —1 |                                                    |                                                    |                                                    | |                                                     |                                                    |                                                    |                                                    |
| 2     | JAMBES Amée ⥋ ST SERVAIS Beau Vallon | JAMBES Amée ⥋ ST SERVAIS Beau Vallon               | JAMBES Amée ⥋ ST SERVAIS Beau Vallon               | JAMBES Amée ⥋ ST SERVAIS Beau Vallon               | JAMBES Amée ⥋ ST SERVAIS Beau Vallon | JAMBES Amée ⥋ ST SERVAIS Beau Vallon                | JAMBES Amée ⥋ ST SERVAIS Beau Vallon               | JAMBES Amée ⥋ ST SERVAIS Beau Vallon               | JAMBES Amée ⥋ ST SERVAIS Beau Vallon               |
| 2     | Ouverture / Fermeture — / — | Longueur 5 km                                      | Durée 32 min                                       | Nb. d’arrêts 30                                    | Matériel Volvo 7900 electric hybrid Vdl citea clf 120 Jonckheere transit 2000                                                                  | Jours de fonctionnement Lun mar mer jeu ven sam dim | Jour / Soir / Nuit / Fêtes O / — / N / —           | Voy. / an —                                        | Dépôt MALONNE Bauce et SALZINNES                   |
| 2     | Desserte : JAMBES Amée NAMUR Gare BELGRADE ST SERVAIS Beau Vallon |                                                    |                                                    |                                                    | |                                                     |                                                    |                                                    |                                                    |
| 2     | Autre : Cette ligne urbaine qui fait de la plage ďamée au centre psychiatrique beau vallon transporte énormément de personne par jour en passant par st servais et ses logements sociaux |                                                    |                                                    |                                                    | |                                                     |                                                    |                                                    |                                                    |
| 2     | Dernière actualisation : —2 |                                                    |                                                    |                                                    | |                                                     |                                                    |                                                    |                                                    |
| 3     | NAMUR (La plante) ⥋ NAMUR Citadelle (SALZINNES) | NAMUR (La plante) ⥋ NAMUR Citadelle (SALZINNES)    | NAMUR (La plante) ⥋ NAMUR Citadelle (SALZINNES)    | NAMUR (La plante) ⥋ NAMUR Citadelle (SALZINNES)    | NAMUR (La plante) ⥋ NAMUR Citadelle (SALZINNES)                                                                                                | NAMUR (La plante) ⥋ NAMUR Citadelle (SALZINNES)     | NAMUR (La plante) ⥋ NAMUR Citadelle (SALZINNES)    | NAMUR (La plante) ⥋ NAMUR Citadelle (SALZINNES)    | NAMUR (La plante) ⥋ NAMUR Citadelle (SALZINNES)    |
| 3     | Ouverture / Fermeture — / — | Longueur —                                         | Durée 30 min                                       | Nb. d’arrêts 35                                    | Matériel Jonckheere S2000T Jonckheere Transit 2000 Vanhool A330 Scania Omnicity                                                                | Jours de fonctionnement L, Ma, Me, J, V, S, D       | Jour / Soir / Nuit / Fêtes O / — / N / —           | Voy. / an —                                        | Dépôt Fooz Latour                                  |
| 3     | Desserte : La Plante - Gare de Namur - Salzinnes - La Citadelle |                                                    |                                                    |                                                    | |                                                     |                                                    |                                                    |                                                    |
| 3     | Autre : Déviation lors du marché hebdomadaire du samedi via la Rue Rogier et Rue du Premier Lancier |                                                    |                                                    |                                                    | |                                                     |                                                    |                                                    |                                                    |
| 3     | Dernière actualisation : — |                                                    |                                                    |                                                    | |                                                     |                                                    |                                                    |                                                    |
| 4     | NAMUR Gare ⥋ MONT GODINNE Chu | NAMUR Gare ⥋ MONT GODINNE Chu                      | NAMUR Gare ⥋ MONT GODINNE Chu                      | NAMUR Gare ⥋ MONT GODINNE Chu                      | NAMUR Gare ⥋ MONT GODINNE Chu | NAMUR Gare ⥋ MONT GODINNE Chu                       | NAMUR Gare ⥋ MONT GODINNE Chu                      | NAMUR Gare ⥋ MONT GODINNE Chu                      | NAMUR Gare ⥋ MONT GODINNE Chu                      |
| 4     | Ouverture / Fermeture — / — | Longueur 33 km                                     | Durée 41 min                                       | Nb. d’arrêts 55                                    | Matériel VDL-Jonckheere Transit 2000 | Jours de fonctionnement L, Ma, Me, J, V, S, D       | Jour / Soir / Nuit / Fêtes O / O / N / O           | Voy. / an —                                        | Dépôt Bauce Mettet                                 |
| 4     | Desserte : Gare de Namur SNCB - Profondeville / Mont-Godinne CHU |                                                    |                                                    |                                                    | |                                                     |                                                    |                                                    |                                                    |
| 4     | Autre : Cette ligne a un itinéraire différent en fonction du jour et de l'heure. |                                                    |                                                    |                                                    | |                                                     |                                                    |                                                    |                                                    |
| 4     | Dernière actualisation : — |                                                    |                                                    |                                                    | |                                                     |                                                    |                                                    |                                                    |
| 5     | Salzinnes (Hayettes) ⥋ Beez | Salzinnes (Hayettes) ⥋ Beez                        | Salzinnes (Hayettes) ⥋ Beez                        | Salzinnes (Hayettes) ⥋ Beez                        | Salzinnes (Hayettes) ⥋ Beez | Salzinnes (Hayettes) ⥋ Beez                         | Salzinnes (Hayettes) ⥋ Beez                        | Salzinnes (Hayettes) ⥋ Beez                        | Salzinnes (Hayettes) ⥋ Beez                        |
| 5     | Ouverture / Fermeture — / — | Longueur —                                         | Durée 35 min                                       | Nb. d’arrêts 36                                    | Matériel Irisbus Citélis 12 Vanhool A330 Volvo 7900 Electric Hybrid Irisbus Crossway Jonckheere VDL Citea                                      | Jours de fonctionnement L, Ma, Me, J, V, S, D       | Jour / Soir / Nuit / Fêtes O / — / N / —           | Voy. / an —                                        | Dépôt Bauce et Salzinnes                           |
| 5     | Desserte : Clinique Saint-Élisabeth - Gare de Namur - Centre-ville - CHR - Plomcot - Beez |                                                    |                                                    |                                                    | |                                                     |                                                    |                                                    |                                                    |
| 5     | Autre : |                                                    |                                                    |                                                    | |                                                     |                                                    |                                                    |                                                    |
| 5     | Dernière actualisation : — |                                                    |                                                    |                                                    | |                                                     |                                                    |                                                    |                                                    |
| 6     | Namur ⥋ Mettet | Namur ⥋ Mettet                                     | Namur ⥋ Mettet                                     | Namur ⥋ Mettet                                     | Namur ⥋ Mettet | Namur ⥋ Mettet                                      | Namur ⥋ Mettet                                     | Namur ⥋ Mettet                                     | Namur ⥋ Mettet                                     |
| 6     | Ouverture / Fermeture — / — | Longueur 33 km                                     | Durée 65 min                                       | Nb. d’arrêts 40                                    | Matériel VDL-Jonckheere Transit 2000 Irisbus Citélis Volvo S-Charge                                                                            | Jours de fonctionnement L, Ma, Me, J, V, S, D       | Jour / Soir / Nuit / Fêtes O / O / N / O           | Voy. / an —                                        | Dépôt Bauce Mettet                                 |
| 6     | Desserte : Namur SNCB - Malonne Port - Mettet |                                                    |                                                    |                                                    | |                                                     |                                                    |                                                    |                                                    |
| 6     | Autre : Cette ligne a un itinéraire différent en fonction du jour et de l'heure. |                                                    |                                                    |                                                    | |                                                     |                                                    |                                                    |                                                    |
| 6     | Dernière actualisation : — |                                                    |                                                    |                                                    | |                                                     |                                                    |                                                    |                                                    |
| 6b    | Namur ⥋ Malonne (Malpas) | Namur ⥋ Malonne (Malpas)                           | Namur ⥋ Malonne (Malpas)                           | Namur ⥋ Malonne (Malpas)                           | Namur ⥋ Malonne (Malpas) | Namur ⥋ Malonne (Malpas)                            | Namur ⥋ Malonne (Malpas)                           | Namur ⥋ Malonne (Malpas)                           | Namur ⥋ Malonne (Malpas)                           |
| 6b    | Ouverture / Fermeture — / — | Longueur —                                         | Durée 22 min                                       | Nb. d’arrêts 23                                    | Matériel Jonckheere Transit 2000 | Jours de fonctionnement L, Ma, Me, J, V, S, D       | Jour / Soir / Nuit / Fêtes O / — / N / —           | Voy. / an —                                        | Dépôt Ermeton et Bauce                             |
| 6b    | Desserte : Gare de Namur - Salzinnes - Zoning Industriel Namur-Ouest - Malonne |                                                    |                                                    |                                                    | |                                                     |                                                    |                                                    |                                                    |
| 6b    | Autre : L'entité de Malonne n'est pas dans la zone urbaine, bien qu'elle fasse partie de la Ville de Namur. |                                                    |                                                    |                                                    | |                                                     |                                                    |                                                    |                                                    |
| 6b    | Dernière actualisation : — |                                                    |                                                    |                                                    | |                                                     |                                                    |                                                    |                                                    |
| 7     | Namur ⥋ Bouge (Sainte-Rita) | Namur ⥋ Bouge (Sainte-Rita)                        | Namur ⥋ Bouge (Sainte-Rita)                        | Namur ⥋ Bouge (Sainte-Rita)                        | Namur ⥋ Bouge (Sainte-Rita) | Namur ⥋ Bouge (Sainte-Rita)                         | Namur ⥋ Bouge (Sainte-Rita)                        | Namur ⥋ Bouge (Sainte-Rita)                        | Namur ⥋ Bouge (Sainte-Rita)                        |
| 7     | Ouverture / Fermeture — / — | Longueur —                                         | Durée 20 min                                       | Nb. d’arrêts 20                                    | Matériel Latour Mercedes Citaro | Jours de fonctionnement L, Ma, Me, J, V, S, D       | Jour / Soir / Nuit / Fêtes O / — / N / —           | Voy. / an —                                        | Dépôt Latour (privé)                               |
| 7     | Desserte : Gare de Namur - Bouge (Chaussée de Louvain) - Clinique Saint-Luc - Bouge (Sainte-Rita/Pêcherie) |                                                    |                                                    |                                                    | |                                                     |                                                    |                                                    |                                                    |
| 7     | Autre : |                                                    |                                                    |                                                    | |                                                     |                                                    |                                                    |                                                    |
| 7     | Dernière actualisation : — |                                                    |                                                    |                                                    | |                                                     |                                                    |                                                    |                                                    |
| 8R    | 8R (Renforcement) | 8R (Renforcement)                                  | 8R (Renforcement)                                  | 8R (Renforcement)                                  | 8R (Renforcement) | 8R (Renforcement)                                   | 8R (Renforcement)                                  | 8R (Renforcement)                                  | 8R (Renforcement)                                  |
| 8R    | Namur ⥋ Erpent |                                                    |                                                    |                                                    | |                                                     |                                                    |                                                    |                                                    |
| 8R    | Ouverture / Fermeture — / — | Longueur —                                         | Durée 15 min                                       | Nb. d’arrêts 16                                    | Matériel Vdl-Jonckheere Transit 2000 G Mercedes Citaro                                                                                         | Jours de fonctionnement L, Ma, Me, J, V             | Jour / Soir / Nuit / Fêtes O / — / N / —           | Voy. / an —                                        | Dépôt Bauce, Mehaigne et Salzinnes                 |
| 8R    | Desserte : Namur (Gare des bus périurbains) - Jambes (Place Joséphine-Charlotte ? Erpent) / Jambes (Place de Wallonie ? Namur) - Froidebise - Erpent (Collège Notre-Dame de la Paix) |                                                    |                                                    |                                                    | |                                                     |                                                    |                                                    |                                                    |
| 8R    | Autre : Ne circule qu'en période scolaire. |                                                    |                                                    |                                                    | |                                                     |                                                    |                                                    |                                                    |
| 8R    | Dernière actualisation : — |                                                    |                                                    |                                                    | |                                                     |                                                    |                                                    |                                                    |
| 9     | Jambes (Amée) ⥋ Flawinne | Jambes (Amée) ⥋ Flawinne                           | Jambes (Amée) ⥋ Flawinne                           | Jambes (Amée) ⥋ Flawinne                           | Jambes (Amée) ⥋ Flawinne | Jambes (Amée) ⥋ Flawinne                            | Jambes (Amée) ⥋ Flawinne                           | Jambes (Amée) ⥋ Flawinne                           | Jambes (Amée) ⥋ Flawinne                           |
| 9     | Ouverture / Fermeture — / — | Longueur —                                         | Durée 50 min                                       | Nb. d’arrêts 43                                    | Matériel Jonckheere S2000T Jonckheere Transit 2000 VDL Jonckheere Citea Volvo 7900 Electric Hybrid                                             | Jours de fonctionnement L, Ma, Me, J, V, S, D       | Jour / Soir / Nuit / Fêtes O / — / N / —           | Voy. / an —                                        | Dépôt Bauce et Salzinnes                           |
| 9     | Desserte : Jambes (Amée - Place de Wallonie) - Namur (Centre-ville - Gare de Namur) - Belgrade - Flawinne - Floriffoux |                                                    |                                                    |                                                    | |                                                     |                                                    |                                                    |                                                    |
| 9     | Autre : Les trois arrêts de Floriffoux sont hors zone urbaine. |                                                    |                                                    |                                                    | |                                                     |                                                    |                                                    |                                                    |
| 9     | Dernière actualisation : — |                                                    |                                                    |                                                    | |                                                     |                                                    |                                                    |                                                    |
| 10    | Namur ⥋ Châtelineau | Namur ⥋ Châtelineau                                | Namur ⥋ Châtelineau                                | Namur ⥋ Châtelineau                                | Namur ⥋ Châtelineau | Namur ⥋ Châtelineau                                 | Namur ⥋ Châtelineau                                | Namur ⥋ Châtelineau                                | Namur ⥋ Châtelineau                                |
| 10    | Ouverture / Fermeture — / — | Longueur 33 km                                     | Durée 55 min                                       | Nb. d’arrêts 57                                    | Matériel VDL-Jonckheere Transit 2000 VDL Bus & Coach Citea CLF120 Mercedes Citaro G II Irisbus Citélis Volvo S-Charge                          | Jours de fonctionnement L, Ma, Me, J, V, S, D       | Jour / Soir / Nuit / Fêtes O / O / N / O           | Voy. / an —                                        | Dépôt Bauce Mehaigne Onoz Latour                   |
| 10    | Desserte : Namur SNCB - Malonne Port - Floreffe Gare - Fosses-la-Ville Quatre-Bras - Le Roux Centre - Châtelet Justice - Châtelineau SNCB |                                                    |                                                    |                                                    | |                                                     |                                                    |                                                    |                                                    |
| 10    | Autre : Cette ligne a un itinéraire différent en fonction du jour et de l'heure. La desserte de Floreffe se fait par la N90 lors de manifestation locale, comme festival ou brocante rendant la circulation impossible dans le centre de Floreffe. L'itinéraire est modifié vers Châtelineau depuis le 17/08/2016 à la suite de la mise en sens unique de la rue Émile Romedenne à Floreffe, l'arrêt Floreffe place communale est déplacé à l'arrêt de la ligne desservie lors du marché de Floreffe. |                                                    |                                                    |                                                    | |                                                     |                                                    |                                                    |                                                    |
| 10    | Dernière actualisation : — |                                                    |                                                    |                                                    | |                                                     |                                                    |                                                    |                                                    |
| 11    | Jambes (Petit-Ry) ⥋ Saint-Servais (Beau-Vallon) | Jambes (Petit-Ry) ⥋ Saint-Servais (Beau-Vallon)    | Jambes (Petit-Ry) ⥋ Saint-Servais (Beau-Vallon)    | Jambes (Petit-Ry) ⥋ Saint-Servais (Beau-Vallon)    | Jambes (Petit-Ry) ⥋ Saint-Servais (Beau-Vallon)                                                                                                | Jambes (Petit-Ry) ⥋ Saint-Servais (Beau-Vallon)     | Jambes (Petit-Ry) ⥋ Saint-Servais (Beau-Vallon)    | Jambes (Petit-Ry) ⥋ Saint-Servais (Beau-Vallon)    | Jambes (Petit-Ry) ⥋ Saint-Servais (Beau-Vallon)    |
| 11    | Ouverture / Fermeture — / — | Longueur —                                         | Durée 40 min                                       | Nb. d’arrêts 42                                    | Matériel — | Jours de fonctionnement L, Ma, Me, J, V, S, D       | Jour / Soir / Nuit / Fêtes O / — / N / —           | Voy. / an —                                        | Dépôt Bauce et Salzinnes                           |
| 11    | Desserte : Jambes (Athénée royal - Gare de Jambes - Place Joséphine-Charlotte) - Namur (Centre-ville - Gare de Namur) - Saint-Servais |                                                    |                                                    |                                                    | |                                                     |                                                    |                                                    |                                                    |
| 11    | Autre : Déviation lors du marché hebdomadaire du samedi via la Rue Rogier et Rue du Premier Lancier |                                                    |                                                    |                                                    | |                                                     |                                                    |                                                    |                                                    |
| 11    | Dernière actualisation : — |                                                    |                                                    |                                                    | |                                                     |                                                    |                                                    |                                                    |
| 11b   | Jambes (Petit-Ry) ⥋ Namur (Gare ) | Jambes (Petit-Ry) ⥋ Namur (Gare )                  | Jambes (Petit-Ry) ⥋ Namur (Gare )                  | Jambes (Petit-Ry) ⥋ Namur (Gare )                  | Jambes (Petit-Ry) ⥋ Namur (Gare ) | Jambes (Petit-Ry) ⥋ Namur (Gare )                   | Jambes (Petit-Ry) ⥋ Namur (Gare )                  | Jambes (Petit-Ry) ⥋ Namur (Gare )                  | Jambes (Petit-Ry) ⥋ Namur (Gare )                  |
| 11b   | Ouverture / Fermeture — / — | Longueur —                                         | Durée 22 min                                       | Nb. d’arrêts 21                                    | Matériel — | Jours de fonctionnement L, Ma, Me, J, V, S, D       | Jour / Soir / Nuit / Fêtes O / — / N / —           | Voy. / an —                                        | Dépôt Bauce, Ermeton et Salzinnes                  |
| 11b   | Desserte : Jambes (Athénée royal - Gare de Jambes - Place Joséphine-Charlotte) - Namur (Centre-ville - Gare de Namur) |                                                    |                                                    |                                                    | |                                                     |                                                    |                                                    |                                                    |
| 11b   | Autre : Déviation lors du marché hebdomadaire du samedi via la Rue Rogier et Rue du Premier Lancier. |                                                    |                                                    |                                                    | |                                                     |                                                    |                                                    |                                                    |
| 11b   | Dernière actualisation : — |                                                    |                                                    |                                                    | |                                                     |                                                    |                                                    |                                                    |
| 12    | Namur - Huy | Namur - Huy                                        | Namur - Huy                                        | Namur - Huy                                        | Namur - Huy | Namur - Huy                                         | Namur - Huy                                        | Namur - Huy                                        | Namur - Huy                                        |
| 12    | Namur ⥋ Huy |                                                    |                                                    |                                                    | |                                                     |                                                    |                                                    |                                                    |
| 12    | Ouverture / Fermeture — / — | Longueur 33 km                                     | Durée 58 min                                       | Nb. d’arrêts 58                                    | Matériel Vanhool New A330 Jonckheere S2000T Vanhool A330 Jonckheere Transit 2000 Jonckheere Transit 2000 G Mercedes Citaro G C2 Volvo S-Charge | Jours de fonctionnement L, Ma, Me, J, V, S, D       | Jour / Soir / Nuit / Fêtes O / O / N / O           | Voy. / an —                                        | Dépôt Andenne Ohey                                 |
| 12    | Desserte : Gare de Namur SNCB - Andenne - Gare de Huy SNCB |                                                    |                                                    |                                                    | |                                                     |                                                    |                                                    |                                                    |
| 12    | Autre : |                                                    |                                                    |                                                    | |                                                     |                                                    |                                                    |                                                    |
| 12    | Dernière actualisation : — |                                                    |                                                    |                                                    | |                                                     |                                                    |                                                    |                                                    |
| 13    | Andenne ⥋ Ciney | Andenne ⥋ Ciney                                    | Andenne ⥋ Ciney                                    | Andenne ⥋ Ciney                                    | Andenne ⥋ Ciney | Andenne ⥋ Ciney                                     | Andenne ⥋ Ciney                                    | Andenne ⥋ Ciney                                    | Andenne ⥋ Ciney                                    |
| 13    | Ouverture / Fermeture — / — | Longueur —                                         | Durée —                                            | Nb. d’arrêts —                                     | Matériel Vanhool A330 | Jours de fonctionnement L, Ma, Me, J, V, S, D       | Jour / Soir / Nuit / Fêtes O / O / N / O           | Voy. / an —                                        | Dépôt Ohey                                         |
| 13    | Desserte : Andenne - Ciney SNCB |                                                    |                                                    |                                                    | |                                                     |                                                    |                                                    |                                                    |
| 13    | Autre : |                                                    |                                                    |                                                    | |                                                     |                                                    |                                                    |                                                    |
| 13    | Dernière actualisation : — |                                                    |                                                    |                                                    | |                                                     |                                                    |                                                    |                                                    |

- 14 Ohey - Gesves

| Ligne | Caractéristiques                             | Caractéristiques  | Caractéristiques  | Caractéristiques  | Caractéristiques | Caractéristiques                              | Caractéristiques                         | Caractéristiques  | Caractéristiques                                     |
| 815   | Forville ⥋ Hannut                            | Forville ⥋ Hannut | Forville ⥋ Hannut | Forville ⥋ Hannut | Forville ⥋ Hannut | Forville ⥋ Hannut                             | Forville ⥋ Hannut                        | Forville ⥋ Hannut | Forville ⥋ Hannut                                    |
| ----- | -------------------------------------------- | ----------------- | ----------------- | ----------------- | --- | --------------------------------------------- | ---------------------------------------- | ----------------- | ---------------------------------------------------- |
| 815   | Ouverture / Fermeture 1er septembre 2012 / — | Longueur —        | Durée 45 min      | Nb. d’arrêts 38   | Matériel — | Jours de fonctionnement L, Ma, Me, J, V, S    | Jour / Soir / Nuit / Fêtes O / — / N / — | Voy. / an —       | Dépôt Forville, Mehaigne et Cintra (privé)           |
| 815   | Desserte : Forville Hannut                   |                   |                   |                   | |                                               |                                          |                   |                                                      |
| 815   | Autre :                                      |                   |                   |                   | |                                               |                                          |                   |                                                      |
| 815   | Dernière actualisation : —                   |                   |                   |                   | |                                               |                                          |                   |                                                      |
| 816   | Namur ⥋ Meeffe                               | Namur ⥋ Meeffe    | Namur ⥋ Meeffe    | Namur ⥋ Meeffe    | Namur ⥋ Meeffe | Namur ⥋ Meeffe                                | Namur ⥋ Meeffe                           | Namur ⥋ Meeffe    | Namur ⥋ Meeffe                                       |
| 816   | Ouverture / Fermeture 1er septembre 2012 / — | Longueur —        | Durée 45 min      | Nb. d’arrêts 45   | Matériel Jonckheere S2000T Jonckheere Transit 2000 G Vanhool A330 Mercedes Citaro G C2 Vanhool New A330 Vanhool Linéa Man Lion's City G | Jours de fonctionnement L, Ma, Me, J, V, S, D | Jour / Soir / Nuit / Fêtes O / — / N / — | Voy. / an —       | Dépôt Andenne Forville Cintra (privé) Latour (privé) |
| 816   | Desserte : Namur Bouge Forville Meeffe       |                   |                   |                   | |                                               |                                          |                   |                                                      |
| 816   | Autre :                                      |                   |                   |                   | |                                               |                                          |                   |                                                      |
| 816   | Dernière actualisation : —                   |                   |                   |                   | |                                               |                                          |                   |                                                      |

| Ligne | Caractéristiques | Caractéristiques   | Caractéristiques   | Caractéristiques   | Caractéristiques                                                                                       | Caractéristiques                              | Caractéristiques                         | Caractéristiques   | Caractéristiques                                     |
| 17    | Namur ⥋ Acosse | Namur ⥋ Acosse     | Namur ⥋ Acosse     | Namur ⥋ Acosse     | Namur ⥋ Acosse                                                                                         | Namur ⥋ Acosse                                | Namur ⥋ Acosse                           | Namur ⥋ Acosse     | Namur ⥋ Acosse                                       |
| ----- | --- | ------------------ | ------------------ | ------------------ | --- | --------------------------------------------- | ---------------------------------------- | ------------------ | ---------------------------------------------------- |
| 17    | Ouverture / Fermeture — / — | Longueur —         | Durée —            | Nb. d’arrêts —     | Matériel Jonckheere S2000T Jonckheere Transit 2000G Mercedes Citaro G C2 Vanhool A330 Vanhool New A330 | Jours de fonctionnement L, Ma, Me, J, V, S    | Jour / Soir / Nuit / Fêtes O / O / N / N | Voy. / an —        | Dépôt Forville                                       |
| 17    | Desserte : Gare de Namur - Bierwart - Acosse                                                                                                  |                    |                    |                    | |                                               |                                          |                    |                                                      |
| 17    | Autre : Cette ligne a un itinéraire différent en fonction du jour et de l'heure.                                                              |                    |                    |                    | |                                               |                                          |                    |                                                      |
| 17    | Dernière actualisation : — |                    |                    |                    | |                                               |                                          |                    |                                                      |
| 18    | Forville ⥋ Huy | Forville ⥋ Huy     | Forville ⥋ Huy     | Forville ⥋ Huy     | Forville ⥋ Huy                                                                                         | Forville ⥋ Huy                                | Forville ⥋ Huy                           | Forville ⥋ Huy     | Forville ⥋ Huy                                       |
| 18    | Ouverture / Fermeture — / — | Longueur —         | Durée —            | Nb. d’arrêts —     | Matériel Jonckheere S2000T Vanhool A330 Vanhool New A330                                               | Jours de fonctionnement L, Ma, Me, J, V, S    | Jour / Soir / Nuit / Fêtes O / O / N / N | Voy. / an —        | Dépôt Forville                                       |
| 18    | Desserte : Huy-Statte-Wanze-Moha- Forville |                    |                    |                    | |                                               |                                          |                    |                                                      |
| 18    | Autre : Cette ligne a un itinéraire différent en fonction du jour et de l'heure.                                                              |                    |                    |                    | |                                               |                                          |                    |                                                      |
| 18    | Dernière actualisation : — |                    |                    |                    | |                                               |                                          |                    |                                                      |
| 19    | Forville ⥋ Andenne | Forville ⥋ Andenne | Forville ⥋ Andenne | Forville ⥋ Andenne | Forville ⥋ Andenne                                                                                     | Forville ⥋ Andenne                            | Forville ⥋ Andenne                       | Forville ⥋ Andenne | Forville ⥋ Andenne                                   |
| 19    | Ouverture / Fermeture — / — | Longueur —         | Durée —            | Nb. d’arrêts —     | Matériel Jonckheere S2000T Vanhool A330 Vanhool New A330                                               | Jours de fonctionnement L, Ma, Me, J, V, S    | Jour / Soir / Nuit / Fêtes O / O / N / N | Voy. / an —        | Dépôt Forville                                       |
| 19    | Desserte : Andenne-Seilles-Landenne- Forville                                                                                                 |                    |                    |                    | |                                               |                                          |                    |                                                      |
| 19    | Autre : Cette ligne a un itinéraire différent en fonction du jour et de l'heure.                                                              |                    |                    |                    | |                                               |                                          |                    |                                                      |
| 19    | Dernière actualisation : — |                    |                    |                    | |                                               |                                          |                    |                                                      |
| 20    | Dinant ⥋ Florennes | Dinant ⥋ Florennes | Dinant ⥋ Florennes | Dinant ⥋ Florennes | Dinant ⥋ Florennes                                                                                     | Dinant ⥋ Florennes                            | Dinant ⥋ Florennes                       | Dinant ⥋ Florennes | Dinant ⥋ Florennes                                   |
| 20    | Ouverture / Fermeture — / — | Longueur —         | Durée 46 min       | Nb. d’arrêts 32    | Matériel Jonckheere Transit 2000 Vanhool New A330                                                      | Jours de fonctionnement L, Ma, Me, J, V, S, D | Jour / Soir / Nuit / Fêtes O / O / N / O | Voy. / an —        | Florennes —                                          |
| 20    | Desserte : Dinant - Onhaye - Anthee - Florennes                                                                                               |                    |                    |                    | |                                               |                                          |                    |                                                      |
| 20    | Autre : Cette ligne a un itinéraire différent en fonction du jour et de l'heure.                                                              |                    |                    |                    | |                                               |                                          |                    |                                                      |
| 20    | Dernière actualisation : — |                    |                    |                    | |                                               |                                          |                    |                                                      |
| 21    | Namur ⥋ Maredsous | Namur ⥋ Maredsous  | Namur ⥋ Maredsous  | Namur ⥋ Maredsous  | Namur ⥋ Maredsous                                                                                      | Namur ⥋ Maredsous                             | Namur ⥋ Maredsous                        | Namur ⥋ Maredsous  | Namur ⥋ Maredsous                                    |
| 21    | Ouverture / Fermeture — / — | Longueur 15 km     | Durée 37 min       | Nb. d’arrêts 36    | Matériel Jonckheere Transit 2000 Irisbus Crossway                                                      | Jours de fonctionnement L, Ma, Me, J, V, S, D | Jour / Soir / Nuit / Fêtes O / O / N / O | Voy. / an —        | Ermeton-sur-Biert —                                  |
| 21    | Desserte : Namur - Wépion - Maredsous - Ermeton-sur-Biert                                                                                     |                    |                    |                    | |                                               |                                          |                    |                                                      |
| 21    | Autre : Cette ligne a un itinéraire différent en fonction du jour et de l'heure.                                                              |                    |                    |                    | |                                               |                                          |                    |                                                      |
| 21    | Dernière actualisation : — |                    |                    |                    | |                                               |                                          |                    |                                                      |
| 22    | Namur ⥋ Soye | Namur ⥋ Soye       | Namur ⥋ Soye       | Namur ⥋ Soye       | Namur ⥋ Soye                                                                                           | Namur ⥋ Soye                                  | Namur ⥋ Soye                             | Namur ⥋ Soye       | Namur ⥋ Soye                                         |
| 22    | Ouverture / Fermeture — / — | Longueur —         | Durée 25 min       | Nb. d’arrêts 29    | Matériel Jonckheere Transit 2000 VDL citea CLF120                                                      | Jours de fonctionnement L, Ma, Me, J, V, S    | Jour / Soir / Nuit / Fêtes O / O / N / O | Voy. / an —        | Dépôt Onoz                                           |
| 22    | Desserte : Namur - Belgrade - Flawinne - Floriffoux Soye Jodion                                                                               |                    |                    |                    | |                                               |                                          |                    |                                                      |
| 22    | Autre : |                    |                    |                    | |                                               |                                          |                    |                                                      |
| 22    | Dernière actualisation : — |                    |                    |                    | |                                               |                                          |                    |                                                      |
| 23    | Namur ⥋ Velaine | Namur ⥋ Velaine    | Namur ⥋ Velaine    | Namur ⥋ Velaine    | Namur ⥋ Velaine                                                                                        | Namur ⥋ Velaine                               | Namur ⥋ Velaine                          | Namur ⥋ Velaine    | Namur ⥋ Velaine                                      |
| 23    | Ouverture / Fermeture — / 1 Août 2023 | Longueur —         | Durée 43 min       | Nb. d’arrêts 48    | Matériel Jonckheere S2000T Jonckheere Transit 2000 VDL citea CLF120                                    | Jours de fonctionnement L, Ma, Me, J, V, S    | Jour / Soir / Nuit / Fêtes O / O / N / O | Voy. / an —        | Dépôt Onoz                                           |
| 23    | Desserte : Namur - Belgrade - Flawinne -Temploux- Spy- Velaine-sur-Sambre Les Isnes                                                           |                    |                    |                    | |                                               |                                          |                    |                                                      |
| 23    | Autre : |                    |                    |                    | |                                               |                                          |                    |                                                      |
| 23    | Dernière actualisation : — |                    |                    |                    | |                                               |                                          |                    |                                                      |
| 23    | Namur ⥋ Spy | Namur ⥋ Spy        | Namur ⥋ Spy        | Namur ⥋ Spy        | Namur ⥋ Spy                                                                                            | Namur ⥋ Spy                                   | Namur ⥋ Spy                              | Namur ⥋ Spy        | Namur ⥋ Spy                                          |
| 23    | Ouverture / Fermeture 1 Août 2023 / — | Longueur —         | Durée —            | Nb. d’arrêts —     | Matériel Solaris Urbino IV 12 Hybrid                                                                   | Jours de fonctionnement L, Ma, Me, J, V, S    | Jour / Soir / Nuit / Fêtes O / O / N / O | Voy. / an —        | Dépôt Onoz                                           |
| 23    | Desserte : Namur - Belgrade - Flawinne -Temploux- Spy                                                                                         |                    |                    |                    | |                                               |                                          |                    |                                                      |
| 23    | Autre : Le 1 Août 2024 : ● Ajout d'un parcours à 20h38 à Spy vers Namur 21h11 du lundi au vendredi toute période ● ajout de 6 nouveaux arrêts |                    |                    |                    | |                                               |                                          |                    |                                                      |
| 23    | Dernière actualisation : — |                    |                    |                    | |                                               |                                          |                    |                                                      |
| 24    | Namur ⥋ Daussoulx | Namur ⥋ Daussoulx  | Namur ⥋ Daussoulx  | Namur ⥋ Daussoulx  | Namur ⥋ Daussoulx                                                                                      | Namur ⥋ Daussoulx                             | Namur ⥋ Daussoulx                        | Namur ⥋ Daussoulx  | Namur ⥋ Daussoulx                                    |
| 24    | Ouverture / Fermeture — / — | Longueur —         | Durée 20 min       | Nb. d’arrêts 20    | Matériel Jonckheere S2000T Mercedes Citaro Scania Omnicity Vanhool New A320                            | Jours de fonctionnement L, Ma, Me, J, V, S, D | Jour / Soir / Nuit / Fêtes O / — / N / — | Voy. / an —        | Dépôt Bauce, Mehaigne, Latour (privé) Cintra (privé) |
| 24    | Desserte : Gare de Namur - Vedrin - Daussoulx                                                                                                 |                    |                    |                    | |                                               |                                          |                    |                                                      |
| 24    | Autre : L'entité de Daussoulx n'est pas dans la zone urbaine, bien qu'elle fasse partie de la Ville de Namur.                                 |                    |                    |                    | |                                               |                                          |                    |                                                      |
| 24    | Dernière actualisation : — |                    |                    |                    | |                                               |                                          |                    |                                                      |

- 25 Dinant - Beauraing
- 26 Beauraing - Wellin

| Ligne | Caractéristiques | Caractéristiques                                    | Caractéristiques                                    | Caractéristiques                                    | Caractéristiques                                                                         | Caractéristiques                                    | Caractéristiques                                    | Caractéristiques                                    | Caractéristiques                                    |
| 27    | Salzinnes (Balances) - Champion - Vedrin                                                                                           | Salzinnes (Balances) - Champion - Vedrin            | Salzinnes (Balances) - Champion - Vedrin            | Salzinnes (Balances) - Champion - Vedrin            | Salzinnes (Balances) - Champion - Vedrin                                                 | Salzinnes (Balances) - Champion - Vedrin            | Salzinnes (Balances) - Champion - Vedrin            | Salzinnes (Balances) - Champion - Vedrin            | Salzinnes (Balances) - Champion - Vedrin            |
| 27    | Salzinnes (Balances) ⥋ Champion / Vedrin (Comognes)                                                                                | Salzinnes (Balances) ⥋ Champion / Vedrin (Comognes) | Salzinnes (Balances) ⥋ Champion / Vedrin (Comognes) | Salzinnes (Balances) ⥋ Champion / Vedrin (Comognes) | Salzinnes (Balances) ⥋ Champion / Vedrin (Comognes)                                      | Salzinnes (Balances) ⥋ Champion / Vedrin (Comognes) | Salzinnes (Balances) ⥋ Champion / Vedrin (Comognes) | Salzinnes (Balances) ⥋ Champion / Vedrin (Comognes) | Salzinnes (Balances) ⥋ Champion / Vedrin (Comognes) |
| ----- | --- | --------------------------------------------------- | --------------------------------------------------- | --------------------------------------------------- | ---------------------------------------------------------------------------------------- | --------------------------------------------------- | --------------------------------------------------- | --------------------------------------------------- | --------------------------------------------------- |
| 27    | Ouverture / Fermeture — / — | Longueur —                                          | Durée 25 min                                        | Nb. d’arrêts 30                                     | Matériel Irisbus Citélis 12 VDL Jonckheere Citea Vanhool A330 Volvo 7900 Electric Hybrid | Jours de fonctionnement L, Ma, Me, J, V, S, D       | Jour / Soir / Nuit / Fêtes O / — / N / —            | Voy. / an —                                         | Dépôt Bauce, Mehaigne et Salzinnes                  |
| 27    | Desserte : Salzinnes (Balances - NamueExpo) - Namur (Gare de Namur - IATA) - Bouge - Champion (Institut de la Providence) - Vedrin |                                                     |                                                     |                                                     |                                                                                          |                                                     |                                                     |                                                     |                                                     |
| 27    | Autre : Le 1er Septembre 2020 -la ligne 27 est dédoublée                                                                           |                                                     |                                                     |                                                     |                                                                                          |                                                     |                                                     |                                                     |                                                     |
| 27    | Dernière actualisation : — |                                                     |                                                     |                                                     |                                                                                          |                                                     |                                                     |                                                     |                                                     |
| 28    | Namur ⥋ Sovimont | Namur ⥋ Sovimont                                    | Namur ⥋ Sovimont                                    | Namur ⥋ Sovimont                                    | Namur ⥋ Sovimont                                                                         | Namur ⥋ Sovimont                                    | Namur ⥋ Sovimont                                    | Namur ⥋ Sovimont                                    | Namur ⥋ Sovimont                                    |
| 28    | Ouverture / Fermeture — / — | Longueur 33 km                                      | Durée 55 min                                        | Nb. d’arrêts 56                                     | Matériel Jonckheere Transit 2000 Volvo 7900 Electric Hybrid                              | Jours de fonctionnement L, Ma, Me, J, V, S, D       | Jour / Soir / Nuit / Fêtes O / O / N / O            | Voy. / an —                                         | Dépôt —                                             |
| 28    | Desserte : Namur - Sovimont |                                                     |                                                     |                                                     |                                                                                          |                                                     |                                                     |                                                     |                                                     |
| 28    | Autre : Cette ligne a un itinéraire différent en fonction du jour et de l'heure.                                                   |                                                     |                                                     |                                                     |                                                                                          |                                                     |                                                     |                                                     |                                                     |
| 28    | Dernière actualisation : — |                                                     |                                                     |                                                     |                                                                                          |                                                     |                                                     |                                                     |                                                     |

- 29 Jemelle - Wellin - Grupont

| Ligne | Caractéristiques                                                                 | Caractéristiques        | Caractéristiques        | Caractéristiques        | Caractéristiques                                 | Caractéristiques                              | Caractéristiques                         | Caractéristiques        | Caractéristiques        |
| 30    | Namur ⥋ Bois-de-Villers                                                          | Namur ⥋ Bois-de-Villers | Namur ⥋ Bois-de-Villers | Namur ⥋ Bois-de-Villers | Namur ⥋ Bois-de-Villers                          | Namur ⥋ Bois-de-Villers                       | Namur ⥋ Bois-de-Villers                  | Namur ⥋ Bois-de-Villers | Namur ⥋ Bois-de-Villers |
| ----- | -------------------------------------------------------------------------------- | ----------------------- | ----------------------- | ----------------------- | ------------------------------------------------ | --------------------------------------------- | ---------------------------------------- | ----------------------- | ----------------------- |
| 30    | Ouverture / Fermeture — / —                                                      | Longueur 20,4 km        | Durée 37 à 41 min       | Nb. d’arrêts 37         | Matériel Jonckheere Transit 2000 Irisbus Citelis | Jours de fonctionnement L, Ma, Me, J, V, S, D | Jour / Soir / Nuit / Fêtes O / O / N / N | Voy. / an —             | Dépôt Fooz              |
| 30    | Desserte : Gare de Namur - Bois-de-Villers                                       |                         |                         |                         |                                                  |                                               |                                          |                         |                         |
| 30    | Autre : Cette ligne a un itinéraire différent en fonction du jour et de l'heure. |                         |                         |                         |                                                  |                                               |                                          |                         |                         |
| 30    | Dernière actualisation : —                                                       |                         |                         |                         |                                                  |                                               |                                          |                         |                         |

- 31 Dinant - Falaën

| Ligne | Caractéristiques                             | Caractéristiques                 | Caractéristiques                 | Caractéristiques                 | Caractéristiques                                          | Caractéristiques                              | Caractéristiques                         | Caractéristiques                 | Caractéristiques                        |
| 32    | Namur ⥋ Gembloux                             | Namur ⥋ Gembloux                 | Namur ⥋ Gembloux                 | Namur ⥋ Gembloux                 | Namur ⥋ Gembloux                                          | Namur ⥋ Gembloux                              | Namur ⥋ Gembloux                         | Namur ⥋ Gembloux                 | Namur ⥋ Gembloux                        |
| ----- | -------------------------------------------- | -------------------------------- | -------------------------------- | -------------------------------- | --------------------------------------------------------- | --------------------------------------------- | ---------------------------------------- | -------------------------------- | --------------------------------------- |
| 32    | Ouverture / Fermeture — / —                  | Longueur —                       | Durée —                          | Nb. d’arrêts —                   | Matériel Jonckheere Transit 2000 Jonckheere Transit 2000G | Jours de fonctionnement L, Ma, Me, J, V, S    | Jour / Soir / Nuit / Fêtes O / O / N / N | Voy. / an —                      | Dépôt —                                 |
| 32    | Desserte : Gare de Namur - Gare de Gembloux  |                                  |                                  |                                  |                                                           |                                               |                                          |                                  |                                         |
| 32    | Autre :                                      |                                  |                                  |                                  |                                                           |                                               |                                          |                                  |                                         |
| 32    | Dernière actualisation : —                   |                                  |                                  |                                  |                                                           |                                               |                                          |                                  |                                         |
| 33    | Namur (Gare) ⥋ Namur (Pied-Noir)             | Namur (Gare) ⥋ Namur (Pied-Noir) | Namur (Gare) ⥋ Namur (Pied-Noir) | Namur (Gare) ⥋ Namur (Pied-Noir) | Namur (Gare) ⥋ Namur (Pied-Noir)                          | Namur (Gare) ⥋ Namur (Pied-Noir)              | Namur (Gare) ⥋ Namur (Pied-Noir)         | Namur (Gare) ⥋ Namur (Pied-Noir) | Namur (Gare) ⥋ Namur (Pied-Noir)        |
| 33    | Ouverture / Fermeture — / —                  | Longueur —                       | Durée 5 min                      | Nb. d’arrêts 7                   | Matériel Jonckheere S2000T VDL-Jonckheere Transit 2000    | Jours de fonctionnement L, Ma, Me, J, V, S, D | Jour / Soir / Nuit / Fêtes O / — / N / — | Voy. / an —                      | Dépôt Bauce, Mehaigne et Latour (Privé) |
| 33    | Desserte : Gare de Namur - Heuvy - Pied-Noir |                                  |                                  |                                  |                                                           |                                               |                                          |                                  |                                         |
| 33    | Autre :                                      |                                  |                                  |                                  |                                                           |                                               |                                          |                                  |                                         |
| 33    | Dernière actualisation : —                   |                                  |                                  |                                  |                                                           |                                               |                                          |                                  |                                         |

- 34 Namur - Profondeville - Dinant

| Ligne | Caractéristiques                                                                 | Caractéristiques           | Caractéristiques           | Caractéristiques           | Caractéristiques                 | Caractéristiques                           | Caractéristiques                         | Caractéristiques           | Caractéristiques           |
| 35    | Dinant ⥋ Ermeton-sur-Biert                                                       | Dinant ⥋ Ermeton-sur-Biert | Dinant ⥋ Ermeton-sur-Biert | Dinant ⥋ Ermeton-sur-Biert | Dinant ⥋ Ermeton-sur-Biert       | Dinant ⥋ Ermeton-sur-Biert                 | Dinant ⥋ Ermeton-sur-Biert               | Dinant ⥋ Ermeton-sur-Biert | Dinant ⥋ Ermeton-sur-Biert |
| ----- | -------------------------------------------------------------------------------- | -------------------------- | -------------------------- | -------------------------- | -------------------------------- | ------------------------------------------ | ---------------------------------------- | -------------------------- | -------------------------- |
| 35    | Ouverture / Fermeture — / —                                                      | Longueur —                 | Durée —                    | Nb. d’arrêts —             | Matériel Jonckheere Transit 2000 | Jours de fonctionnement L, Ma, Me, J, V, S | Jour / Soir / Nuit / Fêtes O / O / N / N | Voy. / an —                | Ermeton-sur-Biert —        |
| 35    | Desserte : Gare de Dinant - Ermeton-sur-Biert                                    |                            |                            |                            |                                  |                                            |                                          |                            |                            |
| 35    | Autre : Cette ligne a un itinéraire différent en fonction du jour et de l'heure. |                            |                            |                            |                                  |                                            |                                          |                            |                            |
| 35    | Dernière actualisation : —                                                       |                            |                            |                            |                                  |                                            |                                          |                            |                            |

- 36 Tamines - Ham-s/S. - Spy
- 37s Andenne - Namêche - Ville-en-Warêt (supprimée définitivement dès le 4 janvier 2021)
- 38 Andenne - Vezin - Marche-les-Dames - Namêche

| Ligne | Caractéristiques                                                          | Caractéristiques | Caractéristiques | Caractéristiques | Caractéristiques                                                               | Caractéristiques                              | Caractéristiques                         | Caractéristiques | Caractéristiques |
| 40    | Namur ⥋ Vezin                                                             | Namur ⥋ Vezin    | Namur ⥋ Vezin    | Namur ⥋ Vezin    | Namur ⥋ Vezin                                                                  | Namur ⥋ Vezin                                 | Namur ⥋ Vezin                            | Namur ⥋ Vezin    | Namur ⥋ Vezin    |
| ----- | ------------------------------------------------------------------------- | ---------------- | ---------------- | ---------------- | ------------------------------------------------------------------------------ | --------------------------------------------- | ---------------------------------------- | ---------------- | ---------------- |
| 40    | Ouverture / Fermeture — / —                                               | Longueur 33 km   | Durée 55 min     | Nb. d’arrêts 56  | Matériel Citaro Mercedes Citaro G C2 Man Lion City Euro 6 Volvo Electro Hybrid | Jours de fonctionnement L, Ma, Me, J, V, S, D | Jour / Soir / Nuit / Fêtes O / O / N / O | Voy. / an —      | Dépôt Latour     |
| 40    | Desserte : Gare de Namur SNCB - Vezin                                     |                  |                  |                  |                                                                                |                                               |                                          |                  |                  |
| 40    | Autre : itinéraire différent selon les parcours (desserte de Gelbressée). |                  |                  |                  |                                                                                |                                               |                                          |                  |                  |
| 40    | Dernière actualisation : —                                                |                  |                  |                  |                                                                                |                                               |                                          |                  |                  |

| Ligne | Caractéristiques                                      | Caractéristiques                   | Caractéristiques                   | Caractéristiques                   | Caractéristiques                   | Caractéristiques                           | Caractéristiques                         | Caractéristiques                   | Caractéristiques                                            |
| 42    | Namur-Gare ⥋ Faulx-les-Tombes-SNCB                    | Namur-Gare ⥋ Faulx-les-Tombes-SNCB | Namur-Gare ⥋ Faulx-les-Tombes-SNCB | Namur-Gare ⥋ Faulx-les-Tombes-SNCB | Namur-Gare ⥋ Faulx-les-Tombes-SNCB | Namur-Gare ⥋ Faulx-les-Tombes-SNCB         | Namur-Gare ⥋ Faulx-les-Tombes-SNCB       | Namur-Gare ⥋ Faulx-les-Tombes-SNCB | Namur-Gare ⥋ Faulx-les-Tombes-SNCB                          |
| ----- | ----------------------------------------------------- | ---------------------------------- | ---------------------------------- | ---------------------------------- | ---------------------------------- | ------------------------------------------ | ---------------------------------------- | ---------------------------------- | ----------------------------------------------------------- |
| 42    | Ouverture / Fermeture — / —                           | Longueur 33 km                     | Durée 55 min                       | Nb. d’arrêts 68                    | Matériel MAN Lion's City           | Jours de fonctionnement L, Ma, Me, J, V, S | Jour / Soir / Nuit / Fêtes O / O / N / O | Voy. / an —                        | Dépôt Roquet jusqu'au 31/07/2019 Latour depuis le 1/08/2019 |
| 42    | Desserte : Namur - Faulx-les-Tombes - Andenne-Seilles |                                    |                                    |                                    |                                    |                                            |                                          |                                    |                                                             |
| 42    | Autre :                                               |                                    |                                    |                                    |                                    |                                            |                                          |                                    |                                                             |
| 42    | Dernière actualisation : —                            |                                    |                                    |                                    |                                    |                                            |                                          |                                    |                                                             |

- 42s Andenne (Seilles) - Maizeret (supprimée définitivement dès le 4 janvier 2021)
- 43/1 Dinant - Ciney
- 43/2 Ciney - Montgauthier
- 45 Anseremme - Gendron
- 46 Anseremme - Houyet
- 47 Ciney - Custinne (Ver)
- 48 Ciney - Bonsin
- 49 Beauraing - Winenne - Felenne

| Ligne | Caractéristiques                          | Caractéristiques | Caractéristiques | Caractéristiques | Caractéristiques | Caractéristiques                        | Caractéristiques                         | Caractéristiques | Caractéristiques         |
| 50    | Namur ⥋ Beez                              | Namur ⥋ Beez     | Namur ⥋ Beez     | Namur ⥋ Beez     | Namur ⥋ Beez     | Namur ⥋ Beez                            | Namur ⥋ Beez                             | Namur ⥋ Beez     | Namur ⥋ Beez             |
| ----- | ----------------------------------------- | ---------------- | ---------------- | ---------------- | ---------------- | --------------------------------------- | ---------------------------------------- | ---------------- | ------------------------ |
| 50    | Ouverture / Fermeture — / —               | Longueur —       | Durée 15 min     | Nb. d’arrêts 9   | Matériel —       | Jours de fonctionnement L, Ma, Me, J, V | Jour / Soir / Nuit / Fêtes O / — / N / — | Voy. / an —      | Dépôt Bauce et Salzinnes |
| 50    | Desserte : Gare de Namur - Plomcot - Beez |                  |                  |                  |                  |                                         |                                          |                  |                          |
| 50    | Autre :                                   |                  |                  |                  |                  |                                         |                                          |                  |                          |
| 50    | Dernière actualisation : —                |                  |                  |                  |                  |                                         |                                          |                  |                          |

- 50S Ciney - Serinchamps

| Ligne | Caractéristiques | Caractéristiques                 | Caractéristiques                 | Caractéristiques                 | Caractéristiques                                                           | Caractéristiques                           | Caractéristiques                         | Caractéristiques                 | Caractéristiques                 |
| 51    | P+R Namur (Gare) - Saint-Nicolas | P+R Namur (Gare) - Saint-Nicolas | P+R Namur (Gare) - Saint-Nicolas | P+R Namur (Gare) - Saint-Nicolas | P+R Namur (Gare) - Saint-Nicolas                                           | P+R Namur (Gare) - Saint-Nicolas           | P+R Namur (Gare) - Saint-Nicolas         | P+R Namur (Gare) - Saint-Nicolas | P+R Namur (Gare) - Saint-Nicolas |
| 51    | P+R Plaine Saint-Nicolas ⥋ ? | P+R Plaine Saint-Nicolas ⥋ ?     | P+R Plaine Saint-Nicolas ⥋ ?     | P+R Plaine Saint-Nicolas ⥋ ?     | P+R Plaine Saint-Nicolas ⥋ ?                                               | P+R Plaine Saint-Nicolas ⥋ ?               | P+R Plaine Saint-Nicolas ⥋ ?             | P+R Plaine Saint-Nicolas ⥋ ?     | P+R Plaine Saint-Nicolas ⥋ ?     |
| ----- | --- | -------------------------------- | -------------------------------- | -------------------------------- | -------------------------------------------------------------------------- | ------------------------------------------ | ---------------------------------------- | -------------------------------- | -------------------------------- |
| 51    | Ouverture / Fermeture — / 1er octobre 2020 | Longueur —                       | Durée 25 min                     | Nb. d’arrêts 13                  | Matériel Vanhool New A309 Heuliez GX127 Vanhool New A308 Volvo 7900 Hybrid | Jours de fonctionnement L, Ma, Me, J, V, S | Jour / Soir / Nuit / Fêtes O / — / N / — | Voy. / an —                      | Dépôt Bauce Latour               |
| 51    | Desserte : Gare de Namur - Salzinnes |                                  |                                  |                                  |                                                                            |                                            |                                          |                                  |                                  |
| 51    | Autre : Les samedis : uniquement l'après-midi et passage via Rempare de la Vierge au-lieu de la place Saint-Aubin Le 1er Septembre 2020 , la ligne ne circule plus entre Namur Expo et la gare de Namur. |                                  |                                  |                                  |                                                                            |                                            |                                          |                                  |                                  |
| 51    | Dernière actualisation : — |                                  |                                  |                                  |                                                                            |                                            |                                          |                                  |                                  |
| 52    | Dinant ⥋ Herbuchenne | Dinant ⥋ Herbuchenne             | Dinant ⥋ Herbuchenne             | Dinant ⥋ Herbuchenne             | Dinant ⥋ Herbuchenne                                                       | Dinant ⥋ Herbuchenne                       | Dinant ⥋ Herbuchenne                     | Dinant ⥋ Herbuchenne             | Dinant ⥋ Herbuchenne             |
| 52    | Ouverture / Fermeture — / — | Longueur —                       | Durée 20 min                     | Nb. d’arrêts 13                  | Matériel —                                                                 | Jours de fonctionnement L, Ma, Me, J, V    | Jour / Soir / Nuit / Fêtes O / — / N / — | Voy. / an —                      | Dépôt —                          |
| 52    | Desserte : Gare de Dinant - Clinique Sainte-Anne |                                  |                                  |                                  |                                                                            |                                            |                                          |                                  |                                  |
| 52    | Autre : Ne circule qu'en période scolaire. |                                  |                                  |                                  |                                                                            |                                            |                                          |                                  |                                  |
| 52    | Dernière actualisation : — |                                  |                                  |                                  |                                                                            |                                            |                                          |                                  |                                  |

- 57/1 Ciney - Chevetogne - Leignon
- 57/2 Ciney - Leignon

| Ligne | Caractéristiques | Caractéristiques          | Caractéristiques          | Caractéristiques          | Caractéristiques                        | Caractéristiques                           | Caractéristiques                         | Caractéristiques          | Caractéristiques          |
| 58    | Tamines ⥋ Moignelée / Spy | Tamines ⥋ Moignelée / Spy | Tamines ⥋ Moignelée / Spy | Tamines ⥋ Moignelée / Spy | Tamines ⥋ Moignelée / Spy               | Tamines ⥋ Moignelée / Spy                  | Tamines ⥋ Moignelée / Spy                | Tamines ⥋ Moignelée / Spy | Tamines ⥋ Moignelée / Spy |
| ----- | --- | ------------------------- | ------------------------- | ------------------------- | --------------------------------------- | ------------------------------------------ | ---------------------------------------- | ------------------------- | ------------------------- |
| 58    | Ouverture / Fermeture — / — | Longueur 33 km            | Durée 55 min              | Nb. d’arrêts 56           | Matériel Jonckheere Transit 2000 Citaro | Jours de fonctionnement L, Ma, Me, J, V, S | Jour / Soir / Nuit / Fêtes O / O / N / N | Voy. / an —               | Dépôt Onoz Latour         |
| 58    | Desserte : Tamines - Molignée / Spy |                           |                           |                           |                                         |                                            |                                          |                           |                           |
| 58    | Autre : Cette ligne a un itinéraire différent en fonction du jour et de l'heure. Le 1er Août 2024 : ● Ajout de deux parcours le samedi départ de Spy 8h39 vers Moignelée 9h35 et départ de Moignelée 8h37 vers Spy 9h33 ● Desserte des zoning Saussin et Créalys uniquement en heure de pointe du lundi au vendredi |                           |                           |                           |                                         |                                            |                                          |                           |                           |
| 58    | Dernière actualisation : — |                           |                           |                           |                                         |                                            |                                          |                           |                           |

- 59 Chimay - Rièzes - Couvin
- 60/1 Chimay - Gonrieux - Couvin
- 60/2 Couvin - Le Mesnil / Mazée - Heer-Agimont
- 61 Florennes - Mettet / Ermeton-s/B.
- 62 Rochefort - Tellin - Grupont - Mirwart

| Ligne | Caractéristiques                                                                                           | Caractéristiques                   | Caractéristiques                   | Caractéristiques                   | Caractéristiques | Caractéristiques                              | Caractéristiques                         | Caractéristiques                   | Caractéristiques                                         |
| 64    | Namur ⥋ Biesme                                                                                             | Namur ⥋ Biesme                     | Namur ⥋ Biesme                     | Namur ⥋ Biesme                     | Namur ⥋ Biesme | Namur ⥋ Biesme                                | Namur ⥋ Biesme                           | Namur ⥋ Biesme                     | Namur ⥋ Biesme                                           |
| ----- | --- | ---------------------------------- | ---------------------------------- | ---------------------------------- | --- | --------------------------------------------- | ---------------------------------------- | ---------------------------------- | -------------------------------------------------------- |
| 64    | Ouverture / Fermeture — / —                                                                                | Longueur —                         | Durée 1h16 min                     | Nb. d’arrêts 55                    | Matériel Volvo 7900 Hybrid                                                                                              | Jours de fonctionnement L, Ma, Me, J, V, S, D | Jour / Soir / Nuit / Fêtes O / O / N / N | Voy. / an —                        | Latour —                                                 |
| 64    | Desserte : Namur - La Navinne - Malonne Malpas - Lesve - Saint-Gerard - Ermeton-sur-Biert - Stave - Biesme |                                    |                                    |                                    | |                                               |                                          |                                    |                                                          |
| 64    | Autre : |                                    |                                    |                                    | |                                               |                                          |                                    |                                                          |
| 64    | Dernière actualisation : —                                                                                 |                                    |                                    |                                    | |                                               |                                          |                                    |                                                          |
| 64b   | Namur ⥋ Malonne                                                                                            | Namur ⥋ Malonne                    | Namur ⥋ Malonne                    | Namur ⥋ Malonne                    | Namur ⥋ Malonne | Namur ⥋ Malonne                               | Namur ⥋ Malonne                          | Namur ⥋ Malonne                    | Namur ⥋ Malonne                                          |
| 64b   | Ouverture / Fermeture — / —                                                                                | Longueur —                         | Durée 17 min                       | Nb. d’arrêts 14                    | Matériel Volvo 7900 Hybrid                                                                                              | Jours de fonctionnement L, Ma, Me, J, V, S, D | Jour / Soir / Nuit / Fêtes O / O / N / N | Voy. / an —                        | Latour —                                                 |
| 64b   | Desserte : Namur - La Navinne - Malonne Malpas                                                             |                                    |                                    |                                    | |                                               |                                          |                                    |                                                          |
| 64b   | Autre : |                                    |                                    |                                    | |                                               |                                          |                                    |                                                          |
| 64b   | Dernière actualisation : —                                                                                 |                                    |                                    |                                    | |                                               |                                          |                                    |                                                          |
| 65    | Namur ⥋ Jambes (Place de Wallonie)                                                                         | Namur ⥋ Jambes (Place de Wallonie) | Namur ⥋ Jambes (Place de Wallonie) | Namur ⥋ Jambes (Place de Wallonie) | Namur ⥋ Jambes (Place de Wallonie)                                                                                      | Namur ⥋ Jambes (Place de Wallonie)            | Namur ⥋ Jambes (Place de Wallonie)       | Namur ⥋ Jambes (Place de Wallonie) | Namur ⥋ Jambes (Place de Wallonie)                       |
| 65    | Ouverture / Fermeture — / —                                                                                | Longueur —                         | Durée 10 min                       | Nb. d’arrêts 7                     | Matériel Jonckheere Transit 2000 Volvo 7900 Electric Hybrid Scania Omnicity VDL Citea CLF120 Vanhool A330 MAN Lion City | Jours de fonctionnement L, Ma, Me, J, V       | Jour / Soir / Nuit / Fêtes O / — / N / — | Voy. / an —                        | Dépôt Bauce, Mehaigne, Onoz, Salzinnes et Latour (privé) |
| 65    | Desserte : Gare de Namur - Jambes (Place de Wallonie)                                                      |                                    |                                    |                                    | |                                               |                                          |                                    |                                                          |
| 65    | Autre : |                                    |                                    |                                    | |                                               |                                          |                                    |                                                          |
| 65    | Dernière actualisation : —                                                                                 |                                    |                                    |                                    | |                                               |                                          |                                    |                                                          |

- 66 Namur - Gesves - Ciney
- 67/1 Dinabus : Dinant - Furfooz - Sorinnes
- 67/2 Dinabus : Dinant - Awagne - Lisogne
- 68 Seilles (Gare) - Seilles (Prison)

| Ligne | Caractéristiques                                                                                      | Caractéristiques   | Caractéristiques   | Caractéristiques   | Caractéristiques   | Caractéristiques                              | Caractéristiques                         | Caractéristiques   | Caractéristiques   |
| 71    | Gembloux ⥋ Eghezée                                                                                    | Gembloux ⥋ Eghezée | Gembloux ⥋ Eghezée | Gembloux ⥋ Eghezée | Gembloux ⥋ Eghezée | Gembloux ⥋ Eghezée                            | Gembloux ⥋ Eghezée                       | Gembloux ⥋ Eghezée | Gembloux ⥋ Eghezée |
| ----- | --- | ------------------ | ------------------ | ------------------ | ------------------ | --------------------------------------------- | ---------------------------------------- | ------------------ | ------------------ |
| 71    | Ouverture / Fermeture 1/08/2023 / —                                                                   | Longueur —         | Durée 16-31 min    | Nb. d’arrêts 14    | Matériel —         | Jours de fonctionnement L, Ma, Me, J, V       | Jour / Soir / Nuit / Fêtes O / — / N / — | Voy. / an —        | Dépôt Bauce Latour |
| 71    | Desserte : Salzinnes (ISAN - NamurExpo) - Namur (Gare de Namur) - Saint-Servais - Belgrade - Flawinne |                    |                    |                    |                    |                                               |                                          |                    |                    |
| 71    | Autre : Le 1er Août 2024 16 arrêts sont ajoutés                                                       |                    |                    |                    |                    |                                               |                                          |                    |                    |
| 71    | Dernière actualisation : —                                                                            |                    |                    |                    |                    |                                               |                                          |                    |                    |
| 72    | Namur ⥋ Bovesse                                                                                       | Namur ⥋ Bovesse    | Namur ⥋ Bovesse    | Namur ⥋ Bovesse    | Namur ⥋ Bovesse    | Namur ⥋ Bovesse                               | Namur ⥋ Bovesse                          | Namur ⥋ Bovesse    | Namur ⥋ Bovesse    |
| 72    | Ouverture / Fermeture 1/08/2023 / —                                                                   | Longueur —         | Durée 38 min       | Nb. d’arrêts 34    | Matériel —         | Jours de fonctionnement L, Ma, Me, J, V, S, D | Jour / Soir / Nuit / Fêtes O / — / N / — | Voy. / an —        | Dépôt —            |
| 72    | Desserte : Namur - Bovesse                                                                            |                    |                    |                    |                    |                                               |                                          |                    |                    |
| 72    | Autre : Le 1er Août 2024 12 arrêts sont ajoutés                                                       |                    |                    |                    |                    |                                               |                                          |                    |                    |
| 72    | Dernière actualisation : —                                                                            |                    |                    |                    |                    |                                               |                                          |                    |                    |

- 74/1 Philibus du Houblon
- 74/2 Philibus des Fagnes
- 74/3 Philibus de la Calestienne

| Ligne | Caractéristiques | Caractéristiques                                     | Caractéristiques                                     | Caractéristiques                                     | Caractéristiques                                     | Caractéristiques                                     | Caractéristiques                                     | Caractéristiques                                     | Caractéristiques                                     |
| 75    | Fleurus Gare ⥋ Rue Docteur Romedenne Gare SNCB | Fleurus Gare ⥋ Rue Docteur Romedenne Gare SNCB       | Fleurus Gare ⥋ Rue Docteur Romedenne Gare SNCB       | Fleurus Gare ⥋ Rue Docteur Romedenne Gare SNCB       | Fleurus Gare ⥋ Rue Docteur Romedenne Gare SNCB       | Fleurus Gare ⥋ Rue Docteur Romedenne Gare SNCB       | Fleurus Gare ⥋ Rue Docteur Romedenne Gare SNCB       | Fleurus Gare ⥋ Rue Docteur Romedenne Gare SNCB       | Fleurus Gare ⥋ Rue Docteur Romedenne Gare SNCB       |
| ----- | --- | ---------------------------------------------------- | ---------------------------------------------------- | ---------------------------------------------------- | ---------------------------------------------------- | ---------------------------------------------------- | ---------------------------------------------------- | ---------------------------------------------------- | ---------------------------------------------------- |
| 75    | Ouverture / Fermeture 1/08/2023 / — | Longueur —                                           | Durée 45 min                                         | Nb. d’arrêts 19                                      | Matériel —                                           | Jours de fonctionnement L, Ma, Me, J, V              | Jour / Soir / Nuit / Fêtes O / — / N / —             | Voy. / an —                                          | Dépôt —                                              |
| 75    | Desserte : Fleurus Gare - Tamines SNCB - Falisolle - Rue Docteur Romedenne Gare SNCB |                                                      |                                                      |                                                      |                                                      |                                                      |                                                      |                                                      |                                                      |
| 75    | Autre : Ligne desservant moins d'arrêts qu'une ligne classique mais plus d'arrêts qu'une ligne Express Le 1er Août 2024 : ● la ligne ne roule plus entre Tamines et Auvelais ● la ligne ne roule plus entre Wanfercée-Baulet et Keumiée ● la ligne est prolongée vers Gembloux avec desserte de Ligny et Sombreffe |                                                      |                                                      |                                                      |                                                      |                                                      |                                                      |                                                      |                                                      |
| 75    | Dernière actualisation : — |                                                      |                                                      |                                                      |                                                      |                                                      |                                                      |                                                      |                                                      |
| 76    | Jemeppe-sur-Sambre ⥋ Rue Docteur Romedenne Gare SNCB | Jemeppe-sur-Sambre ⥋ Rue Docteur Romedenne Gare SNCB | Jemeppe-sur-Sambre ⥋ Rue Docteur Romedenne Gare SNCB | Jemeppe-sur-Sambre ⥋ Rue Docteur Romedenne Gare SNCB | Jemeppe-sur-Sambre ⥋ Rue Docteur Romedenne Gare SNCB | Jemeppe-sur-Sambre ⥋ Rue Docteur Romedenne Gare SNCB | Jemeppe-sur-Sambre ⥋ Rue Docteur Romedenne Gare SNCB | Jemeppe-sur-Sambre ⥋ Rue Docteur Romedenne Gare SNCB | Jemeppe-sur-Sambre ⥋ Rue Docteur Romedenne Gare SNCB |
| 76    | Ouverture / Fermeture 1/08/2023 / — | Longueur —                                           | Durée 45 min                                         | Nb. d’arrêts 19                                      | Matériel —                                           | Jours de fonctionnement L, Ma, Me, J, V              | Jour / Soir / Nuit / Fêtes O / — / N / —             | Voy. / an —                                          | Dépôt —                                              |
| 76    | Desserte : Jemeppe-sur-Sambre - Moustier - Auvelais |                                                      |                                                      |                                                      |                                                      |                                                      |                                                      |                                                      |                                                      |
| 76    | Autre : Le 1er Août 2024 : ● Un parcours est ajouté à 18h52 à Auvelais vers Jemeppe-sur-Sambre 19h37 ● Quatre nouveaux arrêts sont desservis Auvelais CHR, rue des Auges, Rue des Sorbiers, Rue Saint-Sang ● Le terminus se fait à Auvelais CHR au lieu de Auvelais Chaussée de Charleroi                          |                                                      |                                                      |                                                      |                                                      |                                                      |                                                      |                                                      |                                                      |
| 76    | Dernière actualisation : — |                                                      |                                                      |                                                      |                                                      |                                                      |                                                      |                                                      |                                                      |
| 77    | Fleurus Gare jus ⥋ Rue Docteur Romedenne Gare SNCB | Fleurus Gare jus ⥋ Rue Docteur Romedenne Gare SNCB   | Fleurus Gare jus ⥋ Rue Docteur Romedenne Gare SNCB   | Fleurus Gare jus ⥋ Rue Docteur Romedenne Gare SNCB   | Fleurus Gare jus ⥋ Rue Docteur Romedenne Gare SNCB   | Fleurus Gare jus ⥋ Rue Docteur Romedenne Gare SNCB   | Fleurus Gare jus ⥋ Rue Docteur Romedenne Gare SNCB   | Fleurus Gare jus ⥋ Rue Docteur Romedenne Gare SNCB   | Fleurus Gare jus ⥋ Rue Docteur Romedenne Gare SNCB   |
| 77    | Ouverture / Fermeture 1/08/2023 / — | Longueur —                                           | Durée —                                              | Nb. d’arrêts —                                       | Matériel —                                           | Jours de fonctionnement L, Ma, Me, J, V              | Jour / Soir / Nuit / Fêtes O / — / N / —             | Voy. / an —                                          | Dépôt —                                              |
| 77    | Desserte : Fleurus Gare - Tamines SNCB - Falisolle - Rue Docteur Romedenne Gare SNCB jusqu'au 31 Juillet 2024 Gembloux - Sombreffe - Ligny- Fleurus - Tamines à partir du 1 Août 2024 |                                                      |                                                      |                                                      |                                                      |                                                      |                                                      |                                                      |                                                      |
| 77    | Autre : Ligne desservant moins d'arrêts qu'une ligne classique mais plus d'arrêts qu'une ligne Express Le 1er Août 2024 : ● la ligne ne roule plus entre Tamines et Auvelais ● la ligne ne roule plus entre Wanfercée-Baulet et Keumiée ● la ligne est prolongée vers Gembloux avec desserte de Ligny et Sombreffe |                                                      |                                                      |                                                      |                                                      |                                                      |                                                      |                                                      |                                                      |
| 77    | Dernière actualisation : — |                                                      |                                                      |                                                      |                                                      |                                                      |                                                      |                                                      |                                                      |
| 80    | Namur ⥋ Jambes (Souvenir) | Namur ⥋ Jambes (Souvenir)                            | Namur ⥋ Jambes (Souvenir)                            | Namur ⥋ Jambes (Souvenir)                            | Namur ⥋ Jambes (Souvenir)                            | Namur ⥋ Jambes (Souvenir)                            | Namur ⥋ Jambes (Souvenir)                            | Namur ⥋ Jambes (Souvenir)                            | Namur ⥋ Jambes (Souvenir)                            |
| 80    | Ouverture / Fermeture — / — | Longueur —                                           | Durée 50 min                                         | Nb. d’arrêts 30                                      | Matériel —                                           | Jours de fonctionnement L, Ma, Me, J, V, S, D        | Jour / Soir / Nuit / Fêtes O / — / N / —             | Voy. / an —                                          | Dépôt Bauce et Salzinnes                             |
| 80    | Desserte : Namur (Gare de Namur) - Jambes (Avenue Bovesse - ISMJ - Gare de Jambes) |                                                      |                                                      |                                                      |                                                      |                                                      |                                                      |                                                      |                                                      |
| 80    | Autre : Déviation lors du marché hebdomadaire du samedi via la Rue Rogier et Rue du Premier Lancier |                                                      |                                                      |                                                      |                                                      |                                                      |                                                      |                                                      |                                                      |
| 80    | Dernière actualisation : — |                                                      |                                                      |                                                      |                                                      |                                                      |                                                      |                                                      |                                                      |
| 89    | Namur ⥋ Naninne | Namur ⥋ Naninne                                      | Namur ⥋ Naninne                                      | Namur ⥋ Naninne                                      | Namur ⥋ Naninne                                      | Namur ⥋ Naninne                                      | Namur ⥋ Naninne                                      | Namur ⥋ Naninne                                      | Namur ⥋ Naninne                                      |
| 89    | Ouverture / Fermeture — / — | Longueur —                                           | Durée 30 min                                         | Nb. d’arrêts 31                                      | Matériel Jonckheere S2000T Vdl-Jonckheere Citéa      | Jours de fonctionnement L, Ma, Me, J, V              | Jour / Soir / Nuit / Fêtes O / — / N / —             | Voy. / an —                                          | Dépôt Bauce, Ermeton et Latour (privé)               |
| 89    | Desserte : Namur (Gare de Namur) - Jambes (Place de Wallonie) - Gare de Jambes - Gare de Jambes-Est) - Naninne (Zoning Namur-sud) |                                                      |                                                      |                                                      |                                                      |                                                      |                                                      |                                                      |                                                      |
| 89    | Autre : Les entités de Wierde et Naninne ne sont pas dans la zone urbaine, bien qu'elles fassent partie de la Ville de Namur. |                                                      |                                                      |                                                      |                                                      |                                                      |                                                      |                                                      |                                                      |
| 89    | Dernière actualisation : — |                                                      |                                                      |                                                      |                                                      |                                                      |                                                      |                                                      |                                                      |

- 111a Thuillies - Laneffe / Walcourt

| Ligne | Caractéristiques                                          | Caractéristiques             | Caractéristiques             | Caractéristiques             | Caractéristiques                        | Caractéristiques                           | Caractéristiques                         | Caractéristiques             | Caractéristiques                           |
| 126a  | Huy ⥋ Havelange dépôt                                     | Huy ⥋ Havelange dépôt        | Huy ⥋ Havelange dépôt        | Huy ⥋ Havelange dépôt        | Huy ⥋ Havelange dépôt                   | Huy ⥋ Havelange dépôt                      | Huy ⥋ Havelange dépôt                    | Huy ⥋ Havelange dépôt        | Huy ⥋ Havelange dépôt                      |
| ----- | --------------------------------------------------------- | ---------------------------- | ---------------------------- | ---------------------------- | --------------------------------------- | ------------------------------------------ | ---------------------------------------- | ---------------------------- | ------------------------------------------ |
| 126a  | Ouverture / Fermeture — / —                               | Longueur —                   | Durée —                      | Nb. d’arrêts —               | Matériel Jonckheere S2000T Vanhool A330 | Jours de fonctionnement L, Ma, Me, J, V, S | Jour / Soir / Nuit / Fêtes O / N / N / N | Voy. / an —                  | Dépôt Ohey - Havelange privé               |
| 126a  | Desserte : Huy - Ben-Ahin - Marchin - Clavier - Havelange |                              |                              |                              |                                         |                                            |                                          |                              |                                            |
| 126a  | Autre :                                                   |                              |                              |                              |                                         |                                            |                                          |                              |                                            |
| 126a  | Dernière actualisation : —                                |                              |                              |                              |                                         |                                            |                                          |                              |                                            |
| 126b  | Havelange dépôt ⥋ Ciney SNCB                              | Havelange dépôt ⥋ Ciney SNCB | Havelange dépôt ⥋ Ciney SNCB | Havelange dépôt ⥋ Ciney SNCB | Havelange dépôt ⥋ Ciney SNCB            | Havelange dépôt ⥋ Ciney SNCB               | Havelange dépôt ⥋ Ciney SNCB             | Havelange dépôt ⥋ Ciney SNCB | Havelange dépôt ⥋ Ciney SNCB               |
| 126b  | Ouverture / Fermeture — / —                               | Longueur —                   | Durée —                      | Nb. d’arrêts —               | Matériel Jonckheere S2000T Vanhool A330 | Jours de fonctionnement L, Ma, Me, J, V, S | Jour / Soir / Nuit / Fêtes O / N / N / N | Voy. / an —                  | Dépôt Andenne - Forville - Havelange privé |
| 126b  | Desserte : Ciney - Mohiville - Hamois- Havelange          |                              |                              |                              |                                         |                                            |                                          |                              |                                            |
| 126b  | Autre :                                                   |                              |                              |                              |                                         |                                            |                                          |                              |                                            |
| 126b  | Dernière actualisation : —                                |                              |                              |                              |                                         |                                            |                                          |                              |                                            |

- 128a Ciney - Spontin - Yvoir
- 128S Ciney - Natoye - Spontin
- 132a Walcourt - Cerfontaine - Philippeville
- 136a Florennes - Yves-Gomezée - Walcourt
- 136b Mettet - Stave - Denée - Bossière
- 136c Mettet - Oret - Biesme
- 136d Florennes - Philippeville - Rance

| Ligne | Caractéristiques                                                                                             | Caractéristiques | Caractéristiques | Caractéristiques | Caractéristiques                                       | Caractéristiques                              | Caractéristiques                         | Caractéristiques | Caractéristiques                          |
| 137   | Acoz ⥋ Mettet                                                                                                | Acoz ⥋ Mettet    | Acoz ⥋ Mettet    | Acoz ⥋ Mettet    | Acoz ⥋ Mettet                                          | Acoz ⥋ Mettet                                 | Acoz ⥋ Mettet                            | Acoz ⥋ Mettet    | Acoz ⥋ Mettet                             |
| ----- | --- | ---------------- | ---------------- | ---------------- | ------------------------------------------------------ | --------------------------------------------- | ---------------------------------------- | ---------------- | ----------------------------------------- |
| 137   | Ouverture / Fermeture 20XX / —                                                                               | Longueur —       | Durée 22 min     | Nb. d’arrêts 26  | Matériel Regie Vanhool New A330 Latour Mercedes Citaro | Jours de fonctionnement L, Ma, Me, J, V, S, D | Jour / Soir / Nuit / Fêtes O / O / N / O | Voy. / an —      | Dépôt Bauce Florennes Autobus Latour S.A. |
| 137   | Desserte : Acoz Gare - Villers-Poterie Figotterie - Biesme Carrefour - Pontaury Garage Latour - Mettet Place |                  |                  |                  |                                                        |                                               |                                          |                  |                                           |
| 137   | Autre : Cette ligne a un itinéraire différent en fonction du jour et de l'heure.                             |                  |                  |                  |                                                        |                                               |                                          |                  |                                           |
| 137   | Dernière actualisation : —                                                                                   |                  |                  |                  |                                                        |                                               |                                          |                  |                                           |

| Ligne | Caractéristiques                                                                            | Caractéristiques    | Caractéristiques    | Caractéristiques    | Caractéristiques    | Caractéristiques                        | Caractéristiques                         | Caractéristiques    | Caractéristiques                    |
| 137d  | Gerpinnes ⥋ Laneffe                                                                         | Gerpinnes ⥋ Laneffe | Gerpinnes ⥋ Laneffe | Gerpinnes ⥋ Laneffe | Gerpinnes ⥋ Laneffe | Gerpinnes ⥋ Laneffe                     | Gerpinnes ⥋ Laneffe                      | Gerpinnes ⥋ Laneffe | Gerpinnes ⥋ Laneffe                 |
| ----- | ------------------------------------------------------------------------------------------- | ------------------- | ------------------- | ------------------- | ------------------- | --------------------------------------- | ---------------------------------------- | ------------------- | ----------------------------------- |
| 137d  | Ouverture / Fermeture — / —                                                                 | Longueur —          | Durée 21 min        | Nb. d’arrêts 21     | Matériel —          | Jours de fonctionnement L, Ma, Me, J, V | Jour / Soir / Nuit / Fêtes O / O / N / N | Voy. / an —         | Dépôt Florennes Autobus Latour S.A. |
| 137d  | Desserte : Gerpinnes Collège, Flaches - Tarcienne Carrefour - Somzée Église - Laneffe Gadin |                     |                     |                     |                     |                                         |                                          |                     |                                     |
| 137d  | Autre : Circule uniquement en période scolaire.                                             |                     |                     |                     |                     |                                         |                                          |                     |                                     |
| 137d  | Dernière actualisation : —                                                                  |                     |                     |                     |                     |                                         |                                          |                     |                                     |

- 138a Florennes - Doische

| Ligne | Caractéristiques | Caractéristiques      | Caractéristiques      | Caractéristiques      | Caractéristiques                                                         | Caractéristiques                              | Caractéristiques                         | Caractéristiques      | Caractéristiques                                  |
| 138b  | Charleroi ⥋ Florennes | Charleroi ⥋ Florennes | Charleroi ⥋ Florennes | Charleroi ⥋ Florennes | Charleroi ⥋ Florennes                                                    | Charleroi ⥋ Florennes                         | Charleroi ⥋ Florennes                    | Charleroi ⥋ Florennes | Charleroi ⥋ Florennes                             |
| ----- | --- | --------------------- | --------------------- | --------------------- | ------------------------------------------------------------------------ | --------------------------------------------- | ---------------------------------------- | --------------------- | ------------------------------------------------- |
| 138b  | Ouverture / Fermeture 5 octobre 1960 / —                                                                                                   | Longueur —            | Durée 52 min          | Nb. d’arrêts 40       | Matériel Régie Vanhool New A330 Jonckheere S2000T Latour Mercedes Citaro | Jours de fonctionnement L, Ma, Me, J, V, S, D | Jour / Soir / Nuit / Fêtes O / O / N / O | Voy. / an —           | Dépôt Florennes Autobus Latour S.A. Sophibus S.A. |
| 138b  | Desserte : Charleroi-Central - Couillet 4-Bras - Acoz Gare - Gerpinnes Collège - Hanzinne Place - Saint-Aubin Grand'route - Florennes Gare |                       |                       |                       |                                                                          |                                               |                                          |                       |                                                   |
| 138b  | Autre : Cette ligne a un itinéraire différent en fonction du jour et de l'heure.                                                           |                       |                       |                       |                                                                          |                                               |                                          |                       |                                                   |
| 138b  | Dernière actualisation : — |                       |                       |                       |                                                                          |                                               |                                          |                       |                                                   |

- 141 Dinant - Beauraing - Gedinne - Graide

| Ligne | Caractéristiques                         | Caractéristiques              | Caractéristiques              | Caractéristiques              | Caractéristiques                 | Caractéristiques                           | Caractéristiques                         | Caractéristiques              | Caractéristiques              |
| 144a  | Jemeppe-sur-Sambre ⥋ Gembloux            | Jemeppe-sur-Sambre ⥋ Gembloux | Jemeppe-sur-Sambre ⥋ Gembloux | Jemeppe-sur-Sambre ⥋ Gembloux | Jemeppe-sur-Sambre ⥋ Gembloux    | Jemeppe-sur-Sambre ⥋ Gembloux              | Jemeppe-sur-Sambre ⥋ Gembloux            | Jemeppe-sur-Sambre ⥋ Gembloux | Jemeppe-sur-Sambre ⥋ Gembloux |
| ----- | ---------------------------------------- | ----------------------------- | ----------------------------- | ----------------------------- | -------------------------------- | ------------------------------------------ | ---------------------------------------- | ----------------------------- | ----------------------------- |
| 144a  | Ouverture / Fermeture — / 1/08/2023      | Longueur 33 km                | Durée 52 min                  | Nb. d’arrêts 41               | Matériel Jonckheere Transit 2000 | Jours de fonctionnement L, Ma, Me, J, V, S | Jour / Soir / Nuit / Fêtes O / O / N / N | Voy. / an —                   | Dépôt —                       |
| 144a  | Desserte : Jemeppe-sur-Sambre - Gembloux |                               |                               |                               |                                  |                                            |                                          |                               |                               |
| 144a  | Autre :                                  |                               |                               |                               |                                  |                                            |                                          |                               |                               |
| 144a  | Dernière actualisation : —               |                               |                               |                               |                                  |                                            |                                          |                               |                               |

| Ligne | Caractéristiques                                                                 | Caractéristiques   | Caractéristiques   | Caractéristiques   | Caractéristiques                 | Caractéristiques                           | Caractéristiques                         | Caractéristiques   | Caractéristiques   |
| 147a  | Tamines ⥋ Gembloux                                                               | Tamines ⥋ Gembloux | Tamines ⥋ Gembloux | Tamines ⥋ Gembloux | Tamines ⥋ Gembloux               | Tamines ⥋ Gembloux                         | Tamines ⥋ Gembloux                       | Tamines ⥋ Gembloux | Tamines ⥋ Gembloux |
| ----- | -------------------------------------------------------------------------------- | ------------------ | ------------------ | ------------------ | -------------------------------- | ------------------------------------------ | ---------------------------------------- | ------------------ | ------------------ |
| 147a  | Ouverture / Fermeture — / 1/08/2023                                              | Longueur 33 km     | Durée 55 min       | Nb. d’arrêts 56    | Matériel Jonckheere Transit 2000 | Jours de fonctionnement L, Ma, Me, J, V, S | Jour / Soir / Nuit / Fêtes O / O / N / N | Voy. / an —        | Dépôt —            |
| 147a  | Desserte : Gembloux - Fleurus - Tamines                                          |                    |                    |                    |                                  |                                            |                                          |                    |                    |
| 147a  | Autre : Cette ligne a un itinéraire différent en fonction du jour et de l'heure. |                    |                    |                    |                                  |                                            |                                          |                    |                    |
| 147a  | Dernière actualisation : —                                                       |                    |                    |                    |                                  |                                            |                                          |                    |                    |

- 150a Tamines - Ermeton-s/B.
- 154a Dinant - Givet

| Ligne | Caractéristiques                                                                 | Caractéristiques  | Caractéristiques  | Caractéristiques  | Caractéristiques                 | Caractéristiques                           | Caractéristiques                         | Caractéristiques  | Caractéristiques  |
| 155b  | Virton ⥋ Marbehan                                                                | Virton ⥋ Marbehan | Virton ⥋ Marbehan | Virton ⥋ Marbehan | Virton ⥋ Marbehan                | Virton ⥋ Marbehan                          | Virton ⥋ Marbehan                        | Virton ⥋ Marbehan | Virton ⥋ Marbehan |
| ----- | -------------------------------------------------------------------------------- | ----------------- | ----------------- | ----------------- | -------------------------------- | ------------------------------------------ | ---------------------------------------- | ----------------- | ----------------- |
| 155b  | Ouverture / Fermeture — / 8/07/2024                                              | Longueur —        | Durée 45 min      | Nb. d’arrêts —    | Matériel Jonckheere Transit 2000 | Jours de fonctionnement L, Ma, Me, J, V, S | Jour / Soir / Nuit / Fêtes O / O / N / N | Voy. / an —       | Dépôt —           |
| 155b  | Desserte : Virton - Marbehan                                                     |                   |                   |                   |                                  |                                            |                                          |                   |                   |
| 155b  | Autre : Cette ligne a un itinéraire différent en fonction du jour et de l'heure. |                   |                   |                   |                                  |                                            |                                          |                   |                   |
| 155b  | Dernière actualisation : —                                                       |                   |                   |                   |                                  |                                            |                                          |                   |                   |

- 156b Mariembourg / Couvin - Heer-Agimont
- 156c Chimay - Mariembourg / Couvin

| Ligne | Caractéristiques                                                                 | Caractéristiques     | Caractéristiques     | Caractéristiques     | Caractéristiques                 | Caractéristiques                           | Caractéristiques                         | Caractéristiques     | Caractéristiques     |
| 165ab | Florenville ⥋ Virton                                                             | Florenville ⥋ Virton | Florenville ⥋ Virton | Florenville ⥋ Virton | Florenville ⥋ Virton             | Florenville ⥋ Virton                       | Florenville ⥋ Virton                     | Florenville ⥋ Virton | Florenville ⥋ Virton |
| ----- | -------------------------------------------------------------------------------- | -------------------- | -------------------- | -------------------- | -------------------------------- | ------------------------------------------ | ---------------------------------------- | -------------------- | -------------------- |
| 165ab | Ouverture / Fermeture — / 8/07/2024                                              | Longueur —           | Durée 1h14 min       | Nb. d’arrêts —       | Matériel Jonckheere Transit 2000 | Jours de fonctionnement L, Ma, Me, J, V, S | Jour / Soir / Nuit / Fêtes O / O / N / N | Voy. / an —          | Dépôt —              |
| 165ab | Desserte : Florenville - Virton                                                  |                      |                      |                      |                                  |                                            |                                          |                      |                      |
| 165ab | Autre : Cette ligne a un itinéraire différent en fonction du jour et de l'heure. |                      |                      |                      |                                  |                                            |                                          |                      |                      |
| 165ab | Dernière actualisation : —                                                       |                      |                      |                      |                                  |                                            |                                          |                      |                      |

| Ligne | Caractéristiques                                                                 | Caractéristiques      | Caractéristiques      | Caractéristiques      | Caractéristiques                 | Caractéristiques                           | Caractéristiques                         | Caractéristiques      | Caractéristiques      |
| 165c  | Florenville ⥋ Bertrix                                                            | Florenville ⥋ Bertrix | Florenville ⥋ Bertrix | Florenville ⥋ Bertrix | Florenville ⥋ Bertrix            | Florenville ⥋ Bertrix                      | Florenville ⥋ Bertrix                    | Florenville ⥋ Bertrix | Florenville ⥋ Bertrix |
| ----- | -------------------------------------------------------------------------------- | --------------------- | --------------------- | --------------------- | -------------------------------- | ------------------------------------------ | ---------------------------------------- | --------------------- | --------------------- |
| 165c  | Ouverture / Fermeture — / 8/07/2024                                              | Longueur —            | Durée 48 min          | Nb. d’arrêts —        | Matériel Jonckheere Transit 2000 | Jours de fonctionnement L, Ma, Me, J, V, S | Jour / Soir / Nuit / Fêtes O / O / N / N | Voy. / an —           | Dépôt —               |
| 165c  | Desserte : Florenville - Bertrix                                                 |                       |                       |                       |                                  |                                            |                                          |                       |                       |
| 165c  | Autre : Cette ligne a un itinéraire différent en fonction du jour et de l'heure. |                       |                       |                       |                                  |                                            |                                          |                       |                       |
| 165c  | Dernière actualisation : —                                                       |                       |                       |                       |                                  |                                            |                                          |                       |                       |

- 166a Jemelle - Houyet

| Ligne | Caractéristiques | Caractéristiques                                     | Caractéristiques                                     | Caractéristiques                                     | Caractéristiques                                       | Caractéristiques                                     | Caractéristiques                                     | Caractéristiques                                     | Caractéristiques                                     |
| 237   | Châtelineau ⥋ Acoz terminus partiel / Fromiée Cabine                                                                 | Châtelineau ⥋ Acoz terminus partiel / Fromiée Cabine | Châtelineau ⥋ Acoz terminus partiel / Fromiée Cabine | Châtelineau ⥋ Acoz terminus partiel / Fromiée Cabine | Châtelineau ⥋ Acoz terminus partiel / Fromiée Cabine   | Châtelineau ⥋ Acoz terminus partiel / Fromiée Cabine | Châtelineau ⥋ Acoz terminus partiel / Fromiée Cabine | Châtelineau ⥋ Acoz terminus partiel / Fromiée Cabine | Châtelineau ⥋ Acoz terminus partiel / Fromiée Cabine |
| ----- | --- | ---------------------------------------------------- | ---------------------------------------------------- | ---------------------------------------------------- | ------------------------------------------------------ | ---------------------------------------------------- | ---------------------------------------------------- | ---------------------------------------------------- | ---------------------------------------------------- |
| 237   | Ouverture / Fermeture — / —                                                                                          | Longueur —                                           | Durée 13-22 min                                      | Nb. d’arrêts 13-25                                   | Matériel Regie Vanhool New A330 Latour Mercedes Citaro | Jours de fonctionnement L, Ma, Me, J, V, S           | Jour / Soir / Nuit / Fêtes O / O / N / N             | Voy. / an —                                          | Dépôt Florennes Sophibus S.A.                        |
| 237   | Desserte : Châtelineau Gare - Bouffioulx Gare / Villers-Poterie Figotterie - Acoz Gare - Gerpinnes Collège - Fromiée |                                                      |                                                      |                                                      |                                                        |                                                      |                                                      |                                                      |                                                      |
| 237   | Autre : Cette ligne a un itinéraire différent en fonction du jour et de l'heure.                                     |                                                      |                                                      |                                                      |                                                        |                                                      |                                                      |                                                      |                                                      |
| 237   | Dernière actualisation : —                                                                                           |                                                      |                                                      |                                                      |                                                        |                                                      |                                                      |                                                      |                                                      |

- 241 Beauraing - Gedinne - Haut-Fays
- 247a Gembloux - Corroy - Sombreffe
- 337 Mettet - Biesme
- 341 Beauraing - Gedinne - Bourseigne-Vieille
- 347a Gembloux - Saint-Martin - Tongrinne / Onoz
- 420 Aye - Jemelle - Nassogne
- 421 Beauraing - Jemelle
- 422 Beauraing - Givet - Doische Toussaint
- 423 Beauraing - Houyet
- 430 Dinant - Thynes - Ciney
- 431 Dinant - Spontin - Yvoir

| Ligne | Caractéristiques                                                                 | Caractéristiques | Caractéristiques | Caractéristiques | Caractéristiques                                                                     | Caractéristiques                              | Caractéristiques                         | Caractéristiques | Caractéristiques    |
| 433   | Namur ⥋ Dinant                                                                   | Namur ⥋ Dinant   | Namur ⥋ Dinant   | Namur ⥋ Dinant   | Namur ⥋ Dinant                                                                       | Namur ⥋ Dinant                                | Namur ⥋ Dinant                           | Namur ⥋ Dinant   | Namur ⥋ Dinant      |
| ----- | -------------------------------------------------------------------------------- | ---------------- | ---------------- | ---------------- | ------------------------------------------------------------------------------------ | --------------------------------------------- | ---------------------------------------- | ---------------- | ------------------- |
| 433   | Ouverture / Fermeture — / —                                                      | Longueur 33 km   | Durée 50 min     | Nb. d’arrêts 67  | Matériel Citywide Citaro Jonckheere S2000T Jonckheere Transit 2000 Volvo 7900 Hybrid | Jours de fonctionnement L, Ma, Me, J, V, S, D | Jour / Soir / Nuit / Fêtes O / O / N / O | Voy. / an —      | Dépôt Latour Dinant |
| 433   | Desserte : Gare de Namur SNCB - Lustin- Godinne -Yvoir - Gare de Dinant SNC      |                  |                  |                  |                                                                                      |                                               |                                          |                  |                     |
| 433   | Autre : Cette ligne a un itinéraire différent en fonction du jour et de l'heure. |                  |                  |                  |                                                                                      |                                               |                                          |                  |                     |
| 433   | Dernière actualisation : —                                                       |                  |                  |                  |                                                                                      |                                               |                                          |                  |                     |

- 441 Gedinne - Willerzie - Vencimont

| Ligne | Caractéristiques                                                                 | Caractéristiques   | Caractéristiques   | Caractéristiques   | Caractéristiques                                                                            | Caractéristiques                              | Caractéristiques                         | Caractéristiques   | Caractéristiques   |
| 451   | Charleroi ⥋ Couvin                                                               | Charleroi ⥋ Couvin | Charleroi ⥋ Couvin | Charleroi ⥋ Couvin | Charleroi ⥋ Couvin                                                                          | Charleroi ⥋ Couvin                            | Charleroi ⥋ Couvin                       | Charleroi ⥋ Couvin | Charleroi ⥋ Couvin |
| ----- | -------------------------------------------------------------------------------- | ------------------ | ------------------ | ------------------ | ------------------------------------------------------------------------------------------- | --------------------------------------------- | ---------------------------------------- | ------------------ | ------------------ |
| 451   | Ouverture / Fermeture — / —                                                      | Longueur —         | Durée 80 min       | Nb. d’arrêts 58    | Matériel Iveco Crossway LE 5246P Mercedes Citaro C2 Mercedes Citaro G C2 Mercedes Citaro LE | Jours de fonctionnement L, Ma, Me, J, V, S, D | Jour / Soir / Nuit / Fêtes O / O / N / O | Voy. / an —        | Dépôt Sophibus     |
| 451   | Desserte : Gare de Charleroi SNCB - Philippeville - Mariembourg - Gare de Couvin |                    |                    |                    |                                                                                             |                                               |                                          |                    |                    |
| 451   | Autre : Cette ligne a un itinéraire différent en fonction du jour et de l'heure. |                    |                    |                    |                                                                                             |                                               |                                          |                    |                    |
| 451   | Dernière actualisation : —                                                       |                    |                    |                    |                                                                                             |                                               |                                          |                    |                    |

- 452 Philippeville - Matagne-la-Grande
- 453 Philippeville - Heer-Agimont
- 561 Philippeville - Walcourt - Thy-le-Château
- 562 Florennes - Yves-Gomezée

| Ligne | Caractéristiques | Caractéristiques       | Caractéristiques       | Caractéristiques       | Caractéristiques       | Caractéristiques                        | Caractéristiques                         | Caractéristiques       | Caractéristiques       |
| 711   | Saint-Denis ⥋ Gembloux | Saint-Denis ⥋ Gembloux | Saint-Denis ⥋ Gembloux | Saint-Denis ⥋ Gembloux | Saint-Denis ⥋ Gembloux | Saint-Denis ⥋ Gembloux                  | Saint-Denis ⥋ Gembloux                   | Saint-Denis ⥋ Gembloux | Saint-Denis ⥋ Gembloux |
| ----- | --- | ---------------------- | ---------------------- | ---------------------- | ---------------------- | --------------------------------------- | ---------------------------------------- | ---------------------- | ---------------------- |
| 711   | Ouverture / Fermeture 1/08/2023 / — | Longueur —             | Durée 41 min           | Nb. d’arrêts 37        | Matériel —             | Jours de fonctionnement L, Ma, Me, J, V | Jour / Soir / Nuit / Fêtes O / — / N / — | Voy. / an —            | Dépôt Onoz             |
| 711   | Desserte : Gembloux - Meux - Saint-Denis |                        |                        |                        |                        |                                         |                                          |                        |                        |
| 711   | Autre : Le 1/08/2024 ajout d'un parcours au départ de Saint-Denis à 6h28 arrivée 7h10 à Gembloux                                                |                        |                        |                        |                        |                                         |                                          |                        |                        |
| 711   | Dernière actualisation : — |                        |                        |                        |                        |                                         |                                          |                        |                        |
| 721   | Namur ⥋ Les Isnes | Namur ⥋ Les Isnes      | Namur ⥋ Les Isnes      | Namur ⥋ Les Isnes      | Namur ⥋ Les Isnes      | Namur ⥋ Les Isnes                       | Namur ⥋ Les Isnes                        | Namur ⥋ Les Isnes      | Namur ⥋ Les Isnes      |
| 721   | Ouverture / Fermeture 1/08/2023 / — | Longueur —             | Durée 36 min           | Nb. d’arrêts 34        | Matériel —             | Jours de fonctionnement L, Ma, Me, J, V | Jour / Soir / Nuit / Fêtes O / — / N / — | Voy. / an —            | Dépôt Onoz             |
| 721   | Desserte : Gare de Namur - Rhisnes - Les Isnes jusqu'au 31 Juillet 2024 Gare de Namur - Rhisnes - Les Isnes - Velaine à partir du 1er Août 2024 |                        |                        |                        |                        |                                         |                                          |                        |                        |
| 721   | Autre : |                        |                        |                        |                        |                                         |                                          |                        |                        |
| 721   | Dernière actualisation : — |                        |                        |                        |                        |                                         |                                          |                        |                        |

- 821 Namur - Eghezée
- 822 Namur - Aische - Eghezée
- 823 Eghezée - Jodoigne
- 824 Eghezée - Jandrain/Emptinne
- 825 Eghezée - Meux
- 826 Eghezée - Marchovelette

| Ligne | Caractéristiques                                                                                                 | Caractéristiques     | Caractéristiques     | Caractéristiques     | Caractéristiques     | Caractéristiques                        | Caractéristiques                         | Caractéristiques     | Caractéristiques     |
| 831   | Sombreffe ⥋ Gembloux                                                                                             | Sombreffe ⥋ Gembloux | Sombreffe ⥋ Gembloux | Sombreffe ⥋ Gembloux | Sombreffe ⥋ Gembloux | Sombreffe ⥋ Gembloux                    | Sombreffe ⥋ Gembloux                     | Sombreffe ⥋ Gembloux | Sombreffe ⥋ Gembloux |
| ----- | --- | -------------------- | -------------------- | -------------------- | -------------------- | --------------------------------------- | ---------------------------------------- | -------------------- | -------------------- |
| 831   | Ouverture / Fermeture 1/08/2023 / —                                                                              | Longueur —           | Durée 33 min         | Nb. d’arrêts 25      | Matériel —           | Jours de fonctionnement L, Ma, Me, J, V | Jour / Soir / Nuit / Fêtes O / — / N / — | Voy. / an —          | Dépôt —              |
| 831   | Desserte : Gembloux - Tongrinne - Sombreffe                                                                      |                      |                      |                      |                      |                                         |                                          |                      |                      |
| 831   | Autre : |                      |                      |                      |                      |                                         |                                          |                      |                      |
| 831   | Dernière actualisation : —                                                                                       |                      |                      |                      |                      |                                         |                                          |                      |                      |
| 832   | Ligny ⥋ Gembloux                                                                                                 | Ligny ⥋ Gembloux     | Ligny ⥋ Gembloux     | Ligny ⥋ Gembloux     | Ligny ⥋ Gembloux     | Ligny ⥋ Gembloux                        | Ligny ⥋ Gembloux                         | Ligny ⥋ Gembloux     | Ligny ⥋ Gembloux     |
| 832   | Ouverture / Fermeture 1/08/2023 / —                                                                              | Longueur —           | Durée 31 min         | Nb. d’arrêts 24      | Matériel —           | Jours de fonctionnement L, Ma, Me, J, V | Jour / Soir / Nuit / Fêtes O / — / N / — | Voy. / an —          | Dépôt —              |
| 832   | Desserte : Gembloux - Sombreffe - Ligny                                                                          |                      |                      |                      |                      |                                         |                                          |                      |                      |
| 832   | Autre : Le 1/08/2024 remplacement de trois parcours par 3 parcours de la ligne 77                                |                      |                      |                      |                      |                                         |                                          |                      |                      |
| 832   | Dernière actualisation : —                                                                                       |                      |                      |                      |                      |                                         |                                          |                      |                      |
| 853   | Floreffe ⥋ Spy                                                                                                   | Floreffe ⥋ Spy       | Floreffe ⥋ Spy       | Floreffe ⥋ Spy       | Floreffe ⥋ Spy       | Floreffe ⥋ Spy                          | Floreffe ⥋ Spy                           | Floreffe ⥋ Spy       | Floreffe ⥋ Spy       |
| 853   | Ouverture / Fermeture 1/08/2023 / —                                                                              | Longueur —           | Durée 46 min         | Nb. d’arrêts 31      | Matériel —           | Jours de fonctionnement L, Ma, Me, J, V | Jour / Soir / Nuit / Fêtes O / — / N / — | Voy. / an —          | Dépôt Onoz           |
| 853   | Desserte : Floreffe - Jemeppe-sur-Sambre - Spy                                                                   |                      |                      |                      |                      |                                         |                                          |                      |                      |
| 853   | Autre : Le 1er Août 2024, ajout d'un parcours le mardi en période scolaire à 16h30 à Floreffe Séminaire vers Spy |                      |                      |                      |                      |                                         |                                          |                      |                      |
| 853   | Dernière actualisation : —                                                                                       |                      |                      |                      |                      |                                         |                                          |                      |                      |

- TPMR (transport de personnes à mobilité réduite)

#### Bus de soirée
Les bus de soirée sont supprimés depuis le 1er mai 2013 et remplacés par un service de taxi pour le prix forfaitaire de 2 euros, conséquence d'un plan d'économie dans les transports publics wallons, ces bus de soirée étaient jugés trop peu fréquentés.

### Province de Luxembourg
| Ligne                | Caractéristiques                   | Caractéristiques         | Caractéristiques         | Caractéristiques         | Caractéristiques         | Caractéristiques                           | Caractéristiques                         | Caractéristiques         | Caractéristiques         |
| A Arlon - Hydrion    | A Arlon - Hydrion                  | A Arlon - Hydrion        | A Arlon - Hydrion        | A Arlon - Hydrion        | A Arlon - Hydrion        | A Arlon - Hydrion                          | A Arlon - Hydrion                        | A Arlon - Hydrion        | A Arlon - Hydrion        |
| A Arlon - Hydrion    | Hydrion ⥋ Rue des Genêts           | Hydrion ⥋ Rue des Genêts | Hydrion ⥋ Rue des Genêts | Hydrion ⥋ Rue des Genêts | Hydrion ⥋ Rue des Genêts | Hydrion ⥋ Rue des Genêts                   | Hydrion ⥋ Rue des Genêts                 | Hydrion ⥋ Rue des Genêts | Hydrion ⥋ Rue des Genêts |
| -------------------- | ---------------------------------- | ------------------------ | ------------------------ | ------------------------ | ------------------------ | ------------------------------------------ | ---------------------------------------- | ------------------------ | ------------------------ |
| A Arlon - Hydrion    | Ouverture / Fermeture — / —        | Longueur —               | Durée 23 min             | Nb. d’arrêts 21          | Matériel —               | Jours de fonctionnement L, Ma, Me, J, V, S | Jour / Soir / Nuit / Fêtes O / — / N / — | Voy. / an —              | Dépôt —                  |
| A Arlon - Hydrion    | Desserte : Arlon                   |                          |                          |                          |                          |                                            |                                          |                          |                          |
| A Arlon - Hydrion    | Autre :                            |                          |                          |                          |                          |                                            |                                          |                          |                          |
| A Arlon - Hydrion    | Dernière actualisation : —         |                          |                          |                          |                          |                                            |                                          |                          |                          |
| B Arlon - Callemeyn  | B Arlon - Callemeyn                | B Arlon - Callemeyn      | B Arlon - Callemeyn      | B Arlon - Callemeyn      | B Arlon - Callemeyn      | B Arlon - Callemeyn                        | B Arlon - Callemeyn                      | B Arlon - Callemeyn      | B Arlon - Callemeyn      |
| B Arlon - Callemeyn  | Rue des Genêts ⥋ Hydrion           |                          |                          |                          |                          |                                            |                                          |                          |                          |
| B Arlon - Callemeyn  | Ouverture / Fermeture — / —        | Longueur —               | Durée 17 min             | Nb. d’arrêts 17          | Matériel —               | Jours de fonctionnement L, Ma, Me, J, V, S | Jour / Soir / Nuit / Fêtes O / — / N / — | Voy. / an —              | Dépôt —                  |
| B Arlon - Callemeyn  | Desserte : Arlon                   |                          |                          |                          |                          |                                            |                                          |                          |                          |
| B Arlon - Callemeyn  | Autre :                            |                          |                          |                          |                          |                                            |                                          |                          |                          |
| B Arlon - Callemeyn  | Dernière actualisation : —         |                          |                          |                          |                          |                                            |                                          |                          |                          |
| C Arlon - Semois     | C Arlon - Semois                   | C Arlon - Semois         | C Arlon - Semois         | C Arlon - Semois         | C Arlon - Semois         | C Arlon - Semois                           | C Arlon - Semois                         | C Arlon - Semois         | C Arlon - Semois         |
| C Arlon - Semois     | Rond-Point du Knappchen ⥋ Clinique |                          |                          |                          |                          |                                            |                                          |                          |                          |
| C Arlon - Semois     | Ouverture / Fermeture — / —        | Longueur —               | Durée 23 min             | Nb. d’arrêts 20          | Matériel —               | Jours de fonctionnement L, Ma, Me, J, V, S | Jour / Soir / Nuit / Fêtes O / — / N / — | Voy. / an —              | Dépôt —                  |
| C Arlon - Semois     | Desserte : Arlon                   |                          |                          |                          |                          |                                            |                                          |                          |                          |
| C Arlon - Semois     | Autre :                            |                          |                          |                          |                          |                                            |                                          |                          |                          |
| C Arlon - Semois     | Dernière actualisation : —         |                          |                          |                          |                          |                                            |                                          |                          |                          |
| D Arlon - Galgenberg | D Arlon - Galgenberg               | D Arlon - Galgenberg     | D Arlon - Galgenberg     | D Arlon - Galgenberg     | D Arlon - Galgenberg     | D Arlon - Galgenberg                       | D Arlon - Galgenberg                     | D Arlon - Galgenberg     | D Arlon - Galgenberg     |
| D Arlon - Galgenberg | Clinique ⥋ Rue Sainte-Croix        |                          |                          |                          |                          |                                            |                                          |                          |                          |
| D Arlon - Galgenberg | Ouverture / Fermeture — / —        | Longueur —               | Durée 19 min             | Nb. d’arrêts 16          | Matériel —               | Jours de fonctionnement L, Ma, Me, J, V, S | Jour / Soir / Nuit / Fêtes O / — / N / — | Voy. / an —              | Dépôt —                  |
| D Arlon - Galgenberg | Desserte : Arlon                   |                          |                          |                          |                          |                                            |                                          |                          |                          |
| D Arlon - Galgenberg | Autre :                            |                          |                          |                          |                          |                                            |                                          |                          |                          |
| D Arlon - Galgenberg | Dernière actualisation : —         |                          |                          |                          |                          |                                            |                                          |                          |                          |
| E Arlon - Clinique   | E Arlon - Clinique                 | E Arlon - Clinique       | E Arlon - Clinique       | E Arlon - Clinique       | E Arlon - Clinique       | E Arlon - Clinique                         | E Arlon - Clinique                       | E Arlon - Clinique       | E Arlon - Clinique       |
| E Arlon - Clinique   | Rue Sainte-Croiw ⥋ Clinique        |                          |                          |                          |                          |                                            |                                          |                          |                          |
| E Arlon - Clinique   | Ouverture / Fermeture — / —        | Longueur —               | Durée 16 min             | Nb. d’arrêts 12          | Matériel —               | Jours de fonctionnement L, Ma, Me, J, V, S | Jour / Soir / Nuit / Fêtes O / — / N / — | Voy. / an —              | Dépôt —                  |
| E Arlon - Clinique   | Desserte : Arlon                   |                          |                          |                          |                          |                                            |                                          |                          |                          |
| E Arlon - Clinique   | Autre :                            |                          |                          |                          |                          |                                            |                                          |                          |                          |
| E Arlon - Clinique   | Dernière actualisation : —         |                          |                          |                          |                          |                                            |                                          |                          |                          |

| Ligne                                                | Caractéristiques | Caractéristiques                                     | Caractéristiques                                     | Caractéristiques                                     | Caractéristiques                                     | Caractéristiques                                     | Caractéristiques                                     | Caractéristiques                                     | Caractéristiques                                     |
| 1                                                    | 1 Marche-en-Famenne - Bastogne | 1 Marche-en-Famenne - Bastogne                       | 1 Marche-en-Famenne - Bastogne                       | 1 Marche-en-Famenne - Bastogne                       | 1 Marche-en-Famenne - Bastogne                       | 1 Marche-en-Famenne - Bastogne                       | 1 Marche-en-Famenne - Bastogne                       | 1 Marche-en-Famenne - Bastogne                       | 1 Marche-en-Famenne - Bastogne                       |
| 1                                                    | Marche-en-Famenne ⥋ Bastogne | Marche-en-Famenne ⥋ Bastogne                         | Marche-en-Famenne ⥋ Bastogne                         | Marche-en-Famenne ⥋ Bastogne                         | Marche-en-Famenne ⥋ Bastogne                         | Marche-en-Famenne ⥋ Bastogne                         | Marche-en-Famenne ⥋ Bastogne                         | Marche-en-Famenne ⥋ Bastogne                         | Marche-en-Famenne ⥋ Bastogne                         |
| ---------------------------------------------------- | --- | ---------------------------------------------------- | ---------------------------------------------------- | ---------------------------------------------------- | ---------------------------------------------------- | ---------------------------------------------------- | ---------------------------------------------------- | ---------------------------------------------------- | ---------------------------------------------------- |
| 1                                                    | Ouverture / Fermeture — / — | Longueur —                                           | Durée 1:02 - 01:38 min                               | Nb. d’arrêts Autre                                   | Matériel —                                           | Jours de fonctionnement L, Ma, Me, J, V, S, D        | Jour / Soir / Nuit / Fêtes O / — / N / O             | Voy. / an —                                          | Dépôt —                                              |
| 1                                                    | Desserte : Marche-en-Famenne - Gare de Marloie - Harsin - Grune - Nassogne - Bande - Champlon - Tenneville - Lavacherie - Amberloup - Sprimont (Sainte-ode) - Aviscourt - Tonny - Tillet - Bastogne                                                                             |                                                      |                                                      |                                                      |                                                      |                                                      |                                                      |                                                      |                                                      |
| 1                                                    | Autre : Cette ligne dispose de nombreuses variantes, notamment vers Grune, Nassogne, Tillet , ... Le samedi, limité à Sainte-Ode, circule pour le marché de Bastogne. Le nombre d'arrêts dépend du jour et de l'heure de circulation.                                           |                                                      |                                                      |                                                      |                                                      |                                                      |                                                      |                                                      |                                                      |
| 1                                                    | Dernière actualisation : — |                                                      |                                                      |                                                      |                                                      |                                                      |                                                      |                                                      |                                                      |
| 1/2                                                  | 1/2 Salle - Flamierge - Bastogne | 1/2 Salle - Flamierge - Bastogne                     | 1/2 Salle - Flamierge - Bastogne                     | 1/2 Salle - Flamierge - Bastogne                     | 1/2 Salle - Flamierge - Bastogne                     | 1/2 Salle - Flamierge - Bastogne                     | 1/2 Salle - Flamierge - Bastogne                     | 1/2 Salle - Flamierge - Bastogne                     | 1/2 Salle - Flamierge - Bastogne                     |
| 1/2                                                  | Bastogne ⥋ Bertogne) |                                                      |                                                      |                                                      |                                                      |                                                      |                                                      |                                                      |                                                      |
| 1/2                                                  | Ouverture / Fermeture — / — | Longueur —                                           | Durée 46 min                                         | Nb. d’arrêts 21                                      | Matériel —                                           | Jours de fonctionnement L, Ma, Me, J, V Scolaire     | Jour / Soir / Nuit / Fêtes O / — / N / N             | Voy. / an —                                          | Dépôt —                                              |
| 1/2                                                  | Desserte : Bastogne - Flamierge - Salles (Bertogne) - Bertogne |                                                      |                                                      |                                                      |                                                      |                                                      |                                                      |                                                      |                                                      |
| 1/2                                                  | Autre : Ligne scolaire. |                                                      |                                                      |                                                      |                                                      |                                                      |                                                      |                                                      |                                                      |
| 1/2                                                  | Dernière actualisation : — |                                                      |                                                      |                                                      |                                                      |                                                      |                                                      |                                                      |                                                      |
| 2                                                    | 2 Bastogne - Martelange - Fauvillers | 2 Bastogne - Martelange - Fauvillers                 | 2 Bastogne - Martelange - Fauvillers                 | 2 Bastogne - Martelange - Fauvillers                 | 2 Bastogne - Martelange - Fauvillers                 | 2 Bastogne - Martelange - Fauvillers                 | 2 Bastogne - Martelange - Fauvillers                 | 2 Bastogne - Martelange - Fauvillers                 | 2 Bastogne - Martelange - Fauvillers                 |
| 2                                                    | Bastogne ⥋ Fauvillers |                                                      |                                                      |                                                      |                                                      |                                                      |                                                      |                                                      |                                                      |
| 2                                                    | Ouverture / Fermeture — / — | Longueur —                                           | Durée 1h05 min                                       | Nb. d’arrêts 49                                      | Matériel —                                           | Jours de fonctionnement L, Ma, Me, J, V, S           | Jour / Soir / Nuit / Fêtes O / — / N / N             | Voy. / an —                                          | Dépôt —                                              |
| 2                                                    | Desserte : Bastogne - Remoifosse - Sainlez - Malmaison - Tintange - Warnach - Martelange - Radelange - Wiesembach - Bodange - Fauvillers |                                                      |                                                      |                                                      |                                                      |                                                      |                                                      |                                                      |                                                      |
| 2                                                    | Autre : |                                                      |                                                      |                                                      |                                                      |                                                      |                                                      |                                                      |                                                      |
| 2                                                    | Dernière actualisation : — |                                                      |                                                      |                                                      |                                                      |                                                      |                                                      |                                                      |                                                      |
| 2/2                                                  | 2/2 Bastogne - Villers-La-Bonne-Eau | 2/2 Bastogne - Villers-La-Bonne-Eau                  | 2/2 Bastogne - Villers-La-Bonne-Eau                  | 2/2 Bastogne - Villers-La-Bonne-Eau                  | 2/2 Bastogne - Villers-La-Bonne-Eau                  | 2/2 Bastogne - Villers-La-Bonne-Eau                  | 2/2 Bastogne - Villers-La-Bonne-Eau                  | 2/2 Bastogne - Villers-La-Bonne-Eau                  | 2/2 Bastogne - Villers-La-Bonne-Eau                  |
| 2/2                                                  | Bastogne ⥋ Villers-la-Bonne-Eau |                                                      |                                                      |                                                      |                                                      |                                                      |                                                      |                                                      |                                                      |
| 2/2                                                  | Ouverture / Fermeture — / — | Longueur —                                           | Durée 43 min                                         | Nb. d’arrêts 22                                      | Matériel —                                           | Jours de fonctionnement L, Ma, Me, J, V Scolaire     | Jour / Soir / Nuit / Fêtes O / — / N / N             | Voy. / an —                                          | Dépôt —                                              |
| 2/2                                                  | Desserte : Bastogne - Remoifosse - Lutrebois - Lutremange - Villers-la-Bonne-Eau - Honville - Sainlez - Remoifosse - Bastogne |                                                      |                                                      |                                                      |                                                      |                                                      |                                                      |                                                      |                                                      |
| 2/2                                                  | Autre : Circuit scolaire. |                                                      |                                                      |                                                      |                                                      |                                                      |                                                      |                                                      |                                                      |
| 2/2                                                  | Dernière actualisation : — |                                                      |                                                      |                                                      |                                                      |                                                      |                                                      |                                                      |                                                      |
| 291                                                  | 291 Martelange - Arlon | 291 Martelange - Arlon                               | 291 Martelange - Arlon                               | 291 Martelange - Arlon                               | 291 Martelange - Arlon                               | 291 Martelange - Arlon                               | 291 Martelange - Arlon                               | 291 Martelange - Arlon                               | 291 Martelange - Arlon                               |
| 291                                                  | Martelange ⥋ Arlon |                                                      |                                                      |                                                      |                                                      |                                                      |                                                      |                                                      |                                                      |
| 291                                                  | Ouverture / Fermeture — / — | Longueur —                                           | Durée Min0,00:28 - Max0,01:04 min                    | Nb. d’arrêts Autre                                   | Matériel —                                           | Jours de fonctionnement L, Ma, Me, J, V              | Jour / Soir / Nuit / Fêtes O / — / N / N             | Voy. / an —                                          | Dépôt —                                              |
| 291                                                  | Desserte : Arlon ( Gare d'Arlon )- Frassem - Bonnert - Viville - Metzert - Attert - Post - Schockville - Norbressart - Tontelange - Nothomb - Martelange |                                                      |                                                      |                                                      |                                                      |                                                      |                                                      |                                                      |                                                      |
| 291                                                  | Autre : Le nombre d'arrêts dépend de l'heure et du jour de circulation. |                                                      |                                                      |                                                      |                                                      |                                                      |                                                      |                                                      |                                                      |
| 291                                                  | Dernière actualisation : — |                                                      |                                                      |                                                      |                                                      |                                                      |                                                      |                                                      |                                                      |
| 292                                                  | 292 Arlon - Attert - Shockville | 292 Arlon - Attert - Shockville                      | 292 Arlon - Attert - Shockville                      | 292 Arlon - Attert - Shockville                      | 292 Arlon - Attert - Shockville                      | 292 Arlon - Attert - Shockville                      | 292 Arlon - Attert - Shockville                      | 292 Arlon - Attert - Shockville                      | 292 Arlon - Attert - Shockville                      |
| 292                                                  | Attert ⥋ Schockville |                                                      |                                                      |                                                      |                                                      |                                                      |                                                      |                                                      |                                                      |
| 292                                                  | Ouverture / Fermeture — / — | Longueur —                                           | Durée 17 - 44 min                                    | Nb. d’arrêts 18                                      | Matériel —                                           | Jours de fonctionnement L, Ma, Me, J, V Scolaire     | Jour / Soir / Nuit / Fêtes O / — / N / N             | Voy. / an —                                          | Dépôt —                                              |
| 292                                                  | Desserte : Attert-Shadeck-Post-Schockville |                                                      |                                                      |                                                      |                                                      |                                                      |                                                      |                                                      |                                                      |
| 292                                                  | Autre : Ligne scolaire. |                                                      |                                                      |                                                      |                                                      |                                                      |                                                      |                                                      |                                                      |
| 292                                                  | Dernière actualisation : — |                                                      |                                                      |                                                      |                                                      |                                                      |                                                      |                                                      |                                                      |
| 4                                                    | 4 Libramont - Amberloup - Champlon | 4 Libramont - Amberloup - Champlon                   | 4 Libramont - Amberloup - Champlon                   | 4 Libramont - Amberloup - Champlon                   | 4 Libramont - Amberloup - Champlon                   | 4 Libramont - Amberloup - Champlon                   | 4 Libramont - Amberloup - Champlon                   | 4 Libramont - Amberloup - Champlon                   | 4 Libramont - Amberloup - Champlon                   |
| 4                                                    | Ramont ⥋ Libramont |                                                      |                                                      |                                                      |                                                      |                                                      |                                                      |                                                      |                                                      |
| 4                                                    | Ouverture / Fermeture — / — | Longueur —                                           | Durée 01:09 min                                      | Nb. d’arrêts 53                                      | Matériel —                                           | Jours de fonctionnement L, Ma, Me, J, V              | Jour / Soir / Nuit / Fêtes O / — / N / N             | Voy. / an —                                          | Dépôt —                                              |
| 4                                                    | Desserte : Ramont - Champlon - Tenneville - Ortheuville - Lavacherie - Amberloup - Tonny - Jenneville - Moircy - Freux-Menil - Freux-Suzerain - Seviscourt - Bras-Bas - Bras-Haut - Libramont (Gare de Libramont)                                                               |                                                      |                                                      |                                                      |                                                      |                                                      |                                                      |                                                      |                                                      |
| 4                                                    | Autre : Les jours non scolaires (semaine uniquement, sauf jours fériés), la ligne n'effectue qu'un aller-simple le matin. |                                                      |                                                      |                                                      |                                                      |                                                      |                                                      |                                                      |                                                      |
| 4                                                    | Dernière actualisation : — |                                                      |                                                      |                                                      |                                                      |                                                      |                                                      |                                                      |                                                      |
| 5                                                    | 5 Saint-Hubert - Poix-Saint-Hubert | 5 Saint-Hubert - Poix-Saint-Hubert                   | 5 Saint-Hubert - Poix-Saint-Hubert                   | 5 Saint-Hubert - Poix-Saint-Hubert                   | 5 Saint-Hubert - Poix-Saint-Hubert                   | 5 Saint-Hubert - Poix-Saint-Hubert                   | 5 Saint-Hubert - Poix-Saint-Hubert                   | 5 Saint-Hubert - Poix-Saint-Hubert                   | 5 Saint-Hubert - Poix-Saint-Hubert                   |
| 5                                                    | Poix ⥋ St-Hubert |                                                      |                                                      |                                                      |                                                      |                                                      |                                                      |                                                      |                                                      |
| 5                                                    | Ouverture / Fermeture — / — | Longueur —                                           | Durée 21 min                                         | Nb. d’arrêts 12                                      | Matériel —                                           | Jours de fonctionnement L, Ma, Me, J, V              | Jour / Soir / Nuit / Fêtes O / — / N / N             | Voy. / an —                                          | Dépôt —                                              |
| 5                                                    | Desserte : Poix-Saint-Hubert ( Gare de Poix-Saint-Hubert) - Arville - Lorcy - St-Hubert |                                                      |                                                      |                                                      |                                                      |                                                      |                                                      |                                                      |                                                      |
| 5                                                    | Autre : Cette ligne permet principalement de se rendre de la Gare de Poix-Saint-Hubert au centre de St-Hubert |                                                      |                                                      |                                                      |                                                      |                                                      |                                                      |                                                      |                                                      |
| 5                                                    | Dernière actualisation : — |                                                      |                                                      |                                                      |                                                      |                                                      |                                                      |                                                      |                                                      |
| 5/2                                                  | 5/2 Saint-Hubert - Nassogne - Saint-Hubert | 5/2 Saint-Hubert - Nassogne - Saint-Hubert           | 5/2 Saint-Hubert - Nassogne - Saint-Hubert           | 5/2 Saint-Hubert - Nassogne - Saint-Hubert           | 5/2 Saint-Hubert - Nassogne - Saint-Hubert           | 5/2 Saint-Hubert - Nassogne - Saint-Hubert           | 5/2 Saint-Hubert - Nassogne - Saint-Hubert           | 5/2 Saint-Hubert - Nassogne - Saint-Hubert           | 5/2 Saint-Hubert - Nassogne - Saint-Hubert           |
| 5/2                                                  | Mormont ⥋ St-Hubert |                                                      |                                                      |                                                      |                                                      |                                                      |                                                      |                                                      |                                                      |
| 5/2                                                  | Ouverture / Fermeture — / — | Longueur —                                           | Durée 01:00 min                                      | Nb. d’arrêts 32                                      | Matériel —                                           | Jours de fonctionnement L, Ma, Me, J, V Scolaire     | Jour / Soir / Nuit / Fêtes O / — / N / N             | Voy. / an —                                          | Dépôt —                                              |
| 5/2                                                  | Desserte : Mormont - Masbourg - Nassogne - Ambly - Forrières - Lesterny - Grupont - Awenne - Arville - Lorcy - St-Hubert |                                                      |                                                      |                                                      |                                                      |                                                      |                                                      |                                                      |                                                      |
| 5/2                                                  | Autre : Ligne scolaire. Elle est prolongée vers Libramont lors du trajet aller (ligne 51), et a Libramont pour origine lors du trajet retour (ligne 162b les lundi, mardi, jeudi et vendredi, et 51 le mercredi).                                                               |                                                      |                                                      |                                                      |                                                      |                                                      |                                                      |                                                      |                                                      |
| 5/2                                                  | Dernière actualisation : — |                                                      |                                                      |                                                      |                                                      |                                                      |                                                      |                                                      |                                                      |
| 5/3                                                  | 5/3 Bertrix - Paliseul - Saint-Hubert | 5/3 Bertrix - Paliseul - Saint-Hubert                | 5/3 Bertrix - Paliseul - Saint-Hubert                | 5/3 Bertrix - Paliseul - Saint-Hubert                | 5/3 Bertrix - Paliseul - Saint-Hubert                | 5/3 Bertrix - Paliseul - Saint-Hubert                | 5/3 Bertrix - Paliseul - Saint-Hubert                | 5/3 Bertrix - Paliseul - Saint-Hubert                | 5/3 Bertrix - Paliseul - Saint-Hubert                |
| 5/3                                                  | Bertrix ⥋ St-Hubert |                                                      |                                                      |                                                      |                                                      |                                                      |                                                      |                                                      |                                                      |
| 5/3                                                  | Ouverture / Fermeture — / — | Longueur —                                           | Durée 01:09 min                                      | Nb. d’arrêts 40                                      | Matériel —                                           | Jours de fonctionnement L, Ma, Me, J, V Scolaire     | Jour / Soir / Nuit / Fêtes O / — / N / N             | Voy. / an —                                          | Dépôt —                                              |
| 5/3                                                  | Desserte : Bertrix - Assenois - Offagne - Paliseul - Anloy - Libin - Hatrival - St-Hubert |                                                      |                                                      |                                                      |                                                      |                                                      |                                                      |                                                      |                                                      |
| 5/3                                                  | Autre : Ligne scolaire. |                                                      |                                                      |                                                      |                                                      |                                                      |                                                      |                                                      |                                                      |
| 5/3                                                  | Dernière actualisation : — - 5/4 Hamayde - Transinne - Saint-Hubert - ! Ligne Supprimée ! |                                                      |                                                      |                                                      |                                                      |                                                      |                                                      |                                                      |                                                      |
| 5/5                                                  | 5/5 Maissin - Libin - Saint-Hubert | 5/5 Maissin - Libin - Saint-Hubert                   | 5/5 Maissin - Libin - Saint-Hubert                   | 5/5 Maissin - Libin - Saint-Hubert                   | 5/5 Maissin - Libin - Saint-Hubert                   | 5/5 Maissin - Libin - Saint-Hubert                   | 5/5 Maissin - Libin - Saint-Hubert                   | 5/5 Maissin - Libin - Saint-Hubert                   | 5/5 Maissin - Libin - Saint-Hubert                   |
| 5/5                                                  | Framont ⥋ St-Hubert |                                                      |                                                      |                                                      |                                                      |                                                      |                                                      |                                                      |                                                      |
| 5/5                                                  | Ouverture / Fermeture — / — | Longueur —                                           | Durée 55 min                                         | Nb. d’arrêts 32                                      | Matériel —                                           | Jours de fonctionnement L, Ma, Me, J, V Scolaire     | Jour / Soir / Nuit / Fêtes O / — / N / N             | Voy. / an —                                          | Dépôt —                                              |
| 5/5                                                  | Desserte : Framont - Opont - Our - Massin - Villance - Libin - Poix-Saint-Hubert - St-Hubert |                                                      |                                                      |                                                      |                                                      |                                                      |                                                      |                                                      |                                                      |
| 5/5                                                  | Autre : Ligne scolaire. A Poix, ne dessert pas la gare, mais dessert l'arrêt Poix Hôtel, situé à proximité directe. |                                                      |                                                      |                                                      |                                                      |                                                      |                                                      |                                                      |                                                      |
| 5/5                                                  | Dernière actualisation : — |                                                      |                                                      |                                                      |                                                      |                                                      |                                                      |                                                      |                                                      |
| 806                                                  | 806 Poix - Paliseul | 806 Poix - Paliseul                                  | 806 Poix - Paliseul                                  | 806 Poix - Paliseul                                  | 806 Poix - Paliseul                                  | 806 Poix - Paliseul                                  | 806 Poix - Paliseul                                  | 806 Poix - Paliseul                                  | 806 Poix - Paliseul                                  |
| 806                                                  | Poix-Saint-Hubert ⥋ Paliseul |                                                      |                                                      |                                                      |                                                      |                                                      |                                                      |                                                      |                                                      |
| 806                                                  | Ouverture / Fermeture — / — | Longueur —                                           | Durée 01:05 min                                      | Nb. d’arrêts 42                                      | Matériel —                                           | Jours de fonctionnement L, Ma, Me, J, V Scolaire     | Jour / Soir / Nuit / Fêtes O / — / N / N             | Voy. / an —                                          | Dépôt —                                              |
| 806                                                  | Desserte : Poix-Saint-Hubert ( Gare de Poix-Saint-Hubert) - Libin - Villance - Anloy - Massin - Our - Opont - Paliseul - Carlsbourg |                                                      |                                                      |                                                      |                                                      |                                                      |                                                      |                                                      |                                                      |
| 806                                                  | Autre : Cette ligne est utilisée principalement par les étudiants de l'Institut de Carlsbourg et ne circule que les jours scolaires. |                                                      |                                                      |                                                      |                                                      |                                                      |                                                      |                                                      |                                                      |
| 806                                                  | Dernière actualisation : — |                                                      |                                                      |                                                      |                                                      |                                                      |                                                      |                                                      |                                                      |
| 6                                                    | 6 Bastogne - Libramont | 6 Bastogne - Libramont                               | 6 Bastogne - Libramont                               | 6 Bastogne - Libramont                               | 6 Bastogne - Libramont                               | 6 Bastogne - Libramont                               | 6 Bastogne - Libramont                               | 6 Bastogne - Libramont                               | 6 Bastogne - Libramont                               |
| 6                                                    | Bastogne ⥋ Libramont |                                                      |                                                      |                                                      |                                                      |                                                      |                                                      |                                                      |                                                      |
| 6                                                    | Ouverture / Fermeture 1er septembre 2020 / — | Longueur —                                           | Durée 46 min                                         | Nb. d’arrêts 18                                      | Matériel Iveco Crossway                              | Jours de fonctionnement L, Ma, Me, J, V              | Jour / Soir / Nuit / Fêtes O / N / N / N             | Voy. / an —                                          | Transports Penning —                                 |
| 6                                                    | Desserte : Recogne - Libramont -Wideumont - Bastogne |                                                      |                                                      |                                                      |                                                      |                                                      |                                                      |                                                      |                                                      |
| 6                                                    | Autre : •Numérotée ligne 163b jusqu'au 31/08/2020 |                                                      |                                                      |                                                      |                                                      |                                                      |                                                      |                                                      |                                                      |
| 6                                                    | Dernière actualisation : — |                                                      |                                                      |                                                      |                                                      |                                                      |                                                      |                                                      |                                                      |
| 7                                                    | 7 Sugny - Bouillon | 7 Sugny - Bouillon                                   | 7 Sugny - Bouillon                                   | 7 Sugny - Bouillon                                   | 7 Sugny - Bouillon                                   | 7 Sugny - Bouillon                                   | 7 Sugny - Bouillon                                   | 7 Sugny - Bouillon                                   | 7 Sugny - Bouillon                                   |
| 7                                                    | Bouillon ⥋ Sugny |                                                      |                                                      |                                                      |                                                      |                                                      |                                                      |                                                      |                                                      |
| 7                                                    | Ouverture / Fermeture — / — | Longueur —                                           | Durée 43 min                                         | Nb. d’arrêts 12 - 19                                 | Matériel —                                           | Jours de fonctionnement L, Ma, Me, J, V, S, D        | Jour / Soir / Nuit / Fêtes O / — / N / O             | Voy. / an —                                          | Dépôt —                                              |
| 7                                                    | Desserte : Bouillon - Corbion - Ban d'Alle - Sugny - Pussemange - Bagimont - Centre Fedasil |                                                      |                                                      |                                                      |                                                      |                                                      |                                                      |                                                      |                                                      |
| 7                                                    | Autre : |                                                      |                                                      |                                                      |                                                      |                                                      |                                                      |                                                      |                                                      |
| 7                                                    | Dernière actualisation : — |                                                      |                                                      |                                                      |                                                      |                                                      |                                                      |                                                      |                                                      |
| 8                                                    | 8 Bouillon - Libramont | 8 Bouillon - Libramont                               | 8 Bouillon - Libramont                               | 8 Bouillon - Libramont                               | 8 Bouillon - Libramont                               | 8 Bouillon - Libramont                               | 8 Bouillon - Libramont                               | 8 Bouillon - Libramont                               | 8 Bouillon - Libramont                               |
| 8                                                    | Bouillon ⥋ Libramont |                                                      |                                                      |                                                      |                                                      |                                                      |                                                      |                                                      |                                                      |
| 8                                                    | Ouverture / Fermeture — / — | Longueur —                                           | Durée 51 min                                         | Nb. d’arrêts 43 - 47                                 | Matériel —                                           | Jours de fonctionnement L, Ma, Me, J, V, S, D        | Jour / Soir / Nuit / Fêtes O / — / N / O             | Voy. / an —                                          | Dépôt —                                              |
| 8                                                    | Desserte : Bouillon - Noirefontaine - Bellevaux - Menuchenet - Nollevaux - Bertrix - Recogne - Libramont ( Gare de Libramont) |                                                      |                                                      |                                                      |                                                      |                                                      |                                                      |                                                      |                                                      |
| 8                                                    | Autre : |                                                      |                                                      |                                                      |                                                      |                                                      |                                                      |                                                      |                                                      |
| 8                                                    | Dernière actualisation : — |                                                      |                                                      |                                                      |                                                      |                                                      |                                                      |                                                      |                                                      |
| 9                                                    | 9 Alle-sur-Semois - Gedinne - Beauraing | 9 Alle-sur-Semois - Gedinne - Beauraing              | 9 Alle-sur-Semois - Gedinne - Beauraing              | 9 Alle-sur-Semois - Gedinne - Beauraing              | 9 Alle-sur-Semois - Gedinne - Beauraing              | 9 Alle-sur-Semois - Gedinne - Beauraing              | 9 Alle-sur-Semois - Gedinne - Beauraing              | 9 Alle-sur-Semois - Gedinne - Beauraing              | 9 Alle-sur-Semois - Gedinne - Beauraing              |
| 9                                                    | Beauraing ⥋ Alle-sur-Semois |                                                      |                                                      |                                                      |                                                      |                                                      |                                                      |                                                      |                                                      |
| 9                                                    | Ouverture / Fermeture — / — | Longueur —                                           | Durée 01:15 min                                      | Nb. d’arrêts 52 - 55                                 | Matériel —                                           | Jours de fonctionnement L, Ma, Me, J, V              | Jour / Soir / Nuit / Fêtes O / — / N / N             | Voy. / an —                                          | Dépôt —                                              |
| 9                                                    | Desserte : Beauraing - Pondrome - Voneche - Malvoisin - Gedinne - Louette-Saint-Pierre - Houdremont - Nafraiture - Vresse-sur-Semois - Bohan |                                                      |                                                      |                                                      |                                                      |                                                      |                                                      |                                                      |                                                      |
| 9                                                    | Autre : Certains parcours continuent jusqu'à Alle et circulent, à partir de Nafraiture, via Chairière. Cependant , cette section n'est desservie que les jours scolaires. Le trajet est cependant possible avec la ligne 43. Le trajet complet avec la ligne 9 dure 1 heure 09. |                                                      |                                                      |                                                      |                                                      |                                                      |                                                      |                                                      |                                                      |
| 9                                                    | Dernière actualisation : — |                                                      |                                                      |                                                      |                                                      |                                                      |                                                      |                                                      |                                                      |
| 10                                                   | 10 Manhay - Aywaille | 10 Manhay - Aywaille                                 | 10 Manhay - Aywaille                                 | 10 Manhay - Aywaille                                 | 10 Manhay - Aywaille                                 | 10 Manhay - Aywaille                                 | 10 Manhay - Aywaille                                 | 10 Manhay - Aywaille                                 | 10 Manhay - Aywaille                                 |
| 10                                                   | Manhay ⥋ Aywaille |                                                      |                                                      |                                                      |                                                      |                                                      |                                                      |                                                      |                                                      |
| 10                                                   | Ouverture / Fermeture — / — | Longueur —                                           | Durée 01:06 min                                      | Nb. d’arrêts 69                                      | Matériel —                                           | Jours de fonctionnement L, Ma, Me, J, V, S           | Jour / Soir / Nuit / Fêtes O / — / N / N             | Voy. / an —                                          | Dépôt —                                              |
| 10                                                   | Desserte : Manhay - Chêne-al-Pierre - Harre - Werbomont - Burnontige - Izier - Ferrières - Ferot - Saint-Roch - Xhoris - Awan - Aywaille ( Gare d'Aywaille) - Remouchamps |                                                      |                                                      |                                                      |                                                      |                                                      |                                                      |                                                      |                                                      |
| 10                                                   | Autre : |                                                      |                                                      |                                                      |                                                      |                                                      |                                                      |                                                      |                                                      |
| 10                                                   | Dernière actualisation : — |                                                      |                                                      |                                                      |                                                      |                                                      |                                                      |                                                      |                                                      |
| 10/2                                                 | 10/2 Aywaille - Hamoir | 10/2 Aywaille - Hamoir                               | 10/2 Aywaille - Hamoir                               | 10/2 Aywaille - Hamoir                               | 10/2 Aywaille - Hamoir                               | 10/2 Aywaille - Hamoir                               | 10/2 Aywaille - Hamoir                               | 10/2 Aywaille - Hamoir                               | 10/2 Aywaille - Hamoir                               |
| 10/2                                                 | Aywaille ⥋ Bomal |                                                      |                                                      |                                                      |                                                      |                                                      |                                                      |                                                      |                                                      |
| 10/2                                                 | Ouverture / Fermeture — / — | Longueur —                                           | Durée 01:15 min                                      | Nb. d’arrêts 63                                      | Matériel —                                           | Jours de fonctionnement L, Ma, Me, J, V              | Jour / Soir / Nuit / Fêtes O / — / N / N             | Voy. / an —                                          | Dépôt —                                              |
| 10/2                                                 | Desserte : Remouchamps - Aywaille - Hamoir - Durbuy - Barvaux-sur-Ourthe - Bomal-sur-Ourthe |                                                      |                                                      |                                                      |                                                      |                                                      |                                                      |                                                      |                                                      |
| 10/2                                                 | Autre : |                                                      |                                                      |                                                      |                                                      |                                                      |                                                      |                                                      |                                                      |
| 10/2                                                 | Dernière actualisation : — |                                                      |                                                      |                                                      |                                                      |                                                      |                                                      |                                                      |                                                      |
| 10/2                                                 | 10 Aywaille - Hamoir - Durbuy - Bomal - Barvaux | 10 Aywaille - Hamoir - Durbuy - Bomal - Barvaux      | 10 Aywaille - Hamoir - Durbuy - Bomal - Barvaux      | 10 Aywaille - Hamoir - Durbuy - Bomal - Barvaux      | 10 Aywaille - Hamoir - Durbuy - Bomal - Barvaux      | 10 Aywaille - Hamoir - Durbuy - Bomal - Barvaux      | 10 Aywaille - Hamoir - Durbuy - Bomal - Barvaux      | 10 Aywaille - Hamoir - Durbuy - Bomal - Barvaux      | 10 Aywaille - Hamoir - Durbuy - Bomal - Barvaux      |
| 10/2                                                 | Manhay ⥋ Barvaux-sur-Ourthe |                                                      |                                                      |                                                      |                                                      |                                                      |                                                      |                                                      |                                                      |
| 10/2                                                 | Ouverture / Fermeture — / — | Longueur —                                           | Durée 01:15 min                                      | Nb. d’arrêts 60                                      | Matériel —                                           | Jours de fonctionnement L, Ma, Me, J, V              | Jour / Soir / Nuit / Fêtes O / — / N / N             | Voy. / an —                                          | Dépôt TEC Manhay                                     |
| 10/2                                                 | Desserte : Manhay - Ferrières - Bomal - Barvaux-sur-Ourthe |                                                      |                                                      |                                                      |                                                      |                                                      |                                                      |                                                      |                                                      |
| 10/2                                                 | Autre : |                                                      |                                                      |                                                      |                                                      |                                                      |                                                      |                                                      |                                                      |
| 10/2                                                 | Dernière actualisation : — |                                                      |                                                      |                                                      |                                                      |                                                      |                                                      |                                                      |                                                      |
| 10/4                                                 | 10/4 Bomal - Tohogne | 10/4 Bomal - Tohogne                                 | 10/4 Bomal - Tohogne                                 | 10/4 Bomal - Tohogne                                 | 10/4 Bomal - Tohogne                                 | 10/4 Bomal - Tohogne                                 | 10/4 Bomal - Tohogne                                 | 10/4 Bomal - Tohogne                                 | 10/4 Bomal - Tohogne                                 |
| 10/4                                                 | Bomal-sur-Ourthe ⥋ Tohogne |                                                      |                                                      |                                                      |                                                      |                                                      |                                                      |                                                      |                                                      |
| 10/4                                                 | Ouverture / Fermeture — / — | Longueur —                                           | Durée 40 min                                         | Nb. d’arrêts 36                                      | Matériel —                                           | Jours de fonctionnement L, Ma, Me, J, V              | Jour / Soir / Nuit / Fêtes O / N / N / N             | Voy. / an —                                          | Dépôt —                                              |
| 10/4                                                 | Desserte : Bomal - Houmart - Tohogne |                                                      |                                                      |                                                      |                                                      |                                                      |                                                      |                                                      |                                                      |
| 10/4                                                 | Autre : |                                                      |                                                      |                                                      |                                                      |                                                      |                                                      |                                                      |                                                      |
| 10/4                                                 | Dernière actualisation : — |                                                      |                                                      |                                                      |                                                      |                                                      |                                                      |                                                      |                                                      |
| 10/5                                                 | 10/5 Barvaux - Oppagne - Heyd - Bomal | 10/5 Barvaux - Oppagne - Heyd - Bomal                | 10/5 Barvaux - Oppagne - Heyd - Bomal                | 10/5 Barvaux - Oppagne - Heyd - Bomal                | 10/5 Barvaux - Oppagne - Heyd - Bomal                | 10/5 Barvaux - Oppagne - Heyd - Bomal                | 10/5 Barvaux - Oppagne - Heyd - Bomal                | 10/5 Barvaux - Oppagne - Heyd - Bomal                | 10/5 Barvaux - Oppagne - Heyd - Bomal                |
| 10/5                                                 | Bomal ⥋ Heyd |                                                      |                                                      |                                                      |                                                      |                                                      |                                                      |                                                      |                                                      |
| 10/5                                                 | Ouverture / Fermeture — / — | Longueur —                                           | Durée 34 min                                         | Nb. d’arrêts 30                                      | Matériel —                                           | Jours de fonctionnement L, Ma, Me, J, V              | Jour / Soir / Nuit / Fêtes O / N / N / N             | Voy. / an —                                          | Dépôt —                                              |
| 10/5                                                 | Desserte : Bomal - Barvaux-sur-Ourthe - Oppagne - Heyd |                                                      |                                                      |                                                      |                                                      |                                                      |                                                      |                                                      |                                                      |
| 10/5                                                 | Autre : |                                                      |                                                      |                                                      |                                                      |                                                      |                                                      |                                                      |                                                      |
| 10/5                                                 | Dernière actualisation : — |                                                      |                                                      |                                                      |                                                      |                                                      |                                                      |                                                      |                                                      |
| 11                                                   | 11 Manhay - Melreux | 11 Manhay - Melreux                                  | 11 Manhay - Melreux                                  | 11 Manhay - Melreux                                  | 11 Manhay - Melreux                                  | 11 Manhay - Melreux                                  | 11 Manhay - Melreux                                  | 11 Manhay - Melreux                                  | 11 Manhay - Melreux                                  |
| 11                                                   | Manhay ⥋ ( Gare de Melreux-Hotton) |                                                      |                                                      |                                                      |                                                      |                                                      |                                                      |                                                      |                                                      |
| 11                                                   | Ouverture / Fermeture — / — | Longueur —                                           | Durée 45 min                                         | Nb. d’arrêts 43                                      | Matériel —                                           | Jours de fonctionnement L, Ma, Me, J, V              | Jour / Soir / Nuit / Fêtes O / N / N / N             | Voy. / an —                                          | Dépôt —                                              |
| 11                                                   | Desserte : Manhay - Oster - Amonines - Erezée - Hotton - ( Gare de Melreux-Hotton) |                                                      |                                                      |                                                      |                                                      |                                                      |                                                      |                                                      |                                                      |
| 11                                                   | Autre : |                                                      |                                                      |                                                      |                                                      |                                                      |                                                      |                                                      |                                                      |
| 11                                                   | Dernière actualisation : — |                                                      |                                                      |                                                      |                                                      |                                                      |                                                      |                                                      |                                                      |
| 11/2                                                 | 11/2 Marloie - Melreux | 11/2 Marloie - Melreux                               | 11/2 Marloie - Melreux                               | 11/2 Marloie - Melreux                               | 11/2 Marloie - Melreux                               | 11/2 Marloie - Melreux                               | 11/2 Marloie - Melreux                               | 11/2 Marloie - Melreux                               | 11/2 Marloie - Melreux                               |
| 11/2                                                 | ( Gare de Marloie) ⥋ ( Gare de Melreux-Hotton) |                                                      |                                                      |                                                      |                                                      |                                                      |                                                      |                                                      |                                                      |
| 11/2                                                 | Ouverture / Fermeture — / — | Longueur —                                           | Durée 20-45 min                                      | Nb. d’arrêts variable                                | Matériel —                                           | Jours de fonctionnement L, Ma, Me, J, V, S, D        | Jour / Soir / Nuit / Fêtes O / N / N / N             | Voy. / an —                                          | Dépôt —                                              |
| 11/2                                                 | Desserte : Marloie - Marche-en-Famenne - Bourdon - Hotton - Melreux |                                                      |                                                      |                                                      |                                                      |                                                      |                                                      |                                                      |                                                      |
| 11/2                                                 | Autre : |                                                      |                                                      |                                                      |                                                      |                                                      |                                                      |                                                      |                                                      |
| 11/2                                                 | Dernière actualisation : — |                                                      |                                                      |                                                      |                                                      |                                                      |                                                      |                                                      |                                                      |
| 11/3                                                 | 11/3 Melreux - Heyd - Bomal - Petithan | 11/3 Melreux - Heyd - Bomal - Petithan               | 11/3 Melreux - Heyd - Bomal - Petithan               | 11/3 Melreux - Heyd - Bomal - Petithan               | 11/3 Melreux - Heyd - Bomal - Petithan               | 11/3 Melreux - Heyd - Bomal - Petithan               | 11/3 Melreux - Heyd - Bomal - Petithan               | 11/3 Melreux - Heyd - Bomal - Petithan               | 11/3 Melreux - Heyd - Bomal - Petithan               |
| 11/3                                                 | ( Gare de Melreux-Hotton) ⥋ Petithan |                                                      |                                                      |                                                      |                                                      |                                                      |                                                      |                                                      |                                                      |
| 11/3                                                 | Ouverture / Fermeture — / — | Longueur —                                           | Durée 47 min                                         | Nb. d’arrêts 42                                      | Matériel —                                           | Jours de fonctionnement L, Ma, Me, J, V              | Jour / Soir / Nuit / Fêtes O / N / N / N             | Voy. / an —                                          | Dépôt —                                              |
| 11/3                                                 | Desserte : Melreux - Wéris - Heyd - Bomal-sur-Ourthe - Barvaux-sur-Ourthe - Petithan |                                                      |                                                      |                                                      |                                                      |                                                      |                                                      |                                                      |                                                      |
| 11/3                                                 | Autre : |                                                      |                                                      |                                                      |                                                      |                                                      |                                                      |                                                      |                                                      |
| 11/3                                                 | Dernière actualisation : — |                                                      |                                                      |                                                      |                                                      |                                                      |                                                      |                                                      |                                                      |
| 11/5                                                 | 11/5 Noiseux - Melreux - Durbuy | 11/5 Noiseux - Melreux - Durbuy                      | 11/5 Noiseux - Melreux - Durbuy                      | 11/5 Noiseux - Melreux - Durbuy                      | 11/5 Noiseux - Melreux - Durbuy                      | 11/5 Noiseux - Melreux - Durbuy                      | 11/5 Noiseux - Melreux - Durbuy                      | 11/5 Noiseux - Melreux - Durbuy                      | 11/5 Noiseux - Melreux - Durbuy                      |
| 11/5                                                 | Noiseux ⥋ Durbuy |                                                      |                                                      |                                                      |                                                      |                                                      |                                                      |                                                      |                                                      |
| 11/5                                                 | Ouverture / Fermeture — / — | Longueur —                                           | Durée 18-53 min                                      | Nb. d’arrêts 46                                      | Matériel —                                           | Jours de fonctionnement L, Ma, Me, J, V              | Jour / Soir / Nuit / Fêtes O / N / N / N             | Voy. / an —                                          | Dépôt —                                              |
| 11/5                                                 | Desserte : Somme-Leuze - Tohogne - Durbuy - Grandhan - Noiseux - ( Gare de Melreux-Hotton) |                                                      |                                                      |                                                      |                                                      |                                                      |                                                      |                                                      |                                                      |
| 11/5                                                 | Autre : |                                                      |                                                      |                                                      |                                                      |                                                      |                                                      |                                                      |                                                      |
| 11/5                                                 | Dernière actualisation : — |                                                      |                                                      |                                                      |                                                      |                                                      |                                                      |                                                      |                                                      |
| 11/7                                                 | 11/7 Circuit des écoles de Bourdon et Hotton | 11/7 Circuit des écoles de Bourdon et Hotton         | 11/7 Circuit des écoles de Bourdon et Hotton         | 11/7 Circuit des écoles de Bourdon et Hotton         | 11/7 Circuit des écoles de Bourdon et Hotton         | 11/7 Circuit des écoles de Bourdon et Hotton         | 11/7 Circuit des écoles de Bourdon et Hotton         | 11/7 Circuit des écoles de Bourdon et Hotton         | 11/7 Circuit des écoles de Bourdon et Hotton         |
| 11/7                                                 | Marche-en-Famenne - Marenne ⥋ Hotton - Marche-en-Famenne |                                                      |                                                      |                                                      |                                                      |                                                      |                                                      |                                                      |                                                      |
| 11/7                                                 | Ouverture / Fermeture — / — | Longueur —                                           | Durée 33-40 min                                      | Nb. d’arrêts 35                                      | Matériel —                                           | Jours de fonctionnement L, Ma, Me, J, V              | Jour / Soir / Nuit / Fêtes O / N / N / N             | Voy. / an —                                          | Dépôt —                                              |
| 11/7                                                 | Desserte : Marche-en-Famenne - Bourdon - Marenne - Hotton |                                                      |                                                      |                                                      |                                                      |                                                      |                                                      |                                                      |                                                      |
| 11/7                                                 | Autre : |                                                      |                                                      |                                                      |                                                      |                                                      |                                                      |                                                      |                                                      |
| 11/7                                                 | Dernière actualisation : — |                                                      |                                                      |                                                      |                                                      |                                                      |                                                      |                                                      |                                                      |
| 11/9                                                 | 11/9 Circuit des Rocailles et IMP de Marloie | 11/9 Circuit des Rocailles et IMP de Marloie         | 11/9 Circuit des Rocailles et IMP de Marloie         | 11/9 Circuit des Rocailles et IMP de Marloie         | 11/9 Circuit des Rocailles et IMP de Marloie         | 11/9 Circuit des Rocailles et IMP de Marloie         | 11/9 Circuit des Rocailles et IMP de Marloie         | 11/9 Circuit des Rocailles et IMP de Marloie         | 11/9 Circuit des Rocailles et IMP de Marloie         |
| 11/9                                                 | ? ⥋ ? |                                                      |                                                      |                                                      |                                                      |                                                      |                                                      |                                                      |                                                      |
| 11/9                                                 | Ouverture / Fermeture — / — | Longueur —                                           | Durée 5-18 min                                       | Nb. d’arrêts 3-15                                    | Matériel —                                           | Jours de fonctionnement L, Ma, Me, J, V              | Jour / Soir / Nuit / Fêtes O / N / N / N             | Voy. / an —                                          | Dépôt —                                              |
| 11/9                                                 | Desserte : ( Gare de Marloie) - Waha - Marche-en-Famenne |                                                      |                                                      |                                                      |                                                      |                                                      |                                                      |                                                      |                                                      |
| 11/9                                                 | Autre : |                                                      |                                                      |                                                      |                                                      |                                                      |                                                      |                                                      |                                                      |
| 11/9                                                 | Dernière actualisation : — |                                                      |                                                      |                                                      |                                                      |                                                      |                                                      |                                                      |                                                      |
| 11a                                                  | 11a Proxibus de Durbuy | 11a Proxibus de Durbuy                               | 11a Proxibus de Durbuy                               | 11a Proxibus de Durbuy                               | 11a Proxibus de Durbuy                               | 11a Proxibus de Durbuy                               | 11a Proxibus de Durbuy                               | 11a Proxibus de Durbuy                               | 11a Proxibus de Durbuy                               |
| 11a                                                  | Autre ⥋ Autre |                                                      |                                                      |                                                      |                                                      |                                                      |                                                      |                                                      |                                                      |
| 11a                                                  | Ouverture / Fermeture — / — | Longueur —                                           | Durée Autre min                                      | Nb. d’arrêts Autre                                   | Matériel —                                           | Jours de fonctionnement Me, V                        | Jour / Soir / Nuit / Fêtes O / N / N / N             | Voy. / an —                                          | Dépôt —                                              |
| 11a                                                  | Desserte : Commune de Durbuy |                                                      |                                                      |                                                      |                                                      |                                                      |                                                      |                                                      |                                                      |
| 11a                                                  | Autre : Variables selon les circuits. |                                                      |                                                      |                                                      |                                                      |                                                      |                                                      |                                                      |                                                      |
| 11a                                                  | Dernière actualisation : — |                                                      |                                                      |                                                      |                                                      |                                                      |                                                      |                                                      |                                                      |
| 11b                                                  | 11a Proxibus de La Roche-en-Ardenne | 11a Proxibus de La Roche-en-Ardenne                  | 11a Proxibus de La Roche-en-Ardenne                  | 11a Proxibus de La Roche-en-Ardenne                  | 11a Proxibus de La Roche-en-Ardenne                  | 11a Proxibus de La Roche-en-Ardenne                  | 11a Proxibus de La Roche-en-Ardenne                  | 11a Proxibus de La Roche-en-Ardenne                  | 11a Proxibus de La Roche-en-Ardenne                  |
| 11b                                                  | Autre ⥋ Autre |                                                      |                                                      |                                                      |                                                      |                                                      |                                                      |                                                      |                                                      |
| 11b                                                  | Ouverture / Fermeture — / — | Longueur —                                           | Durée Autre min                                      | Nb. d’arrêts Autre                                   | Matériel —                                           | Jours de fonctionnement L, Ma, J, V                  | Jour / Soir / Nuit / Fêtes O / N / N / N             | Voy. / an —                                          | Dépôt —                                              |
| 11b                                                  | Desserte : Communes de La Roche en Ardenne, Rendeux et Manhay |                                                      |                                                      |                                                      |                                                      |                                                      |                                                      |                                                      |                                                      |
| 11b                                                  | Autre : Variables selon les circuits. |                                                      |                                                      |                                                      |                                                      |                                                      |                                                      |                                                      |                                                      |
| 11b                                                  | Dernière actualisation : — |                                                      |                                                      |                                                      |                                                      |                                                      |                                                      |                                                      |                                                      |
| 11d                                                  | 11a Proxibus de Nassogne | 11a Proxibus de Nassogne                             | 11a Proxibus de Nassogne                             | 11a Proxibus de Nassogne                             | 11a Proxibus de Nassogne                             | 11a Proxibus de Nassogne                             | 11a Proxibus de Nassogne                             | 11a Proxibus de Nassogne                             | 11a Proxibus de Nassogne                             |
| 11d                                                  | Autre ⥋ Autre |                                                      |                                                      |                                                      |                                                      |                                                      |                                                      |                                                      |                                                      |
| 11d                                                  | Ouverture / Fermeture — / — | Longueur —                                           | Durée Autre min                                      | Nb. d’arrêts Autre                                   | Matériel —                                           | Jours de fonctionnement L, Ma, Me, V                 | Jour / Soir / Nuit / Fêtes O / N / N / N             | Voy. / an —                                          | Dépôt —                                              |
| 11d                                                  | Desserte : Clinique de Aye, Gares de Marloie et de Jemelle, communes de Nassogne, Rochefort et Marche-en-Famenne |                                                      |                                                      |                                                      |                                                      |                                                      |                                                      |                                                      |                                                      |
| 11d                                                  | Autre : Variables selon les circuits. |                                                      |                                                      |                                                      |                                                      |                                                      |                                                      |                                                      |                                                      |
| 11d                                                  | Dernière actualisation : — |                                                      |                                                      |                                                      |                                                      |                                                      |                                                      |                                                      |                                                      |
| 11e                                                  | 11a Proxibus de Vielsalm | 11a Proxibus de Vielsalm                             | 11a Proxibus de Vielsalm                             | 11a Proxibus de Vielsalm                             | 11a Proxibus de Vielsalm                             | 11a Proxibus de Vielsalm                             | 11a Proxibus de Vielsalm                             | 11a Proxibus de Vielsalm                             | 11a Proxibus de Vielsalm                             |
| 11e                                                  | Vielsalm ⥋ Vielsalm |                                                      |                                                      |                                                      |                                                      |                                                      |                                                      |                                                      |                                                      |
| 11e                                                  | Ouverture / Fermeture — / — | Longueur —                                           | Durée Autre min                                      | Nb. d’arrêts Autre                                   | Matériel —                                           | Jours de fonctionnement L, Ma, J, V                  | Jour / Soir / Nuit / Fêtes O / N / N / N             | Voy. / an —                                          | Dépôt —                                              |
| 11e                                                  | Desserte : Commune de Durbuy |                                                      |                                                      |                                                      |                                                      |                                                      |                                                      |                                                      |                                                      |
| 11e                                                  | Autre : Variables selon les circuits. |                                                      |                                                      |                                                      |                                                      |                                                      |                                                      |                                                      |                                                      |
| 11e                                                  | Dernière actualisation : — |                                                      |                                                      |                                                      |                                                      |                                                      |                                                      |                                                      |                                                      |
| 11f                                                  | 11a Proxibus de Marche-en-Famenne | 11a Proxibus de Marche-en-Famenne                    | 11a Proxibus de Marche-en-Famenne                    | 11a Proxibus de Marche-en-Famenne                    | 11a Proxibus de Marche-en-Famenne                    | 11a Proxibus de Marche-en-Famenne                    | 11a Proxibus de Marche-en-Famenne                    | 11a Proxibus de Marche-en-Famenne                    | 11a Proxibus de Marche-en-Famenne                    |
| 11f                                                  | Autre ⥋ Autre |                                                      |                                                      |                                                      |                                                      |                                                      |                                                      |                                                      |                                                      |
| 11f                                                  | Ouverture / Fermeture — / — | Longueur —                                           | Durée Autre min                                      | Nb. d’arrêts Autre                                   | Matériel —                                           | Jours de fonctionnement L, Ma, Me, J, V              | Jour / Soir / Nuit / Fêtes O / N / N / N             | Voy. / an —                                          | Dépôt —                                              |
| 11f                                                  | Desserte : Gares de Marche et Marloie, cliniques de Aye et Marche, commune de Marche-en-Famenne |                                                      |                                                      |                                                      |                                                      |                                                      |                                                      |                                                      |                                                      |
| 11f                                                  | Autre : Variables selon les circuits. |                                                      |                                                      |                                                      |                                                      |                                                      |                                                      |                                                      |                                                      |
| 11f                                                  | Dernière actualisation : — |                                                      |                                                      |                                                      |                                                      |                                                      |                                                      |                                                      |                                                      |
| 11g                                                  | 11g Proxibus de Daverdisse | 11g Proxibus de Daverdisse                           | 11g Proxibus de Daverdisse                           | 11g Proxibus de Daverdisse                           | 11g Proxibus de Daverdisse                           | 11g Proxibus de Daverdisse                           | 11g Proxibus de Daverdisse                           | 11g Proxibus de Daverdisse                           | 11g Proxibus de Daverdisse                           |
| 11g                                                  | Autre ⥋ Autre |                                                      |                                                      |                                                      |                                                      |                                                      |                                                      |                                                      |                                                      |
| 11g                                                  | Ouverture / Fermeture — / — | Longueur —                                           | Durée Autre min                                      | Nb. d’arrêts Autre                                   | Matériel —                                           | Jours de fonctionnement L, Ma, Me, J, V              | Jour / Soir / Nuit / Fêtes O / N / N / N             | Voy. / an —                                          | Dépôt —                                              |
| 11g                                                  | Desserte : Communes de Daverdisse, Wellin, Tellin, Bertrix, Beauraing Gedinne et Givet |                                                      |                                                      |                                                      |                                                      |                                                      |                                                      |                                                      |                                                      |
| 11g                                                  | Autre : Variables selon les circuits. |                                                      |                                                      |                                                      |                                                      |                                                      |                                                      |                                                      |                                                      |
| 11g                                                  | Dernière actualisation : — |                                                      |                                                      |                                                      |                                                      |                                                      |                                                      |                                                      |                                                      |
| 12/1                                                 | 12/1 Deulin/Hotton | 12/1 Deulin/Hotton                                   | 12/1 Deulin/Hotton                                   | 12/1 Deulin/Hotton                                   | 12/1 Deulin/Hotton                                   | 12/1 Deulin/Hotton                                   | 12/1 Deulin/Hotton                                   | 12/1 Deulin/Hotton                                   | 12/1 Deulin/Hotton                                   |
| 12/1                                                 | Deulin ⥋ Hotton |                                                      |                                                      |                                                      |                                                      |                                                      |                                                      |                                                      |                                                      |
| 12/1                                                 | Ouverture / Fermeture — / — | Longueur —                                           | Durée 13-18 min                                      | Nb. d’arrêts 20                                      | Matériel —                                           | Jours de fonctionnement L, Ma, Me, J, V              | Jour / Soir / Nuit / Fêtes O / N / N / N             | Voy. / an —                                          | Dépôt —                                              |
| 12/1                                                 | Desserte : Deulin - ( Gare de Melreux-Hotton) - Hotton |                                                      |                                                      |                                                      |                                                      |                                                      |                                                      |                                                      |                                                      |
| 12/1                                                 | Autre : Variable selon les circuits. |                                                      |                                                      |                                                      |                                                      |                                                      |                                                      |                                                      |                                                      |
| 12/1                                                 | Dernière actualisation : — |                                                      |                                                      |                                                      |                                                      |                                                      |                                                      |                                                      |                                                      |
| 12/2                                                 | 12/2 Biron - Ny - Soy - Hotton | 12/2 Biron - Ny - Soy - Hotton                       | 12/2 Biron - Ny - Soy - Hotton                       | 12/2 Biron - Ny - Soy - Hotton                       | 12/2 Biron - Ny - Soy - Hotton                       | 12/2 Biron - Ny - Soy - Hotton                       | 12/2 Biron - Ny - Soy - Hotton                       | 12/2 Biron - Ny - Soy - Hotton                       | 12/2 Biron - Ny - Soy - Hotton                       |
| 12/2                                                 | Biron ⥋ Hotton |                                                      |                                                      |                                                      |                                                      |                                                      |                                                      |                                                      |                                                      |
| 12/2                                                 | Ouverture / Fermeture — / — | Longueur —                                           | Durée 31-46 min                                      | Nb. d’arrêts 19-20                                   | Matériel —                                           | Jours de fonctionnement L, Ma, Me, J, V              | Jour / Soir / Nuit / Fêtes O / N / N / N             | Voy. / an —                                          | Dépôt —                                              |
| 12/2                                                 | Desserte : Biron - Ny - Soy - Hotton |                                                      |                                                      |                                                      |                                                      |                                                      |                                                      |                                                      |                                                      |
| 12/2                                                 | Autre : |                                                      |                                                      |                                                      |                                                      |                                                      |                                                      |                                                      |                                                      |
| 12/2                                                 | Dernière actualisation : — |                                                      |                                                      |                                                      |                                                      |                                                      |                                                      |                                                      |                                                      |
| 12/3                                                 | 12/3 Hotton - Melreux | 12/3 Hotton - Melreux                                | 12/3 Hotton - Melreux                                | 12/3 Hotton - Melreux                                | 12/3 Hotton - Melreux                                | 12/3 Hotton - Melreux                                | 12/3 Hotton - Melreux                                | 12/3 Hotton - Melreux                                | 12/3 Hotton - Melreux                                |
| 12/3                                                 | Hotton ⥋ ( Gare de Melreux-Hotton) |                                                      |                                                      |                                                      |                                                      |                                                      |                                                      |                                                      |                                                      |
| 12/3                                                 | Ouverture / Fermeture — / — | Longueur —                                           | Durée 3-7 min                                        | Nb. d’arrêts 3-11                                    | Matériel —                                           | Jours de fonctionnement L, Ma, Me, J, V              | Jour / Soir / Nuit / Fêtes O / N / N / N             | Voy. / an —                                          | Dépôt —                                              |
| 12/3                                                 | Desserte : Hotton - ( Gare de Melreux-Hotton) |                                                      |                                                      |                                                      |                                                      |                                                      |                                                      |                                                      |                                                      |
| 12/3                                                 | Autre : |                                                      |                                                      |                                                      |                                                      |                                                      |                                                      |                                                      |                                                      |
| 12/3                                                 | Dernière actualisation : — |                                                      |                                                      |                                                      |                                                      |                                                      |                                                      |                                                      |                                                      |
| 13                                                   | 13 La Roche - Melreux | 13 La Roche - Melreux                                | 13 La Roche - Melreux                                | 13 La Roche - Melreux                                | 13 La Roche - Melreux                                | 13 La Roche - Melreux                                | 13 La Roche - Melreux                                | 13 La Roche - Melreux                                | 13 La Roche - Melreux                                |
| 13                                                   | La Roche-en-Ardenne ⥋ ( Gare de Melreux-Hotton) |                                                      |                                                      |                                                      |                                                      |                                                      |                                                      |                                                      |                                                      |
| 13                                                   | Ouverture / Fermeture — / — | Longueur —                                           | Durée 30-50 min                                      | Nb. d’arrêts variable                                | Matériel —                                           | Jours de fonctionnement L, Ma, Me, J, V, S, D        | Jour / Soir / Nuit / Fêtes O / N / N / N             | Voy. / an —                                          | Dépôt —                                              |
| 13                                                   | Desserte : La Roche-en-Ardenne - Rendeux - Hotton - ( Gare de Melreux-Hotton) |                                                      |                                                      |                                                      |                                                      |                                                      |                                                      |                                                      |                                                      |
| 13                                                   | Autre : |                                                      |                                                      |                                                      |                                                      |                                                      |                                                      |                                                      |                                                      |
| 13                                                   | Dernière actualisation : — |                                                      |                                                      |                                                      |                                                      |                                                      |                                                      |                                                      |                                                      |
| 13/2                                                 | 13/2 La Roche - Devantage - La Roche | 13/2 La Roche - Devantage - La Roche                 | 13/2 La Roche - Devantage - La Roche                 | 13/2 La Roche - Devantage - La Roche                 | 13/2 La Roche - Devantage - La Roche                 | 13/2 La Roche - Devantage - La Roche                 | 13/2 La Roche - Devantage - La Roche                 | 13/2 La Roche - Devantage - La Roche                 | 13/2 La Roche - Devantage - La Roche                 |
| 13/2                                                 | Devantage ⥋ La Roche-en-Ardenne |                                                      |                                                      |                                                      |                                                      |                                                      |                                                      |                                                      |                                                      |
| 13/2                                                 | Ouverture / Fermeture — / — | Longueur —                                           | Durée 1h13-1h28 min                                  | Nb. d’arrêts 60                                      | Matériel —                                           | Jours de fonctionnement L, Ma, Me, J, V              | Jour / Soir / Nuit / Fêtes O / N / N / N             | Voy. / an —                                          | Dépôt —                                              |
| 13/2                                                 | Desserte : — |                                                      |                                                      |                                                      |                                                      |                                                      |                                                      |                                                      |                                                      |
| 13/2                                                 | Autre : |                                                      |                                                      |                                                      |                                                      |                                                      |                                                      |                                                      |                                                      |
| 13/2                                                 | Dernière actualisation : — |                                                      |                                                      |                                                      |                                                      |                                                      |                                                      |                                                      |                                                      |
| 13/3                                                 | 13/3 La Roche - Warizy - La Roche | 13/3 La Roche - Warizy - La Roche                    | 13/3 La Roche - Warizy - La Roche                    | 13/3 La Roche - Warizy - La Roche                    | 13/3 La Roche - Warizy - La Roche                    | 13/3 La Roche - Warizy - La Roche                    | 13/3 La Roche - Warizy - La Roche                    | 13/3 La Roche - Warizy - La Roche                    | 13/3 La Roche - Warizy - La Roche                    |
| 13/3                                                 | La Roche-en-Ardenne ⥋ La Roche-en-Ardenne |                                                      |                                                      |                                                      |                                                      |                                                      |                                                      |                                                      |                                                      |
| 13/3                                                 | Ouverture / Fermeture — / — | Longueur —                                           | Durée 35 min                                         | Nb. d’arrêts 23                                      | Matériel —                                           | Jours de fonctionnement L, Ma, Me, J, V              | Jour / Soir / Nuit / Fêtes O / N / N / N             | Voy. / an —                                          | Dépôt —                                              |
| 13/3                                                 | Desserte : La Roche-en-Ardenne - Cielle - Marcourt - Vecpré - La Roche-en-Ardenne |                                                      |                                                      |                                                      |                                                      |                                                      |                                                      |                                                      |                                                      |
| 13/3                                                 | Autre : |                                                      |                                                      |                                                      |                                                      |                                                      |                                                      |                                                      |                                                      |
| 13/3                                                 | Dernière actualisation : — |                                                      |                                                      |                                                      |                                                      |                                                      |                                                      |                                                      |                                                      |
| 134                                                  | 134 Wy - Amonines - Trinal - Rendeux | 134 Wy - Amonines - Trinal - Rendeux                 | 134 Wy - Amonines - Trinal - Rendeux                 | 134 Wy - Amonines - Trinal - Rendeux                 | 134 Wy - Amonines - Trinal - Rendeux                 | 134 Wy - Amonines - Trinal - Rendeux                 | 134 Wy - Amonines - Trinal - Rendeux                 | 134 Wy - Amonines - Trinal - Rendeux                 | 134 Wy - Amonines - Trinal - Rendeux                 |
| 134                                                  | Wy ⥋ Rendeux |                                                      |                                                      |                                                      |                                                      |                                                      |                                                      |                                                      |                                                      |
| 134                                                  | Ouverture / Fermeture — / — | Longueur —                                           | Durée 42 min                                         | Nb. d’arrêts 50                                      | Matériel —                                           | Jours de fonctionnement L, Ma, Me, J, V              | Jour / Soir / Nuit / Fêtes O / N / N / N             | Voy. / an —                                          | Dépôt —                                              |
| 134                                                  | Desserte : Wy - Amonines - Beffe - Trinal - Rendeux |                                                      |                                                      |                                                      |                                                      |                                                      |                                                      |                                                      |                                                      |
| 134                                                  | Autre : |                                                      |                                                      |                                                      |                                                      |                                                      |                                                      |                                                      |                                                      |
| 134                                                  | Dernière actualisation : — |                                                      |                                                      |                                                      |                                                      |                                                      |                                                      |                                                      |                                                      |
| 135                                                  | 135 La Roche - Halleux - Rendeux | 135 La Roche - Halleux - Rendeux                     | 135 La Roche - Halleux - Rendeux                     | 135 La Roche - Halleux - Rendeux                     | 135 La Roche - Halleux - Rendeux                     | 135 La Roche - Halleux - Rendeux                     | 135 La Roche - Halleux - Rendeux                     | 135 La Roche - Halleux - Rendeux                     | 135 La Roche - Halleux - Rendeux                     |
| 135                                                  | La Roche-en-Ardenne - ⥋ Rendeux |                                                      |                                                      |                                                      |                                                      |                                                      |                                                      |                                                      |                                                      |
| 135                                                  | Ouverture / Fermeture — / — | Longueur —                                           | Durée 45 min                                         | Nb. d’arrêts 28                                      | Matériel —                                           | Jours de fonctionnement L, Ma, Me, J, V              | Jour / Soir / Nuit / Fêtes O / N / N / N             | Voy. / an —                                          | Dépôt —                                              |
| 135                                                  | Desserte : La Roche-en-Ardenne - Halleux - Chéoux - Rendeux |                                                      |                                                      |                                                      |                                                      |                                                      |                                                      |                                                      |                                                      |
| 135                                                  | Autre : |                                                      |                                                      |                                                      |                                                      |                                                      |                                                      |                                                      |                                                      |
| 135                                                  | Dernière actualisation : — |                                                      |                                                      |                                                      |                                                      |                                                      |                                                      |                                                      |                                                      |
| 136                                                  | 136 La Roche - Cielle - Rendeux | 136 La Roche - Cielle - Rendeux                      | 136 La Roche - Cielle - Rendeux                      | 136 La Roche - Cielle - Rendeux                      | 136 La Roche - Cielle - Rendeux                      | 136 La Roche - Cielle - Rendeux                      | 136 La Roche - Cielle - Rendeux                      | 136 La Roche - Cielle - Rendeux                      | 136 La Roche - Cielle - Rendeux                      |
| 136                                                  | La Roche-en-Ardenne ⥋ Rendeux |                                                      |                                                      |                                                      |                                                      |                                                      |                                                      |                                                      |                                                      |
| 136                                                  | Ouverture / Fermeture — / — | Longueur —                                           | Durée 36 min                                         | Nb. d’arrêts 15                                      | Matériel —                                           | Jours de fonctionnement L, Ma, Me, J, V              | Jour / Soir / Nuit / Fêtes O / N / N / N             | Voy. / an —                                          | Dépôt —                                              |
| 136                                                  | Desserte : La Roche-en-Ardenne - Cielle - Ronzon - Rendeux |                                                      |                                                      |                                                      |                                                      |                                                      |                                                      |                                                      |                                                      |
| 136                                                  | Autre : |                                                      |                                                      |                                                      |                                                      |                                                      |                                                      |                                                      |                                                      |
| 136                                                  | Dernière actualisation : — |                                                      |                                                      |                                                      |                                                      |                                                      |                                                      |                                                      |                                                      |
| 137                                                  | 137 La Roche - Hodister - Rendeux | 137 La Roche - Hodister - Rendeux                    | 137 La Roche - Hodister - Rendeux                    | 137 La Roche - Hodister - Rendeux                    | 137 La Roche - Hodister - Rendeux                    | 137 La Roche - Hodister - Rendeux                    | 137 La Roche - Hodister - Rendeux                    | 137 La Roche - Hodister - Rendeux                    | 137 La Roche - Hodister - Rendeux                    |
| 137                                                  | La Roche-en-Ardenne ⥋ Rendeux |                                                      |                                                      |                                                      |                                                      |                                                      |                                                      |                                                      |                                                      |
| 137                                                  | Ouverture / Fermeture — / — | Longueur —                                           | Durée 21 min                                         | Nb. d’arrêts 19                                      | Matériel —                                           | Jours de fonctionnement L, Ma, Me, J, V              | Jour / Soir / Nuit / Fêtes O / N / N / N             | Voy. / an —                                          | Dépôt —                                              |
| 137                                                  | Desserte : La Roche-en-Ardenne - Hodister - Rendeux |                                                      |                                                      |                                                      |                                                      |                                                      |                                                      |                                                      |                                                      |
| 137                                                  | Autre : |                                                      |                                                      |                                                      |                                                      |                                                      |                                                      |                                                      |                                                      |
| 137                                                  | Dernière actualisation : — |                                                      |                                                      |                                                      |                                                      |                                                      |                                                      |                                                      |                                                      |
| 14                                                   | 14 Manhay - Vielsalm | 14 Manhay - Vielsalm                                 | 14 Manhay - Vielsalm                                 | 14 Manhay - Vielsalm                                 | 14 Manhay - Vielsalm                                 | 14 Manhay - Vielsalm                                 | 14 Manhay - Vielsalm                                 | 14 Manhay - Vielsalm                                 | 14 Manhay - Vielsalm                                 |
| 14                                                   | Manhay - Malempré - Vielsalm - Grand-Halleux ⥋ Grand-Halleux - Vielsalm - Malempré - Manhay |                                                      |                                                      |                                                      |                                                      |                                                      |                                                      |                                                      |                                                      |
| 14                                                   | Ouverture / Fermeture — / — | Longueur —                                           | Durée Autre min                                      | Nb. d’arrêts Autre                                   | Matériel —                                           | Jours de fonctionnement L, Ma, Me, J, V              | Jour / Soir / Nuit / Fêtes O / N / N / N             | Voy. / an —                                          | Dépôt TEC Manhay                                     |
| 14                                                   | Desserte : Manhay - Malempré - Hierlot - Lierneux - Baraque de Fraiture - Hébronval - Salmchâteau - Bêche - Arbrefontaine - Goronne - Rencheux - Vielsalm - Grand-Halleux |                                                      |                                                      |                                                      |                                                      |                                                      |                                                      |                                                      |                                                      |
| 14                                                   | Autre : Cette ligne possède plusieurs parcours différents. Lors des vacances scolaires, un seul aller-retour entre Manhay et Vielsalm a lieu. |                                                      |                                                      |                                                      |                                                      |                                                      |                                                      |                                                      |                                                      |
| 14                                                   | Dernière actualisation : — |                                                      |                                                      |                                                      |                                                      |                                                      |                                                      |                                                      |                                                      |
| 14/1                                                 | 14/1 Chevron - Manhay | 14/1 Chevron - Manhay                                | 14/1 Chevron - Manhay                                | 14/1 Chevron - Manhay                                | 14/1 Chevron - Manhay                                | 14/1 Chevron - Manhay                                | 14/1 Chevron - Manhay                                | 14/1 Chevron - Manhay                                | 14/1 Chevron - Manhay                                |
| 14/1                                                 | Chevron ⥋ Manhay |                                                      |                                                      |                                                      |                                                      |                                                      |                                                      |                                                      |                                                      |
| 14/1                                                 | Ouverture / Fermeture — / — | Longueur —                                           | Durée 32-48 min                                      | Nb. d’arrêts 30-38                                   | Matériel —                                           | Jours de fonctionnement L, Ma, Me, J, V              | Jour / Soir / Nuit / Fêtes O / N / N / N             | Voy. / an —                                          | Dépôt TEC Manhay                                     |
| 14/1                                                 | Desserte : Chevron - Werbomont - Fays - Harre - Manhay |                                                      |                                                      |                                                      |                                                      |                                                      |                                                      |                                                      |                                                      |
| 14/1                                                 | Autre : |                                                      |                                                      |                                                      |                                                      |                                                      |                                                      |                                                      |                                                      |
| 14/1                                                 | Dernière actualisation : — |                                                      |                                                      |                                                      |                                                      |                                                      |                                                      |                                                      |                                                      |
| 14/2                                                 | 14/2 Manhay - Samrée - Grandmenil | 14/2 Manhay - Samrée - Grandmenil                    | 14/2 Manhay - Samrée - Grandmenil                    | 14/2 Manhay - Samrée - Grandmenil                    | 14/2 Manhay - Samrée - Grandmenil                    | 14/2 Manhay - Samrée - Grandmenil                    | 14/2 Manhay - Samrée - Grandmenil                    | 14/2 Manhay - Samrée - Grandmenil                    | 14/2 Manhay - Samrée - Grandmenil                    |
| 14/2                                                 | Manhay ⥋ Malempré |                                                      |                                                      |                                                      |                                                      |                                                      |                                                      |                                                      |                                                      |
| 14/2                                                 | Ouverture / Fermeture — / — | Longueur —                                           | Durée 20-45 min                                      | Nb. d’arrêts 17-40                                   | Matériel —                                           | Jours de fonctionnement L, Ma, Me, J, V              | Jour / Soir / Nuit / Fêtes O / N / N / N             | Voy. / an —                                          | Dépôt TEC Manhay                                     |
| 14/2                                                 | Desserte : Manhay - Grandmenil - Oster - Samrée - Malempré |                                                      |                                                      |                                                      |                                                      |                                                      |                                                      |                                                      |                                                      |
| 14/2                                                 | Autre : |                                                      |                                                      |                                                      |                                                      |                                                      |                                                      |                                                      |                                                      |
| 14/2                                                 | Dernière actualisation : — |                                                      |                                                      |                                                      |                                                      |                                                      |                                                      |                                                      |                                                      |
| 14/3                                                 | 14/3 Manhay - Lierneux | 14/3 Manhay - Lierneux                               | 14/3 Manhay - Lierneux                               | 14/3 Manhay - Lierneux                               | 14/3 Manhay - Lierneux                               | 14/3 Manhay - Lierneux                               | 14/3 Manhay - Lierneux                               | 14/3 Manhay - Lierneux                               | 14/3 Manhay - Lierneux                               |
| 14/3                                                 | Manhay ⥋ Lierneux |                                                      |                                                      |                                                      |                                                      |                                                      |                                                      |                                                      |                                                      |
| 14/3                                                 | Ouverture / Fermeture — / — | Longueur —                                           | Durée 34 min                                         | Nb. d’arrêts 30                                      | Matériel —                                           | Jours de fonctionnement L, Ma, Me, J, V              | Jour / Soir / Nuit / Fêtes O / N / N / N             | Voy. / an —                                          | Dépôt TEC Manhay                                     |
| 14/3                                                 | Desserte : Manhay - Vaux-Chavanne - Odrimont - Lierneux |                                                      |                                                      |                                                      |                                                      |                                                      |                                                      |                                                      |                                                      |
| 14/3                                                 | Autre : |                                                      |                                                      |                                                      |                                                      |                                                      |                                                      |                                                      |                                                      |
| 14/3                                                 | Dernière actualisation : — |                                                      |                                                      |                                                      |                                                      |                                                      |                                                      |                                                      |                                                      |
| 14/4                                                 | 14/4 Houffalize - Hébronval - Manhay | 14/4 Houffalize - Hébronval - Manhay                 | 14/4 Houffalize - Hébronval - Manhay                 | 14/4 Houffalize - Hébronval - Manhay                 | 14/4 Houffalize - Hébronval - Manhay                 | 14/4 Houffalize - Hébronval - Manhay                 | 14/4 Houffalize - Hébronval - Manhay                 | 14/4 Houffalize - Hébronval - Manhay                 | 14/4 Houffalize - Hébronval - Manhay                 |
| 14/4                                                 | Houffalize - Hébronval ⥋ Hébronval - Manhay |                                                      |                                                      |                                                      |                                                      |                                                      |                                                      |                                                      |                                                      |
| 14/4                                                 | Ouverture / Fermeture — / — | Longueur —                                           | Durée 1h17 min                                       | Nb. d’arrêts 73                                      | Matériel —                                           | Jours de fonctionnement L, Ma, Me, J, V              | Jour / Soir / Nuit / Fêtes O / N / N / N             | Voy. / an —                                          | Dépôt TEC Houffalize                                 |
| 14/4                                                 | Desserte : Houffalize - Hébronval - Odeigne - Manhay |                                                      |                                                      |                                                      |                                                      |                                                      |                                                      |                                                      |                                                      |
| 14/4                                                 | Autre : |                                                      |                                                      |                                                      |                                                      |                                                      |                                                      |                                                      |                                                      |
| 14/4                                                 | Dernière actualisation : — |                                                      |                                                      |                                                      |                                                      |                                                      |                                                      |                                                      |                                                      |
| 14/5                                                 | 14/5 Manhay - Hébronval | 14/5 Manhay - Hébronval                              | 14/5 Manhay - Hébronval                              | 14/5 Manhay - Hébronval                              | 14/5 Manhay - Hébronval                              | 14/5 Manhay - Hébronval                              | 14/5 Manhay - Hébronval                              | 14/5 Manhay - Hébronval                              | 14/5 Manhay - Hébronval                              |
| 14/5                                                 | Manhay ⥋ Hébronval |                                                      |                                                      |                                                      |                                                      |                                                      |                                                      |                                                      |                                                      |
| 14/5                                                 | Ouverture / Fermeture — / — | Longueur —                                           | Durée 28 min                                         | Nb. d’arrêts 37                                      | Matériel —                                           | Jours de fonctionnement L, Ma, Me, J, V              | Jour / Soir / Nuit / Fêtes O / N / N / N             | Voy. / an —                                          | Dépôt TEC Manhay                                     |
| 14/5                                                 | Desserte : Hébronval - Odeigne - Manhay |                                                      |                                                      |                                                      |                                                      |                                                      |                                                      |                                                      |                                                      |
| 14/5                                                 | Autre : |                                                      |                                                      |                                                      |                                                      |                                                      |                                                      |                                                      |                                                      |
| 14/5                                                 | Dernière actualisation : — |                                                      |                                                      |                                                      |                                                      |                                                      |                                                      |                                                      |                                                      |
| 14/6                                                 | 14/6 Houffalize - Vielsalm - Schmiede | 14/6 Houffalize - Vielsalm - Schmiede                | 14/6 Houffalize - Vielsalm - Schmiede                | 14/6 Houffalize - Vielsalm - Schmiede                | 14/6 Houffalize - Vielsalm - Schmiede                | 14/6 Houffalize - Vielsalm - Schmiede                | 14/6 Houffalize - Vielsalm - Schmiede                | 14/6 Houffalize - Vielsalm - Schmiede                | 14/6 Houffalize - Vielsalm - Schmiede                |
| 14/6                                                 | Houffalize ⥋ Schmiede (Huldange-Forge) |                                                      |                                                      |                                                      |                                                      |                                                      |                                                      |                                                      |                                                      |
| 14/6                                                 | Ouverture / Fermeture — / — | Longueur —                                           | Durée 1h04 min                                       | Nb. d’arrêts 58                                      | Matériel —                                           | Jours de fonctionnement J                            | Jour / Soir / Nuit / Fêtes O / N / N / N             | Voy. / an —                                          | TEC Houffalize                                       |
| 14/6                                                 | Desserte : Houffalize - Dinez - Montleban - Ottré - Sart (Lierneux) - Goronne - Vielsalm - Rogery - Beho - Deiffelt - Schmiede (Huldange-Forge) |                                                      |                                                      |                                                      |                                                      |                                                      |                                                      |                                                      |                                                      |
| 14/6                                                 | Autre : Cette ligne ne circule que le jeudi. Cette ligne dessert le centre commercial "Knauf" situé du côté Luxembourgeois |                                                      |                                                      |                                                      |                                                      |                                                      |                                                      |                                                      |                                                      |
| 14/6                                                 | Dernière actualisation : — |                                                      |                                                      |                                                      |                                                      |                                                      |                                                      |                                                      |                                                      |
| 14/7                                                 | 14/7 Houffalize - Gouvy - Schmiede | 14/7 Houffalize - Gouvy - Schmiede                   | 14/7 Houffalize - Gouvy - Schmiede                   | 14/7 Houffalize - Gouvy - Schmiede                   | 14/7 Houffalize - Gouvy - Schmiede                   | 14/7 Houffalize - Gouvy - Schmiede                   | 14/7 Houffalize - Gouvy - Schmiede                   | 14/7 Houffalize - Gouvy - Schmiede                   | 14/7 Houffalize - Gouvy - Schmiede                   |
| 14/7                                                 | Houffalize ⥋ Schmiede (Huldange-Forge) |                                                      |                                                      |                                                      |                                                      |                                                      |                                                      |                                                      |                                                      |
| 14/7                                                 | Ouverture / Fermeture — / — | Longueur —                                           | Durée 52 min                                         | Nb. d’arrêts 45                                      | Matériel —                                           | Jours de fonctionnement V                            | Jour / Soir / Nuit / Fêtes O / N / N / N             | Voy. / an —                                          | Dépôt TEC Houffalize                                 |
| 14/7                                                 | Desserte : Houffalize - Cherain - Rettigny - Courtil - ( Gare de Gouvy) - Ourthe - Deiffelt - Schmiede (Huldange-Forge) |                                                      |                                                      |                                                      |                                                      |                                                      |                                                      |                                                      |                                                      |
| 14/7                                                 | Autre : Cette ligne ne circule que le vendredi. Cette ligne dessert le centre commercial "Knauf" situé du côté Luxembourgeois. |                                                      |                                                      |                                                      |                                                      |                                                      |                                                      |                                                      |                                                      |
| 14/7                                                 | Dernière actualisation : — |                                                      |                                                      |                                                      |                                                      |                                                      |                                                      |                                                      |                                                      |
| 14/8                                                 | 14/8 Regné - Ottré - Tailles - Fraiture | 14/8 Regné - Ottré - Tailles - Fraiture              | 14/8 Regné - Ottré - Tailles - Fraiture              | 14/8 Regné - Ottré - Tailles - Fraiture              | 14/8 Regné - Ottré - Tailles - Fraiture              | 14/8 Regné - Ottré - Tailles - Fraiture              | 14/8 Regné - Ottré - Tailles - Fraiture              | 14/8 Regné - Ottré - Tailles - Fraiture              | 14/8 Regné - Ottré - Tailles - Fraiture              |
| 14/8                                                 | Manhay - Regné ⥋ Fraiture - Tailles |                                                      |                                                      |                                                      |                                                      |                                                      |                                                      |                                                      |                                                      |
| 14/8                                                 | Ouverture / Fermeture — / — | Longueur —                                           | Durée 22-46 min                                      | Nb. d’arrêts 20-28                                   | Matériel —                                           | Jours de fonctionnement L, Ma, Me, J, V              | Jour / Soir / Nuit / Fêtes O / N / N / N             | Voy. / an —                                          | Dépôt TEC Manhay                                     |
| 14/8                                                 | Desserte : Manhay - Regné - Ottré - Tailles - Fraiture |                                                      |                                                      |                                                      |                                                      |                                                      |                                                      |                                                      |                                                      |
| 14/8                                                 | Autre : |                                                      |                                                      |                                                      |                                                      |                                                      |                                                      |                                                      |                                                      |
| 14/8                                                 | Dernière actualisation : — |                                                      |                                                      |                                                      |                                                      |                                                      |                                                      |                                                      |                                                      |
| 15                                                   | 15 La Roche - Lignières - Marche - Marloie | 15 La Roche - Lignières - Marche - Marloie           | 15 La Roche - Lignières - Marche - Marloie           | 15 La Roche - Lignières - Marche - Marloie           | 15 La Roche - Lignières - Marche - Marloie           | 15 La Roche - Lignières - Marche - Marloie           | 15 La Roche - Lignières - Marche - Marloie           | 15 La Roche - Lignières - Marche - Marloie           | 15 La Roche - Lignières - Marche - Marloie           |
| 15                                                   | La Roche-en-Ardenne ⥋ ( Gare de Marloie) |                                                      |                                                      |                                                      |                                                      |                                                      |                                                      |                                                      |                                                      |
| 15                                                   | Ouverture / Fermeture — / — | Longueur —                                           | Durée 32 - 1h05 min                                  | Nb. d’arrêts 42                                      | Matériel —                                           | Jours de fonctionnement L, Ma, Me, J, V, S, D        | Jour / Soir / Nuit / Fêtes O / N / N / N             | Voy. / an —                                          | Dépôt —                                              |
| 15                                                   | Desserte : La Roche-en-Ardenne - Lignières - Marche-en-Famenne - ( Gare de Marloie) |                                                      |                                                      |                                                      |                                                      |                                                      |                                                      |                                                      |                                                      |
| 15                                                   | Autre : |                                                      |                                                      |                                                      |                                                      |                                                      |                                                      |                                                      |                                                      |
| 15                                                   | Dernière actualisation : — |                                                      |                                                      |                                                      |                                                      |                                                      |                                                      |                                                      |                                                      |
| 15/2                                                 | 15/2 Houffalize - La Roche | 15/2 Houffalize - La Roche                           | 15/2 Houffalize - La Roche                           | 15/2 Houffalize - La Roche                           | 15/2 Houffalize - La Roche                           | 15/2 Houffalize - La Roche                           | 15/2 Houffalize - La Roche                           | 15/2 Houffalize - La Roche                           | 15/2 Houffalize - La Roche                           |
| 15/2                                                 | Houffalize ⥋ La Roche-en-Ardenne |                                                      |                                                      |                                                      |                                                      |                                                      |                                                      |                                                      |                                                      |
| 15/2                                                 | Ouverture / Fermeture — / — | Longueur —                                           | Durée 44-56 min                                      | Nb. d’arrêts 40                                      | Matériel —                                           | Jours de fonctionnement L, Ma, Me, J, V, D           | Jour / Soir / Nuit / Fêtes O / N / N / N             | Voy. / an —                                          | Dépôt TEC Houffalize                                 |
| 15/2                                                 | Desserte : Houffalize - Achouffe - Nadrin - Maboge - La Roche-en-Ardenne |                                                      |                                                      |                                                      |                                                      |                                                      |                                                      |                                                      |                                                      |
| 15/2                                                 | Autre : |                                                      |                                                      |                                                      |                                                      |                                                      |                                                      |                                                      |                                                      |
| 15/2                                                 | Dernière actualisation : — |                                                      |                                                      |                                                      |                                                      |                                                      |                                                      |                                                      |                                                      |
| 15/3                                                 | 15/3 Wibrin - Houffalize | 15/3 Wibrin - Houffalize                             | 15/3 Wibrin - Houffalize                             | 15/3 Wibrin - Houffalize                             | 15/3 Wibrin - Houffalize                             | 15/3 Wibrin - Houffalize                             | 15/3 Wibrin - Houffalize                             | 15/3 Wibrin - Houffalize                             | 15/3 Wibrin - Houffalize                             |
| 15/3                                                 | Mormont ⥋ Houffalize |                                                      |                                                      |                                                      |                                                      |                                                      |                                                      |                                                      |                                                      |
| 15/3                                                 | Ouverture / Fermeture — / — | Longueur —                                           | Durée 37 min                                         | Nb. d’arrêts 35                                      | Matériel —                                           | Jours de fonctionnement L, Ma, Me, J, V              | Jour / Soir / Nuit / Fêtes O / N / N / N             | Voy. / an —                                          | Dépôt TEC Houffalize                                 |
| 15/3                                                 | Desserte : Mormont - Wibrin - Achouffe - Taverneux - Houffalize |                                                      |                                                      |                                                      |                                                      |                                                      |                                                      |                                                      |                                                      |
| 15/3                                                 | Autre : |                                                      |                                                      |                                                      |                                                      |                                                      |                                                      |                                                      |                                                      |
| 15/3                                                 | Dernière actualisation : — |                                                      |                                                      |                                                      |                                                      |                                                      |                                                      |                                                      |                                                      |
| 15/4                                                 | 15/4 Marche - Les Fourches - Marloie | 15/4 Marche - Les Fourches - Marloie                 | 15/4 Marche - Les Fourches - Marloie                 | 15/4 Marche - Les Fourches - Marloie                 | 15/4 Marche - Les Fourches - Marloie                 | 15/4 Marche - Les Fourches - Marloie                 | 15/4 Marche - Les Fourches - Marloie                 | 15/4 Marche - Les Fourches - Marloie                 | 15/4 Marche - Les Fourches - Marloie                 |
| 15/4                                                 | Marche-en-Famenne ⥋ ( Gare de Marloie) |                                                      |                                                      |                                                      |                                                      |                                                      |                                                      |                                                      |                                                      |
| 15/4                                                 | Ouverture / Fermeture — / — | Longueur —                                           | Durée 14-42 min                                      | Nb. d’arrêts 26-38                                   | Matériel —                                           | Jours de fonctionnement L, Ma, Me, J, V              | Jour / Soir / Nuit / Fêtes O / N / N / N             | Voy. / an —                                          | Dépôt TEC Marloie                                    |
| 15/4                                                 | Desserte : ( Gare de Marloie) - Marloie - Marche-en-Famenne |                                                      |                                                      |                                                      |                                                      |                                                      |                                                      |                                                      |                                                      |
| 15/4                                                 | Autre : |                                                      |                                                      |                                                      |                                                      |                                                      |                                                      |                                                      |                                                      |
| 15/4                                                 | Dernière actualisation : — |                                                      |                                                      |                                                      |                                                      |                                                      |                                                      |                                                      |                                                      |
| 16                                                   | 16 Virton - Athus - Arlon | 16 Virton - Athus - Arlon                            | 16 Virton - Athus - Arlon                            | 16 Virton - Athus - Arlon                            | 16 Virton - Athus - Arlon                            | 16 Virton - Athus - Arlon                            | 16 Virton - Athus - Arlon                            | 16 Virton - Athus - Arlon                            | 16 Virton - Athus - Arlon                            |
| 16                                                   | ( Gare de Virton) ⥋ ( Gare d'Arlon) |                                                      |                                                      |                                                      |                                                      |                                                      |                                                      |                                                      |                                                      |
| 16                                                   | Ouverture / Fermeture — / — | Longueur —                                           | Durée 59 - 1h24 min                                  | Nb. d’arrêts 77                                      | Matériel —                                           | Jours de fonctionnement L, Ma, Me, J, V, S, D        | Jour / Soir / Nuit / Fêtes O / O / N / O             | Voy. / an —                                          | Dépôt —                                              |
| 16                                                   | Desserte : Virton - Aubange - Athus - Messancy - Arlon |                                                      |                                                      |                                                      |                                                      |                                                      |                                                      |                                                      |                                                      |
| 16                                                   | Autre : |                                                      |                                                      |                                                      |                                                      |                                                      |                                                      |                                                      |                                                      |
| 16                                                   | Dernière actualisation : — |                                                      |                                                      |                                                      |                                                      |                                                      |                                                      |                                                      |                                                      |
| 17                                                   | 17 Houffalize - Bertogne - Bastogne | 17 Houffalize - Bertogne - Bastogne                  | 17 Houffalize - Bertogne - Bastogne                  | 17 Houffalize - Bertogne - Bastogne                  | 17 Houffalize - Bertogne - Bastogne                  | 17 Houffalize - Bertogne - Bastogne                  | 17 Houffalize - Bertogne - Bastogne                  | 17 Houffalize - Bertogne - Bastogne                  | 17 Houffalize - Bertogne - Bastogne                  |
| 17                                                   | Houffalize ⥋ Bastogne |                                                      |                                                      |                                                      |                                                      |                                                      |                                                      |                                                      |                                                      |
| 17                                                   | Ouverture / Fermeture — / — | Longueur —                                           | Durée 24 - 1h05 min                                  | Nb. d’arrêts 40                                      | Matériel —                                           | Jours de fonctionnement L, Ma, Me, J, V, S           | Jour / Soir / Nuit / Fêtes O / O / N / N             | Voy. / an —                                          | Dépôt TEC Houffalize                                 |
| 17                                                   | Desserte : Houffalize - Bertogne - Bastogne |                                                      |                                                      |                                                      |                                                      |                                                      |                                                      |                                                      |                                                      |
| 17                                                   | Autre : |                                                      |                                                      |                                                      |                                                      |                                                      |                                                      |                                                      |                                                      |
| 17                                                   | Dernière actualisation : — |                                                      |                                                      |                                                      |                                                      |                                                      |                                                      |                                                      |                                                      |
| ?                                                    | ? ⥋ ? | ? ⥋ ?                                                | ? ⥋ ?                                                | ? ⥋ ?                                                | ? ⥋ ?                                                | ? ⥋ ?                                                | ? ⥋ ?                                                | ? ⥋ ?                                                | ? ⥋ ?                                                |
| ?                                                    | Ouverture / Fermeture — / — | Longueur —                                           | Durée —                                              | Nb. d’arrêts —                                       | Matériel —                                           | Jours de fonctionnement L, Ma, Me, J, V              | Jour / Soir / Nuit / Fêtes O / N / N / N             | Voy. / an —                                          | Dépôt —                                              |
| ?                                                    | Desserte : — |                                                      |                                                      |                                                      |                                                      |                                                      |                                                      |                                                      |                                                      |
| ?                                                    | Autre : |                                                      |                                                      |                                                      |                                                      |                                                      |                                                      |                                                      |                                                      |
| ?                                                    | Dernière actualisation : — |                                                      |                                                      |                                                      |                                                      |                                                      |                                                      |                                                      |                                                      |
| 17/2                                                 | 17/2 Bastogne - Marvie - Bastogne | 17/2 Bastogne - Marvie - Bastogne                    | 17/2 Bastogne - Marvie - Bastogne                    | 17/2 Bastogne - Marvie - Bastogne                    | 17/2 Bastogne - Marvie - Bastogne                    | 17/2 Bastogne - Marvie - Bastogne                    | 17/2 Bastogne - Marvie - Bastogne                    | 17/2 Bastogne - Marvie - Bastogne                    | 17/2 Bastogne - Marvie - Bastogne                    |
| 17/2                                                 | Bastogne ⥋ Bastogne |                                                      |                                                      |                                                      |                                                      |                                                      |                                                      |                                                      |                                                      |
| 17/2                                                 | Ouverture / Fermeture — / — | Longueur —                                           | Durée 20 min                                         | Nb. d’arrêts 16                                      | Matériel —                                           | Jours de fonctionnement L, Ma, Me, J, V              | Jour / Soir / Nuit / Fêtes O / N / N / N             | Voy. / an —                                          | Dépôt —                                              |
| 17/2                                                 | Desserte : Bastogne - Marvie |                                                      |                                                      |                                                      |                                                      |                                                      |                                                      |                                                      |                                                      |
| 17/2                                                 | Autre : |                                                      |                                                      |                                                      |                                                      |                                                      |                                                      |                                                      |                                                      |
| 17/2                                                 | Dernière actualisation : — |                                                      |                                                      |                                                      |                                                      |                                                      |                                                      |                                                      |                                                      |
| 17/3                                                 | 17-3 Mabompré - Vellereux - Compogne | 17-3 Mabompré - Vellereux - Compogne                 | 17-3 Mabompré - Vellereux - Compogne                 | 17-3 Mabompré - Vellereux - Compogne                 | 17-3 Mabompré - Vellereux - Compogne                 | 17-3 Mabompré - Vellereux - Compogne                 | 17-3 Mabompré - Vellereux - Compogne                 | 17-3 Mabompré - Vellereux - Compogne                 | 17-3 Mabompré - Vellereux - Compogne                 |
| 17/3                                                 | Mabompré ⥋ Mabompré |                                                      |                                                      |                                                      |                                                      |                                                      |                                                      |                                                      |                                                      |
| 17/3                                                 | Ouverture / Fermeture — / — | Longueur —                                           | Durée 21 min                                         | Nb. d’arrêts 23                                      | Matériel —                                           | Jours de fonctionnement L, Ma, Me, J, V              | Jour / Soir / Nuit / Fêtes O / N / N / N             | Voy. / an —                                          | Dépôt —                                              |
| 17/3                                                 | Desserte : Mabompré - Vellereux - Engreux - Compogne |                                                      |                                                      |                                                      |                                                      |                                                      |                                                      |                                                      |                                                      |
| 17/3                                                 | Autre : |                                                      |                                                      |                                                      |                                                      |                                                      |                                                      |                                                      |                                                      |
| 17/3                                                 | Dernière actualisation : — |                                                      |                                                      |                                                      |                                                      |                                                      |                                                      |                                                      |                                                      |
| 18                                                   | 18 Bastogne - Houffalize - Montleban | 18 Bastogne - Houffalize - Montleban                 | 18 Bastogne - Houffalize - Montleban                 | 18 Bastogne - Houffalize - Montleban                 | 18 Bastogne - Houffalize - Montleban                 | 18 Bastogne - Houffalize - Montleban                 | 18 Bastogne - Houffalize - Montleban                 | 18 Bastogne - Houffalize - Montleban                 | 18 Bastogne - Houffalize - Montleban                 |
| 18                                                   | Bastogne ⥋ Houffalize - Montleban |                                                      |                                                      |                                                      |                                                      |                                                      |                                                      |                                                      |                                                      |
| 18                                                   | Ouverture / Fermeture — / — | Longueur —                                           | Durée 1h14 min                                       | Nb. d’arrêts 41                                      | Matériel —                                           | Jours de fonctionnement L, Ma, Me, J, V              | Jour / Soir / Nuit / Fêtes O / N / N / N             | Voy. / an —                                          | Dépôt TEC Houffalize                                 |
| 18                                                   | Desserte : Bastogne - Cobru -Rachamps - Houffalize - Sommerain - Rettigny - Cherain - Montleban |                                                      |                                                      |                                                      |                                                      |                                                      |                                                      |                                                      |                                                      |
| 18                                                   | Autre : |                                                      |                                                      |                                                      |                                                      |                                                      |                                                      |                                                      |                                                      |
| 18                                                   | Dernière actualisation : — |                                                      |                                                      |                                                      |                                                      |                                                      |                                                      |                                                      |                                                      |
| 18/2                                                 | 18/2 Hallonru - Cherain | 18/2 Hallonru - Cherain                              | 18/2 Hallonru - Cherain                              | 18/2 Hallonru - Cherain                              | 18/2 Hallonru - Cherain                              | 18/2 Hallonru - Cherain                              | 18/2 Hallonru - Cherain                              | 18/2 Hallonru - Cherain                              | 18/2 Hallonru - Cherain                              |
| 18/2                                                 | Hallonru ⥋ Cherain |                                                      |                                                      |                                                      |                                                      |                                                      |                                                      |                                                      |                                                      |
| 18/2                                                 | Ouverture / Fermeture — / — | Longueur 14,6 km                                     | Durée 20 min                                         | Nb. d’arrêts 15                                      | Matériel —                                           | Jours de fonctionnement L, Ma, Me, J, V              | Jour / Soir / Nuit / Fêtes O / N / N / N             | Voy. / an —                                          | Dépôt TEC Houffalize                                 |
| 18/2                                                 | Desserte : Hallonru - Sommerain -Brisy - Rettigny - Sterpigny - Cherain |                                                      |                                                      |                                                      |                                                      |                                                      |                                                      |                                                      |                                                      |
| 18/2                                                 | Autre : Scolaire |                                                      |                                                      |                                                      |                                                      |                                                      |                                                      |                                                      |                                                      |
| 18/2                                                 | Dernière actualisation : — |                                                      |                                                      |                                                      |                                                      |                                                      |                                                      |                                                      |                                                      |
| 18/3 Houffalize - Vielsalm                           | 18/3 Houffalize - Vielsalm | 18/3 Houffalize - Vielsalm                           | 18/3 Houffalize - Vielsalm                           | 18/3 Houffalize - Vielsalm                           | 18/3 Houffalize - Vielsalm                           | 18/3 Houffalize - Vielsalm                           | 18/3 Houffalize - Vielsalm                           | 18/3 Houffalize - Vielsalm                           | 18/3 Houffalize - Vielsalm                           |
| 18/3 Houffalize - Vielsalm                           | Houffalize - Cherain ⥋ Vielsalm - ( Gare de Gouvy) |                                                      |                                                      |                                                      |                                                      |                                                      |                                                      |                                                      |                                                      |
| 18/3 Houffalize - Vielsalm                           | Ouverture / Fermeture — / — | Longueur —                                           | Durée 1h12 min                                       | Nb. d’arrêts 56                                      | Matériel —                                           | Jours de fonctionnement L, Ma, Me, J, V              | Jour / Soir / Nuit / Fêtes O / N / N / N             | Voy. / an —                                          | Dépôt TEC Houffalize                                 |
| 18/3 Houffalize - Vielsalm                           | Desserte : Houffalize - Cherain -Rettigny - Montleban - Langlire - Ottré - Sart - Goronne - Rencheux - Vielsalm |                                                      |                                                      |                                                      |                                                      |                                                      |                                                      |                                                      |                                                      |
| 18/3 Houffalize - Vielsalm                           | Autre : |                                                      |                                                      |                                                      |                                                      |                                                      |                                                      |                                                      |                                                      |
| 18/3 Houffalize - Vielsalm                           | Dernière actualisation : — |                                                      |                                                      |                                                      |                                                      |                                                      |                                                      |                                                      |                                                      |
| 18/4 Gouvy - Deiffelt - Beho - Commanster - Vielsalm | 18/4 Gouvy - Deiffelt - Beho - Commanster - Vielsalm | 18/4 Gouvy - Deiffelt - Beho - Commanster - Vielsalm | 18/4 Gouvy - Deiffelt - Beho - Commanster - Vielsalm | 18/4 Gouvy - Deiffelt - Beho - Commanster - Vielsalm | 18/4 Gouvy - Deiffelt - Beho - Commanster - Vielsalm | 18/4 Gouvy - Deiffelt - Beho - Commanster - Vielsalm | 18/4 Gouvy - Deiffelt - Beho - Commanster - Vielsalm | 18/4 Gouvy - Deiffelt - Beho - Commanster - Vielsalm | 18/4 Gouvy - Deiffelt - Beho - Commanster - Vielsalm |
| 18/4 Gouvy - Deiffelt - Beho - Commanster - Vielsalm | ( Gare de Gouvy) ⥋ Vielsalm - Sommerain |                                                      |                                                      |                                                      |                                                      |                                                      |                                                      |                                                      |                                                      |
| 18/4 Gouvy - Deiffelt - Beho - Commanster - Vielsalm | Ouverture / Fermeture — / — | Longueur —                                           | Durée 43 - 1h12 min                                  | Nb. d’arrêts 33 - 53                                 | Matériel —                                           | Jours de fonctionnement L, Ma, Me, J, V              | Jour / Soir / Nuit / Fêtes O / N / N / N             | Voy. / an —                                          | Dépôt TEC Houffalize                                 |
| 18/4 Gouvy - Deiffelt - Beho - Commanster - Vielsalm | Desserte : Sommerain - Cherain -Gouvy - Wathermal - Beho - Commanster - Vielsalm |                                                      |                                                      |                                                      |                                                      |                                                      |                                                      |                                                      |                                                      |
| 18/4 Gouvy - Deiffelt - Beho - Commanster - Vielsalm | Autre : scolaire |                                                      |                                                      |                                                      |                                                      |                                                      |                                                      |                                                      |                                                      |
| 18/4 Gouvy - Deiffelt - Beho - Commanster - Vielsalm | Dernière actualisation : — |                                                      |                                                      |                                                      |                                                      |                                                      |                                                      |                                                      |                                                      |
| 19                                                   | 19 Virton - Arlon | 19 Virton - Arlon                                    | 19 Virton - Arlon                                    | 19 Virton - Arlon                                    | 19 Virton - Arlon                                    | 19 Virton - Arlon                                    | 19 Virton - Arlon                                    | 19 Virton - Arlon                                    | 19 Virton - Arlon                                    |
| 19                                                   | Virton ⥋ Arlon |                                                      |                                                      |                                                      |                                                      |                                                      |                                                      |                                                      |                                                      |
| 19                                                   | Ouverture / Fermeture — / — | Longueur —                                           | Durée 58 min                                         | Nb. d’arrêts 49                                      | Matériel —                                           | Jours de fonctionnement L, Ma, Me, J, V, S, D        | Jour / Soir / Nuit / Fêtes O / O / N / O             | Voy. / an —                                          | Dépôt —                                              |
| 19                                                   | Desserte : Saint-Mard - Virton - Ethe - Arlon |                                                      |                                                      |                                                      |                                                      |                                                      |                                                      |                                                      |                                                      |
| 19                                                   | Autre : |                                                      |                                                      |                                                      |                                                      |                                                      |                                                      |                                                      |                                                      |
| 19                                                   | Dernière actualisation : — |                                                      |                                                      |                                                      |                                                      |                                                      |                                                      |                                                      |                                                      |
| 19/2                                                 | ? ⥋ ? | ? ⥋ ?                                                | ? ⥋ ?                                                | ? ⥋ ?                                                | ? ⥋ ?                                                | ? ⥋ ?                                                | ? ⥋ ?                                                | ? ⥋ ?                                                | ? ⥋ ?                                                |
| 19/2                                                 | Ouverture / Fermeture — / — | Longueur —                                           | Durée —                                              | Nb. d’arrêts —                                       | Matériel —                                           | Jours de fonctionnement L, Ma, Me, J, V              | Jour / Soir / Nuit / Fêtes O / N / N / N             | Voy. / an —                                          | Dépôt —                                              |
| 19/2                                                 | Desserte : — |                                                      |                                                      |                                                      |                                                      |                                                      |                                                      |                                                      |                                                      |
| 19/2                                                 | Autre : |                                                      |                                                      |                                                      |                                                      |                                                      |                                                      |                                                      |                                                      |
| 19/2                                                 | Dernière actualisation : — |                                                      |                                                      |                                                      |                                                      |                                                      |                                                      |                                                      |                                                      |

- 20 Châtillon - Rachecourt - Arlon
- 21 Battincourt - Athus - Arlon
- 22 Carignan - Florenville - Arlon
- 23 Florenville (Place du Miroir) - Florenville (Gare)
- 24 Arlon - Sterpenich
- 25 Habay - Hachy - Arlon
- 26 Arlon - Frassem - Arlon
- 28 Hagen - Sterpenich - Arlon
- 29 Heinstert - Arlon
- 30 Bellefontaine - Paliseul
- 31 Menuchenet - Carlsbourg - Paliseul
- 32 Ochamps - Jéhonville - Paliseul
- 33 Marbehan - Tintigny - Virton
- 35 Montmédy - Virton
- 37 Sainte-Cécile - Muno - Bouillon
- 38 Virton - Lamorteau - Virton
- 39 Musson - Ruette - Virton
- 40 Bouillon - Bertrix
- 42 Six-Planes - Menuchenet
- 43 Bohan - Alle - Menuchenet
- 44 Bièvre - Menuchenet
- 45 Menuchenet - Bouillon - Menuchenet
  - 45/3 Bus local de Vresse (Nafraiture - Laforêt - Membre - Bohan)
  - 45/4 Bus local de Vresse (Sugny - Laforêt - Alle-sur-Semois)
- 48 Herbeumont - Bertrix
- 49 La Roche - Ortho (Baconfoy - Cens)
- 51 Amberloup - Saint-Hubert - Libramont
  - 53/1 Saint-Hubert - Tillet - Amberloup (scolaire)
  - 53/2 Saint-Hubert - Champlon - Saint-Hubert (scolaire)
- 55 La Roche - Manhay - Malempré
- 56 Behême - Habay
- 57 Léglise - Marbehan
- 58 Marbehan - Habay
- 59 La Roche - Tenneville - La Roche
- 60 Saint-Hubert - Neufchâteau (scolaire)
- 61 Libramont - Redu
- 62 Waharday - Chéoux - Rendeux
- 66 Gedinne - Paliseul - Bertrix
- 67 Gedinne - Paliseul - Bouillon
- 68 Paliseul - Ochamps - Bertrix
- 69 Bertrix circuit du Saupont
- 77/1 Circuit scolaire de Libramont (Wisbeley)
- 77/2 Circuit scolaire de Libramont (Blancheau)
- 77/3 Circuit scolaire de Libramont (Serpont)
- 77/4 Circuit scolaire de Libramont (Neuvillers)
- 78/1 Circuit scolaire de Bertrix (École spéciale)
- 78/2 Circuit scolaire de Bertrix (Zoning)
- 79/1 Circuit scolaire de Bouillon (OTAN)
- 79/2 Circuit scolaire de Bouillon (Maroc)
- 83 Virton - Aubange - Luxembourg
- 84 Marbehan - Habay - Arlon - Luxembourg
- 87 Libramont - Neufchâteau - Léglise

| Ligne     | Caractéristiques                                                                                                   | Caractéristiques                                                                    | Caractéristiques                                                                    | Caractéristiques                                                                    | Caractéristiques                                                                    | Caractéristiques                                                                    | Caractéristiques                                                                    | Caractéristiques                                                                    | Caractéristiques                                                                    |
| 89 DIRECT | 89 DIRECT Bastogne - Houffalize - Gouvy - Vielsalm                                                                 | 89 DIRECT Bastogne - Houffalize - Gouvy - Vielsalm                                  | 89 DIRECT Bastogne - Houffalize - Gouvy - Vielsalm                                  | 89 DIRECT Bastogne - Houffalize - Gouvy - Vielsalm                                  | 89 DIRECT Bastogne - Houffalize - Gouvy - Vielsalm                                  | 89 DIRECT Bastogne - Houffalize - Gouvy - Vielsalm                                  | 89 DIRECT Bastogne - Houffalize - Gouvy - Vielsalm                                  | 89 DIRECT Bastogne - Houffalize - Gouvy - Vielsalm                                  | 89 DIRECT Bastogne - Houffalize - Gouvy - Vielsalm                                  |
| 89 DIRECT | Bastogne - Houffalize - ( Gare de Gouvy) ⥋ Vielsalm - ( Gare de Gouvy) - Houffalize                                | Bastogne - Houffalize - ( Gare de Gouvy) ⥋ Vielsalm - ( Gare de Gouvy) - Houffalize | Bastogne - Houffalize - ( Gare de Gouvy) ⥋ Vielsalm - ( Gare de Gouvy) - Houffalize | Bastogne - Houffalize - ( Gare de Gouvy) ⥋ Vielsalm - ( Gare de Gouvy) - Houffalize | Bastogne - Houffalize - ( Gare de Gouvy) ⥋ Vielsalm - ( Gare de Gouvy) - Houffalize | Bastogne - Houffalize - ( Gare de Gouvy) ⥋ Vielsalm - ( Gare de Gouvy) - Houffalize | Bastogne - Houffalize - ( Gare de Gouvy) ⥋ Vielsalm - ( Gare de Gouvy) - Houffalize | Bastogne - Houffalize - ( Gare de Gouvy) ⥋ Vielsalm - ( Gare de Gouvy) - Houffalize | Bastogne - Houffalize - ( Gare de Gouvy) ⥋ Vielsalm - ( Gare de Gouvy) - Houffalize |
| --------- | --- | ----------------------------------------------------------------------------------- | ----------------------------------------------------------------------------------- | ----------------------------------------------------------------------------------- | ----------------------------------------------------------------------------------- | ----------------------------------------------------------------------------------- | ----------------------------------------------------------------------------------- | ----------------------------------------------------------------------------------- | ----------------------------------------------------------------------------------- |
| 89 DIRECT | Ouverture / Fermeture — / —                                                                                        | Longueur 55,5 km                                                                    | Durée 1h10 min                                                                      | Nb. d’arrêts 38                                                                     | Matériel —                                                                          | Jours de fonctionnement L, Ma, Me, J, V                                             | Jour / Soir / Nuit / Fêtes O / N / N / N                                            | Voy. / an —                                                                         | Dépôt TEC Houffalize                                                                |
| 89 DIRECT | Desserte : Bastogne - Noville -Houffalize - Dinez - Montleban - Cherain - Gouvy - Courtil - Salmchâteau - Vielsalm |                                                                                     |                                                                                     |                                                                                     |                                                                                     |                                                                                     |                                                                                     |                                                                                     |                                                                                     |
| 89 DIRECT | Autre : |                                                                                     |                                                                                     |                                                                                     |                                                                                     |                                                                                     |                                                                                     |                                                                                     |                                                                                     |
| 89 DIRECT | Dernière actualisation : —                                                                                         |                                                                                     |                                                                                     |                                                                                     |                                                                                     |                                                                                     |                                                                                     |                                                                                     |                                                                                     |

- 91 Boucle urbaine de Waha (ligne urbaine de Marche-en-Famenne)
- 92 Boucle urbaine du WEX (ligne urbaine de Marche-en-Famenne)
- 97D Nettinne - Marche
- 98 Havelange - Marche
- 99 Warzée - Noiseux - Durbuy - Bomal (scolaire) (ligne exploitée par le TEC Liège-Verviers)
- 134 Wy - Amonines - Trinal - Rendeux (scolaire)
- 135 La Roche - Halleux - Rendeux (scolaire)
- 136 La Roche - Cielle - Rendeux (scolaire)
- 137 La Roche - Hodister - Rendeux (scolaire)
- 161 Virton - Athus - Arlon (scolaire)
- 162 Willancourt - Virton (scolaire)
  - 162a/2 Marloie - Heure - Noiseux
  - 162a/3 Marloie - Noiseux - Melreux
  - 162a/4 Sinsin - Marche (scolaire)
- 162b Libramont - Jemelle
- 169 Aubange - Saint-Mard (scolaire)

| Ligne                                    | Caractéristiques                                                        | Caractéristiques                         | Caractéristiques                         | Caractéristiques                         | Caractéristiques                         | Caractéristiques                           | Caractéristiques                         | Caractéristiques                         | Caractéristiques                         |
| ?                                        | ? ⥋ ?                                                                   | ? ⥋ ?                                    | ? ⥋ ?                                    | ? ⥋ ?                                    | ? ⥋ ?                                    | ? ⥋ ?                                      | ? ⥋ ?                                    | ? ⥋ ?                                    | ? ⥋ ?                                    |
| ---------------------------------------- | ----------------------------------------------------------------------- | ---------------------------------------- | ---------------------------------------- | ---------------------------------------- | ---------------------------------------- | ------------------------------------------ | ---------------------------------------- | ---------------------------------------- | ---------------------------------------- |
| ?                                        | Ouverture / Fermeture — / —                                             | Longueur —                               | Durée —                                  | Nb. d’arrêts —                           | Matériel —                               | Jours de fonctionnement —                  | Jour / Soir / Nuit / Fêtes — / — / — / — | Voy. / an —                              | Dépôt —                                  |
| ?                                        | Desserte : —                                                            |                                          |                                          |                                          |                                          |                                            |                                          |                                          |                                          |
| ?                                        | Autre :                                                                 |                                          |                                          |                                          |                                          |                                            |                                          |                                          |                                          |
| ?                                        | Dernière actualisation : —                                              |                                          |                                          |                                          |                                          |                                            |                                          |                                          |                                          |
| 163b1                                    | Bras ⥋ Bastogne                                                         | Bras ⥋ Bastogne                          | Bras ⥋ Bastogne                          | Bras ⥋ Bastogne                          | Bras ⥋ Bastogne                          | Bras ⥋ Bastogne                            | Bras ⥋ Bastogne                          | Bras ⥋ Bastogne                          | Bras ⥋ Bastogne                          |
| 163b1                                    | Ouverture / Fermeture — / —                                             | Longueur —                               | Durée 24 min                             | Nb. d’arrêts 26                          | Matériel —                               | Jours de fonctionnement L, Ma, Me, J, V    | Jour / Soir / Nuit / Fêtes O / N / N / N | Voy. / an —                              | Dépôt —                                  |
| 163b1                                    | Desserte : Bras - Mageret - Bastogne                                    |                                          |                                          |                                          |                                          |                                            |                                          |                                          |                                          |
| 163b1                                    | Autre :                                                                 |                                          |                                          |                                          |                                          |                                            |                                          |                                          |                                          |
| 163b1                                    | Dernière actualisation : —                                              |                                          |                                          |                                          |                                          |                                            |                                          |                                          |                                          |
| 163b4 Bras - Wardin - Mageret - Bastogne | 163b4 Bras - Wardin - Mageret - Bastogne                                | 163b4 Bras - Wardin - Mageret - Bastogne | 163b4 Bras - Wardin - Mageret - Bastogne | 163b4 Bras - Wardin - Mageret - Bastogne | 163b4 Bras - Wardin - Mageret - Bastogne | 163b4 Bras - Wardin - Mageret - Bastogne   | 163b4 Bras - Wardin - Mageret - Bastogne | 163b4 Bras - Wardin - Mageret - Bastogne | 163b4 Bras - Wardin - Mageret - Bastogne |
| 163b4 Bras - Wardin - Mageret - Bastogne | Bastogne ⥋ Bastogne                                                     |                                          |                                          |                                          |                                          |                                            |                                          |                                          |                                          |
| 163b4 Bras - Wardin - Mageret - Bastogne | Ouverture / Fermeture — / —                                             | Longueur —                               | Durée 50 min                             | Nb. d’arrêts 55                          | Matériel —                               | Jours de fonctionnement L, Ma, Me, J, V    | Jour / Soir / Nuit / Fêtes O / N / N / N | Voy. / an —                              | Dépôt —                                  |
| 163b4 Bras - Wardin - Mageret - Bastogne | Desserte : Libramont -Wideumont - Bastogne                              |                                          |                                          |                                          |                                          |                                            |                                          |                                          |                                          |
| 163b4 Bras - Wardin - Mageret - Bastogne | Autre :                                                                 |                                          |                                          |                                          |                                          |                                            |                                          |                                          |                                          |
| 163b4 Bras - Wardin - Mageret - Bastogne | Dernière actualisation : —                                              |                                          |                                          |                                          |                                          |                                            |                                          |                                          |                                          |
| 163b5 Bastogne - Mageret - Wardin        | 163b5 Bastogne - Mageret - Wardin                                       | 163b5 Bastogne - Mageret - Wardin        | 163b5 Bastogne - Mageret - Wardin        | 163b5 Bastogne - Mageret - Wardin        | 163b5 Bastogne - Mageret - Wardin        | 163b5 Bastogne - Mageret - Wardin          | 163b5 Bastogne - Mageret - Wardin        | 163b5 Bastogne - Mageret - Wardin        | 163b5 Bastogne - Mageret - Wardin        |
| 163b5 Bastogne - Mageret - Wardin        | Bastogne ⥋ Wardin                                                       |                                          |                                          |                                          |                                          |                                            |                                          |                                          |                                          |
| 163b5 Bastogne - Mageret - Wardin        | Ouverture / Fermeture — / —                                             | Longueur —                               | Durée 24 min                             | Nb. d’arrêts 21                          | Matériel —                               | Jours de fonctionnement L, Ma, Me, J, V    | Jour / Soir / Nuit / Fêtes O / N / N / N | Voy. / an —                              | Dépôt —                                  |
| 163b5 Bastogne - Mageret - Wardin        | Desserte : Bastogne - Mageret -Wardin                                   |                                          |                                          |                                          |                                          |                                            |                                          |                                          |                                          |
| 163b5 Bastogne - Mageret - Wardin        | Autre :                                                                 |                                          |                                          |                                          |                                          |                                            |                                          |                                          |                                          |
| 163b5 Bastogne - Mageret - Wardin        | Dernière actualisation : —                                              |                                          |                                          |                                          |                                          |                                            |                                          |                                          |                                          |
| 163c Bastogne - Houffalize - Gouvy       | 163c Bastogne - Houffalize - Gouvy                                      | 163c Bastogne - Houffalize - Gouvy       | 163c Bastogne - Houffalize - Gouvy       | 163c Bastogne - Houffalize - Gouvy       | 163c Bastogne - Houffalize - Gouvy       | 163c Bastogne - Houffalize - Gouvy         | 163c Bastogne - Houffalize - Gouvy       | 163c Bastogne - Houffalize - Gouvy       | 163c Bastogne - Houffalize - Gouvy       |
| 163c Bastogne - Houffalize - Gouvy       | Bastogne ⥋ ( Gare de Gouvy)                                             |                                          |                                          |                                          |                                          |                                            |                                          |                                          |                                          |
| 163c Bastogne - Houffalize - Gouvy       | Ouverture / Fermeture — / —                                             | Longueur 35,5 km                         | Durée 45 min                             | Nb. d’arrêts 43                          | Matériel —                               | Jours de fonctionnement L, Ma, Me, J, V    | Jour / Soir / Nuit / Fêtes O / O / N / N | Voy. / an —                              | Dépôt TEC Houffalize                     |
| 163c Bastogne - Houffalize - Gouvy       | Desserte : Bastogne - Noville -Houffalize - Sommerain - Cherain - Gouvy |                                          |                                          |                                          |                                          |                                            |                                          |                                          |                                          |
| 163c Bastogne - Houffalize - Gouvy       | Autre :                                                                 |                                          |                                          |                                          |                                          |                                            |                                          |                                          |                                          |
| 163c Bastogne - Houffalize - Gouvy       | Dernière actualisation : —                                              |                                          |                                          |                                          |                                          |                                            |                                          |                                          |                                          |
| 163d Gouvy - Tavigny - Bastogne          | 163d Gouvy - Tavigny - Bastogne                                         | 163d Gouvy - Tavigny - Bastogne          | 163d Gouvy - Tavigny - Bastogne          | 163d Gouvy - Tavigny - Bastogne          | 163d Gouvy - Tavigny - Bastogne          | 163d Gouvy - Tavigny - Bastogne            | 163d Gouvy - Tavigny - Bastogne          | 163d Gouvy - Tavigny - Bastogne          | 163d Gouvy - Tavigny - Bastogne          |
| 163d Gouvy - Tavigny - Bastogne          | ( Gare de Gouvy) ⥋ Bastogne                                             |                                          |                                          |                                          |                                          |                                            |                                          |                                          |                                          |
| 163d Gouvy - Tavigny - Bastogne          | Ouverture / Fermeture — / 1er septembre 2020                            | Longueur —                               | Durée 1h10 min                           | Nb. d’arrêts 60                          | Matériel —                               | Jours de fonctionnement L, Ma, Me, J, V, S | Jour / Soir / Nuit / Fêtes O / O / N / N | Voy. / an —                              | Dépôt TEC Houffalize                     |
| 163d Gouvy - Tavigny - Bastogne          | Desserte : Gouvy - Limerle - Tavigny - Bourcy - Bastogne                |                                          |                                          |                                          |                                          |                                            |                                          |                                          |                                          |
| 163d Gouvy - Tavigny - Bastogne          | Autre :                                                                 |                                          |                                          |                                          |                                          |                                            |                                          |                                          |                                          |
| 163d Gouvy - Tavigny - Bastogne          | Dernière actualisation : —                                              |                                          |                                          |                                          |                                          |                                            |                                          |                                          |                                          |
| 163d2 Gouvy - Limerlé - Houffalize       | 163d2 Gouvy - Limerlé - Houffalize                                      | 163d2 Gouvy - Limerlé - Houffalize       | 163d2 Gouvy - Limerlé - Houffalize       | 163d2 Gouvy - Limerlé - Houffalize       | 163d2 Gouvy - Limerlé - Houffalize       | 163d2 Gouvy - Limerlé - Houffalize         | 163d2 Gouvy - Limerlé - Houffalize       | 163d2 Gouvy - Limerlé - Houffalize       | 163d2 Gouvy - Limerlé - Houffalize       |
| 163d2 Gouvy - Limerlé - Houffalize       | ( Gare de Gouvy) ⥋ Houffalize                                           |                                          |                                          |                                          |                                          |                                            |                                          |                                          |                                          |
| 163d2 Gouvy - Limerlé - Houffalize       | Ouverture / Fermeture — / —                                             | Longueur —                               | Durée 54 min                             | Nb. d’arrêts 46                          | Matériel —                               | Jours de fonctionnement L, Ma, Me, J, V    | Jour / Soir / Nuit / Fêtes O / N / N / N | Voy. / an —                              | Dépôt TEC Houffalize                     |
| 163d2 Gouvy - Limerlé - Houffalize       | Desserte : Gouvy - Limerlé -Tavigny - Houffalize -                      |                                          |                                          |                                          |                                          |                                            |                                          |                                          |                                          |
| 163d2 Gouvy - Limerlé - Houffalize       | Autre :                                                                 |                                          |                                          |                                          |                                          |                                            |                                          |                                          |                                          |
| 163d2 Gouvy - Limerlé - Houffalize       | Dernière actualisation : —                                              |                                          |                                          |                                          |                                          |                                            |                                          |                                          |                                          |
| 163d3 Vissoule - Tavigny - Houffalize    | 163d3 Vissoule - Tavigny - Houffalize                                   | 163d3 Vissoule - Tavigny - Houffalize    | 163d3 Vissoule - Tavigny - Houffalize    | 163d3 Vissoule - Tavigny - Houffalize    | 163d3 Vissoule - Tavigny - Houffalize    | 163d3 Vissoule - Tavigny - Houffalize      | 163d3 Vissoule - Tavigny - Houffalize    | 163d3 Vissoule - Tavigny - Houffalize    | 163d3 Vissoule - Tavigny - Houffalize    |
| 163d3 Vissoule - Tavigny - Houffalize    | Vissoule ⥋ Houffalize                                                   |                                          |                                          |                                          |                                          |                                            |                                          |                                          |                                          |
| 163d3 Vissoule - Tavigny - Houffalize    | Ouverture / Fermeture — / —                                             | Longueur —                               | Durée 46 min                             | Nb. d’arrêts 37                          | Matériel —                               | Jours de fonctionnement L, Ma, Me, J, V    | Jour / Soir / Nuit / Fêtes O / N / N / N | Voy. / an —                              | Dépôt TEC Houffalize                     |
| 163d3 Vissoule - Tavigny - Houffalize    | Desserte : Vissoule - Tavigny -Houffalize                               |                                          |                                          |                                          |                                          |                                            |                                          |                                          |                                          |
| 163d3 Vissoule - Tavigny - Houffalize    | Autre :                                                                 |                                          |                                          |                                          |                                          |                                            |                                          |                                          |                                          |
| 163d3 Vissoule - Tavigny - Houffalize    | Dernière actualisation : —                                              |                                          |                                          |                                          |                                          |                                            |                                          |                                          |                                          |

- 191 Virton - Arlon (scolaire)
- 199 Arlon - Saint-Mard (scolaire)
- 201 Châtillon - Rachecourt - Arlon (scolaire)
- 211 Battincourt - Athus - Differt - Stockem (scolaire)
- 212 Rodange - Arlon (scolaire)
- 213 Messancy - Hondelange - Arlon (scolaire)
- 221 Florenville - Arlon (scolaire)
- 222 Izel - Arlon (scolaire)
- 223 Tintigny - Étalle (scolaire)
- 231 Bertrix - Izel - Florenville (scolaire)
- 232 Herbeumont - Florenville - Izel (scolaire)
- 233 Watrinsart - Florenville - Izel (scolaire)
- 234 Virton - Florenville - Izel (scolaire)
- 235 Sommethonne - Izel - Florenville (scolaire)
- 236 Florenville - Virton (scolaire)
- 241 Waltzing - Arlon (scolaire)
- 251 Habay - Fouches - Arlon (scolaire)
- 252 Lischert - Arlon (scolaire)
- 253 Léglise - Anlier - Arlon (scolaire)
- 254 Léglise - Marbehan - Arlon (scolaire)
- 271 Habay - Izel - Florenville (scolaire)
- 272 Rossignol - Florenville (scolaire)
- 273 Les Fossés - Florenville (scolaire)
- 274 Vance - Florenville (scolaire)
- 291 Martelange - Arlon (scolaire)
- 292 Arlon - Schockville - Attert (scolaire)
- 321 Habay - Virton (scolaire)
- 322 Chantemelle - Virton (scolaire)
- 331 Houdemont - Virton (scolaire)
- 332 Pin - Virton (scolaire)
- 333 Gérouville - Virton (scolaire)
- 346 Villers-sur-Semois - Breuvanne - Tintigny (scolaire)
- 381 Torgny - Virton (scolaire)
- 391 Saint-Léger - Ruette - Virton (scolaire)
- 411 Bertrix - Neufchâteau (scolaire)
- 412 Florenville - Neufchâteau (scolaire)
- 413 Bastogne - Neufchâteau
  - 413/2 Juseret - Traimont - Sibret - Bastogne (scolaire)
- 415 Longlier - Neufchâteau (scolaire)
- 424 Rochefort - Marche
- 481 Lambermont - Bertrix (scolaire)
- 521 Valansart - Habay (scolaire)
- 522 Tintigny - Habay (scolaire)
- 523 Virton - Habay (scolaire)
- 524 Sampont - Habay (scolaire)
- 525 Arlon - Habay (scolaire)
- 561 Anlier - Louftémont (scolaire)
- 562 Libramont - Habay (scolaire)
- 563 Traimont - Habay (scolaire)
- 564 Martelange - Habay (scolaire)
- 565 Metzert - Habay (scolaire)
- 566 Neufchâteau - Habay (scolaire)
- 571 Neufchâteau - Léglise (scolaire)
- 572 Lavaux - Assenois (scolaire)

| Ligne | Caractéristiques                                  | Caractéristiques     | Caractéristiques     | Caractéristiques     | Caractéristiques                                 | Caractéristiques                        | Caractéristiques                         | Caractéristiques     | Caractéristiques     |
| 601   | Bastogne ⥋ Libramont                              | Bastogne ⥋ Libramont | Bastogne ⥋ Libramont | Bastogne ⥋ Libramont | Bastogne ⥋ Libramont                             | Bastogne ⥋ Libramont                    | Bastogne ⥋ Libramont                     | Bastogne ⥋ Libramont | Bastogne ⥋ Libramont |
| ----- | ------------------------------------------------- | -------------------- | -------------------- | -------------------- | ------------------------------------------------ | --------------------------------------- | ---------------------------------------- | -------------------- | -------------------- |
| 601   | Ouverture / Fermeture 1er septembre 2020 / —      | Longueur —           | Durée 59 min         | Nb. d’arrêts 46      | Matériel Mercedes Citaro C2 Mercedes Citaro G II | Jours de fonctionnement L, Ma, Me, J, V | Jour / Soir / Nuit / Fêtes O / N / N / N | Voy. / an —          | Transports Penning — |
| 601   | Desserte : —                                      |                      |                      |                      |                                                  |                                         |                                          |                      |                      |
| 601   | Autre : •Numérotée ligne 163b jusqu'au 31/08/2020 |                      |                      |                      |                                                  |                                         |                                          |                      |                      |
| 601   | Dernière actualisation : —                        |                      |                      |                      |                                                  |                                         |                                          |                      |                      |

- 711 Virton - Mussy-la-Ville - Athus (scolaire)
- 721 Musson - Athus - Differt (scolaire)
- 722 Bascharage - Differt (scolaire)
- 723 Arlon - Differt (scolaire)
- 731 Saint-Léger - Athus (scolaire)
- 741 Arlon - Hondelange - Athus (scolaire)
- 751 Longwy - Athus (scolaire)
- 761 Guerlange - Athus (scolaire)
- 861 Fauvillers - Neufchâteau (scolaire)
- 862 Ebly - Chêne - Witry (scolaire)
- 863 Neufchâteau - Sainte-Marie - Libramont (scolaire)
- 871 Libramont - Neufchâteau (scolaire)
- 872 Les Fossés - Neufchâteau (scolaire)
- V1 Bouillon - Orval (ligne touristique ne circulant que pendant les grandes vacances)
- TPMR (transport de personnes à mobilité réduite)
- Telbus (transport à la demande desservant les entités de Bastogne, Bertogne, Sainte-Ode, Libramont, Vaux-sur-Sûre, Neufchâteau, Fauvillers, Martelange, Léglise, Habay, Attert, Arlon nord-ouest (Heinsch, Freylange, Viville, Stockem, Bonnert, Frassem, Guirsch et Heckbous) et Arlon (comme pôle de destination).

#### Lignes supprimées
- 20 Arlon - Rachecourt - Saint-Léger
- 22 Florenville - Arlon Arlon - Florenville
  - 22/2 Florenville - Marbehan
  - 22/3 St-Vincent - Izel - Pin - Jamoigne (scolaire)
  - 22/4 Bus Express Arlon - Florenville
- 23 Florenville - Neufchâteau
- 24 Florenville - Gérouville - Virton
- 27 Libramont- Marbehan 
  - 27/1 Lavaux - Assenois (scolaire)
  - 27/2 Variante de Respelt - Tronquoy (scolaire)
- 28 Marbehan - Arlon
- 36 Florenville - Lacuisine - Florenville
- 37 Florenville - Muno - Bouillon
- 38 Service urbain de Bertrix
  - 38/1 Circuit du zoning
  - 38/2 Circuit de La Bawette

- 42 Rochehaut - Oizy - Gedinne 
  - 42/1 Circuit de Bièvre (écoles de Oizy et Petit-Fays)
- 44 Service urbain de Bouillon
- 45 Bertrix - Ochamps - Paliseul - Bouillon 
  - 45/2 Alle-s/Semois - Paliseul - Bertrix - Libramont

- - 54/1 Habay-La-Neuve - Virton (scolaire)
  - 54/2 Virton - Buzenol - Etalle - Habay (scolaire)
  - 54/3 Jamoigne/St-Vincent - Ste-Marie - Etalle/Habay (scolaire)
  - 54/4 Martelange - Habay (scolaire)
  - 54/5 Metzert - Habay (scolaire)
  - 54/6 Vance - Etalle (scolaire)
  - 54/7 Les Fosses - Mellier - Rossignol - Marbehan - Habay (scolaire)
  - 54/8 Vance - Etalle - Habay (scolaire)
  - 54/9 Neufchâteau - Entité de Léglise - Habay (scolaire)
- 56 Libramont - Habay - Arlon
  - 56/1 Anlier - Louftémont (scolaire)
- 58 Houffalize - Tavigny - Houffalize
- 60 Saint-Hubert - Neufchâteau - Martelange
  - 60/2 Relation Ebly - Chêne - Witry
- 64 Circuit scolaire école d'Amonines
- 65 Circuit scolaire école de Rendeux
- 72 St-Léger - Baranzy - Athus - Turpange - Arlon Arlon - Ethe - Florenville
- 73 St-Léger - Habergy - Differt - Messancy - Athus
  - 73/2 Udange - Meix-le-Tige
- 74 74/1 Écoles de Chenois et Ethe Circuit 1
  - 74/2 Écoles de Chenois et Ethe Circuit 2
- 75 Athus - Longwy
- 76 76/1 Rachecourt - Athus - Messancy - Differt
  - 76/4 Athus - Guerlange - Athus
- 77 77/1 Service urbain de Libramont Circuit des Cités
  - 77/2 Service urbain de Libramont Circuit Rue de Presseux
  - 77/3 Service urbain de Libramont Circuit de Neuvillers
- 80 Bastogne - Arlon - Luxembourg (devenue E67 le 26 Août 2023)
  - 80/1 Arlon - Luxembourg Arlon - Martelange
  - 80/2 Arlon - Steinfort - Luxembourg Arlon - Martelange
- 81 Saint-Vincent - Luxembourg (devenue E68 le 26 Août 2023)

- 82 Ethe - Luxembourg
- 83 Saint-Mard - Virton - Aubange - Luxembourg
- 85 Differt - Athus - Dippach - Luxembourg
- 86 Arlon - Rodange
- 90 Arlon - Colmar Berg 155a Virton - St-Mard - Lamorteau - Montmédy
  - 155a/2 Torgny - Dampicourt - St-Mard
- 155b Saint-Mard - Virton - Marbehan
- 162a Marloie - Aye
  - 162a/3 Rochefort - Marche - Waha
- 163a Bertrix - Muno - Lambermont
- 165ab Florenville - Virton - Saint-Mard
- 165c Florenville - Bertrix
- 166b Gedinne - Paliseul - Bertrix
- 167a Arlon - Athus - Virton Arlon - Ethe
  - 167a express
- 242 Luxembourg - Hagen - Arlon
- 242 Hagen - Arlon
- 411 Longlier - Bertrix - Neufchâteau Lambin
- 424 Rochefort - Marche - Aye 
  - 424/2 Rochefort - Marche - Waha
- 1011 Liège - Houffalize - Bastogne - Arlon - Athus

### Lignes Express
| Ligne | Caractéristiques | Caractéristiques         | Caractéristiques         | Caractéristiques         | Caractéristiques                                              | Caractéristiques                              | Caractéristiques                         | Caractéristiques         | Caractéristiques         |
| E67   | Bastogne ⥋ Luxembourg | Bastogne ⥋ Luxembourg    | Bastogne ⥋ Luxembourg    | Bastogne ⥋ Luxembourg    | Bastogne ⥋ Luxembourg                                         | Bastogne ⥋ Luxembourg                         | Bastogne ⥋ Luxembourg                    | Bastogne ⥋ Luxembourg    | Bastogne ⥋ Luxembourg    |
| ----- | --- | ------------------------ | ------------------------ | ------------------------ | ------------------------------------------------------------- | --------------------------------------------- | ---------------------------------------- | ------------------------ | ------------------------ |
| E67   | Ouverture / Fermeture 28/08/2023 / — | Longueur —               | Durée 1h47 min           | Nb. d’arrêts 17          | Matériel —                                                    | Jours de fonctionnement L, Ma, Me, J, V       | Jour / Soir / Nuit / Fêtes O / — / N / — | Voy. / an —              | Dépôt —                  |
| E67   | Desserte : Bastogne - Luxembourg |                          |                          |                          |                                                               |                                               |                                          |                          |                          |
| E67   | Autre : Numérotée ligne 80 jusqu'au 27/08/2023 |                          |                          |                          |                                                               |                                               |                                          |                          |                          |
| E67   | Dernière actualisation : — |                          |                          |                          |                                                               |                                               |                                          |                          |                          |
| E68   | Florenville ⥋ Luxembourg | Florenville ⥋ Luxembourg | Florenville ⥋ Luxembourg | Florenville ⥋ Luxembourg | Florenville ⥋ Luxembourg                                      | Florenville ⥋ Luxembourg                      | Florenville ⥋ Luxembourg                 | Florenville ⥋ Luxembourg | Florenville ⥋ Luxembourg |
| E68   | Ouverture / Fermeture 28/08/2023 / — | Longueur —               | Durée —                  | Nb. d’arrêts 23          | Matériel —                                                    | Jours de fonctionnement L, Ma, Me, J, V       | Jour / Soir / Nuit / Fêtes O / — / N / — | Voy. / an —              | Dépôt —                  |
| E68   | Desserte : Florenville - Luxembourg |                          |                          |                          |                                                               |                                               |                                          |                          |                          |
| E68   | Autre : Numérotée ligne 81 jusqu'au 27/08/2023 |                          |                          |                          |                                                               |                                               |                                          |                          |                          |
| E68   | Dernière actualisation : — |                          |                          |                          |                                                               |                                               |                                          |                          |                          |
| E69   | Liège ⥋ Arlon | Liège ⥋ Arlon            | Liège ⥋ Arlon            | Liège ⥋ Arlon            | Liège ⥋ Arlon                                                 | Liège ⥋ Arlon                                 | Liège ⥋ Arlon                            | Liège ⥋ Arlon            | Liège ⥋ Arlon            |
| E69   | Ouverture / Fermeture — / — | Longueur —               | Durée 2h15 min           | Nb. d’arrêts 20          | Matériel —                                                    | Jours de fonctionnement L, Ma, Me, J, V, S, D | Jour / Soir / Nuit / Fêtes O / — / N / — | Voy. / an —              | Dépôt —                  |
| E69   | Desserte : Liège - Sprimont - Houffalize - Bastogne - Martelange - Arlon |                          |                          |                          |                                                               |                                               |                                          |                          |                          |
| E69   | Autre : |                          |                          |                          |                                                               |                                               |                                          |                          |                          |
| E69   | Dernière actualisation : — |                          |                          |                          |                                                               |                                               |                                          |                          |                          |
| E78   | Namur ⥋ Bastogne | Namur ⥋ Bastogne         | Namur ⥋ Bastogne         | Namur ⥋ Bastogne         | Namur ⥋ Bastogne                                              | Namur ⥋ Bastogne                              | Namur ⥋ Bastogne                         | Namur ⥋ Bastogne         | Namur ⥋ Bastogne         |
| E78   | Ouverture / Fermeture — / — | Longueur —               | Durée 1h28 min           | Nb. d’arrêts 14          | Matériel —                                                    | Jours de fonctionnement L, Ma, Me, J, V, S, D | Jour / Soir / Nuit / Fêtes O / — / N / — | Voy. / an —              | Dépôt —                  |
| E78   | Desserte : Namur - Marche - Marloie - Bastogne |                          |                          |                          |                                                               |                                               |                                          |                          |                          |
| E78   | Autre : Anciennement ligne 88 (Express) |                          |                          |                          |                                                               |                                               |                                          |                          |                          |
| E78   | Dernière actualisation : — |                          |                          |                          |                                                               |                                               |                                          |                          |                          |
| E80   | Havelange ⥋ Dinant | Havelange ⥋ Dinant       | Havelange ⥋ Dinant       | Havelange ⥋ Dinant       | Havelange ⥋ Dinant                                            | Havelange ⥋ Dinant                            | Havelange ⥋ Dinant                       | Havelange ⥋ Dinant       | Havelange ⥋ Dinant       |
| E80   | Ouverture / Fermeture — / — | Longueur —               | Durée 50 min             | Nb. d’arrêts 8           | Matériel —                                                    | Jours de fonctionnement L, Ma, Me, J, V, S, D | Jour / Soir / Nuit / Fêtes O / — / N / — | Voy. / an —              | Dépôt —                  |
| E80   | Desserte : Havelange - Hamois - Ciney - Dinant |                          |                          |                          |                                                               |                                               |                                          |                          |                          |
| E80   | Autre : |                          |                          |                          |                                                               |                                               |                                          |                          |                          |
| E80   | Dernière actualisation : — |                          |                          |                          |                                                               |                                               |                                          |                          |                          |
| E82   | Namur ⥋ Jodoigne | Namur ⥋ Jodoigne         | Namur ⥋ Jodoigne         | Namur ⥋ Jodoigne         | Namur ⥋ Jodoigne                                              | Namur ⥋ Jodoigne                              | Namur ⥋ Jodoigne                         | Namur ⥋ Jodoigne         | Namur ⥋ Jodoigne         |
| E82   | Ouverture / Fermeture — / — | Longueur —               | Durée —                  | Nb. d’arrêts —           | Matériel —                                                    | Jours de fonctionnement L, Ma, Me, J, V, S, D | Jour / Soir / Nuit / Fêtes O / — / N / — | Voy. / an —              | Dépôt —                  |
| E82   | Desserte : Namur - Eghezée - Jodoigne |                          |                          |                          |                                                               |                                               |                                          |                          |                          |
| E82   | Autre : Anciennement ligne 82 (Express) |                          |                          |                          |                                                               |                                               |                                          |                          |                          |
| E82   | Dernière actualisation : — |                          |                          |                          |                                                               |                                               |                                          |                          |                          |
| E83   | Gembloux ⥋ Charleroi | Gembloux ⥋ Charleroi     | Gembloux ⥋ Charleroi     | Gembloux ⥋ Charleroi     | Gembloux ⥋ Charleroi                                          | Gembloux ⥋ Charleroi                          | Gembloux ⥋ Charleroi                     | Gembloux ⥋ Charleroi     | Gembloux ⥋ Charleroi     |
| E83   | Ouverture / Fermeture — / — | Longueur —               | Durée —                  | Nb. d’arrêts —           | Matériel Mercedes Intouro                                     | Jours de fonctionnement L, Ma, Me, J, V, S    | Jour / Soir / Nuit / Fêtes O / — / N / N | Voy. / an —              | Dépôt —                  |
| E83   | Desserte : Gembloux Gare - Fleurus - Charleroi-Sud jusqu'au 25 Août 2024 Gembloux Gare - Fleurus - Les Viviers - Charleroi-Sud à partir du 26 Août 2024 |                          |                          |                          |                                                               |                                               |                                          |                          |                          |
| E83   | Autre : Le 1er août 2024 : • La féquence de la ligne passe de un bus aux 120 minutes à un bus au 60 minutes le samedi • la ligne est exploitée à la fréquence de un bus aux 120 minutes le dimanche À partir du 26 août 2024 la ligne dessert l'hôpital des Viviers, le GHDC. |                          |                          |                          |                                                               |                                               |                                          |                          |                          |
| E83   | Dernière actualisation : — |                          |                          |                          |                                                               |                                               |                                          |                          |                          |
| E84   | Namur ⥋ Waremme | Namur ⥋ Waremme          | Namur ⥋ Waremme          | Namur ⥋ Waremme          | Namur ⥋ Waremme                                               | Namur ⥋ Waremme                               | Namur ⥋ Waremme                          | Namur ⥋ Waremme          | Namur ⥋ Waremme          |
| E84   | Ouverture / Fermeture — / — | Longueur —               | Durée 1h10 min           | Nb. d’arrêts —           | Matériel —                                                    | Jours de fonctionnement L, Ma, Me, J, V, S, D | Jour / Soir / Nuit / Fêtes O / — / N / — | Voy. / an —              | Dépôt —                  |
| E84   | Desserte : Namur - Hannut - Waremme |                          |                          |                          |                                                               |                                               |                                          |                          |                          |
| E84   | Autre : |                          |                          |                          |                                                               |                                               |                                          |                          |                          |
| E84   | Dernière actualisation : — |                          |                          |                          |                                                               |                                               |                                          |                          |                          |
| E85   | Gembloux ⥋ Tamines | Gembloux ⥋ Tamines       | Gembloux ⥋ Tamines       | Gembloux ⥋ Tamines       | Gembloux ⥋ Tamines                                            | Gembloux ⥋ Tamines                            | Gembloux ⥋ Tamines                       | Gembloux ⥋ Tamines       | Gembloux ⥋ Tamines       |
| E85   | Ouverture / Fermeture 1/08/2023 / — | Longueur —               | Durée 50 min             | Nb. d’arrêts 11          | Matériel —                                                    | Jours de fonctionnement L, Ma, Me, J, V, S, D | Jour / Soir / Nuit / Fêtes O / — / N / — | Voy. / an —              | Dépôt —                  |
| E85   | Desserte : Gembloux - Jemeppe-sur-Sambre - Auvelais - Tamines |                          |                          |                          |                                                               |                                               |                                          |                          |                          |
| E85   | Autre : |                          |                          |                          |                                                               |                                               |                                          |                          |                          |
| E85   | Dernière actualisation : — |                          |                          |                          |                                                               |                                               |                                          |                          |                          |
| E86   | Namur ⥋ Couvin | Namur ⥋ Couvin           | Namur ⥋ Couvin           | Namur ⥋ Couvin           | Namur ⥋ Couvin                                                | Namur ⥋ Couvin                                | Namur ⥋ Couvin                           | Namur ⥋ Couvin           | Namur ⥋ Couvin           |
| E86   | Ouverture / Fermeture — / — | Longueur —               | Durée —                  | Nb. d’arrêts —           | Matériel Irizar I4 Integral Irisbus Crossway Vanhool New A330 | Jours de fonctionnement L, Ma, Me, J, V, S, D | Jour / Soir / Nuit / Fêtes O / — / N / O | Voy. / an —              | Dépôt —                  |
| E86   | Desserte : Namur - Mettet - Florennes - Philippeville - Mariembourg - Couvin - Nismes |                          |                          |                          |                                                               |                                               |                                          |                          |                          |
| E86   | Autre : Ancienemment ligne 56 (Express) |                          |                          |                          |                                                               |                                               |                                          |                          |                          |
| E86   | Dernière actualisation : — |                          |                          |                          |                                                               |                                               |                                          |                          |                          |

### Dépôts
Le 6 octobre 2015, un nouveau dépôt a été inauguré à Stockem, les activités des dépôts de Martelange et Arlon ont été transférées vers ce nouveau dépôt qui a été mis en service le 1er octobre 2015,,,,.
En 2017, le parc de l'exploitant comptait 372 véhicules repartis en 317 autobus standards, 29 autobus articulés et 26 midibus et minibus.

### Autres sociétés de transport en commun régional
- Opérateur de transport de Wallonie (Namur)
- TEC Brabant wallon (Wavre)
- TEC Charleroi (Charleroi)
- TEC Hainaut (Mons)
- TEC Liège-Verviers (Liège)
- De Lijn (Malines)
- STIB (Bruxelles)